# فهرست شخصیت‌های سریال سوپرانوز

لوگوی سریال

این فهرستی از شخصیت‌های سریال «سوپرانوها» محصول شبکه HBO و فیلم پیش‌درآمد آن «قدیسان فراوان نیوآرک» است.

#### تونی سوپرانو

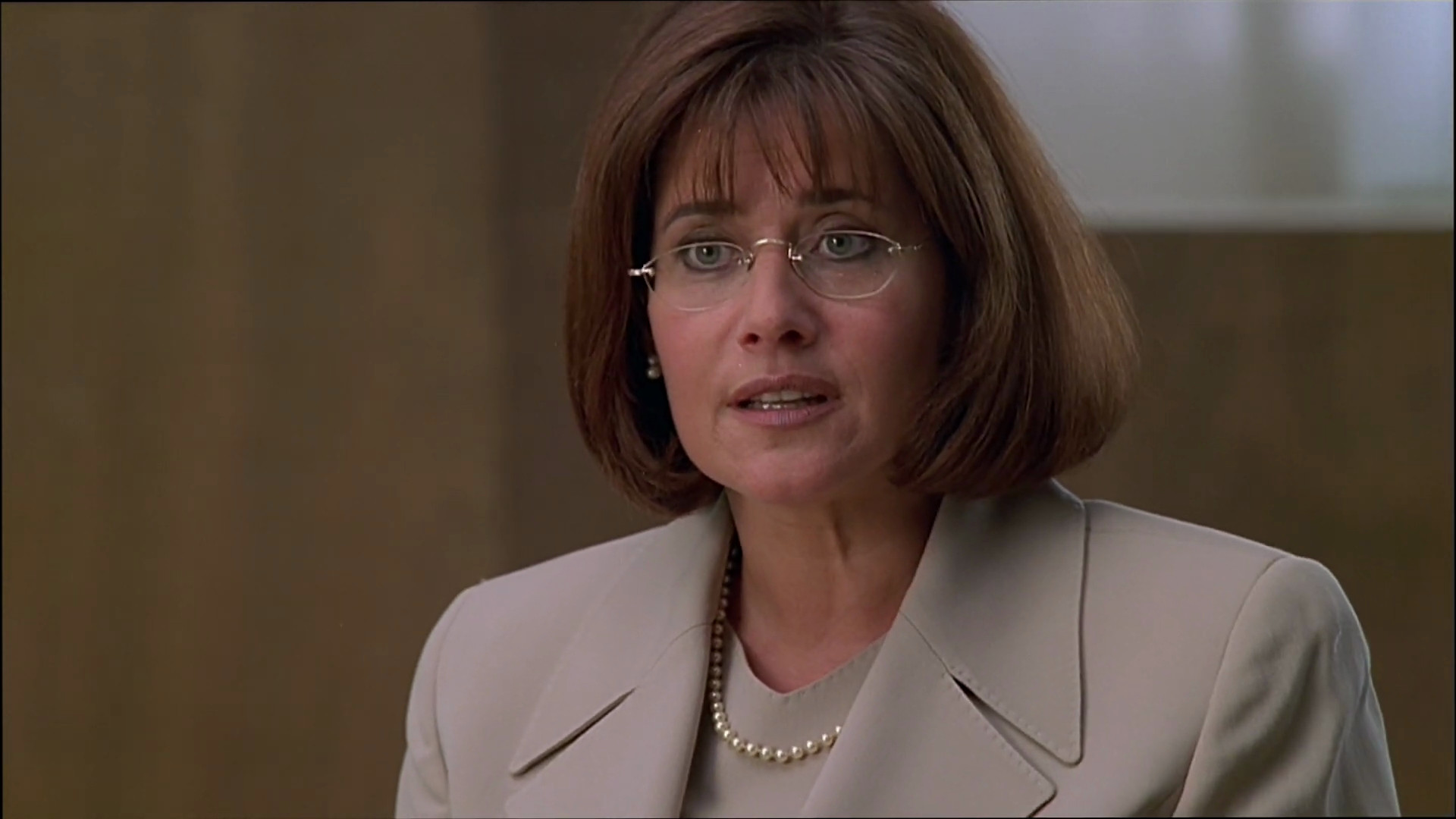
جنیفر ملفی

#### جنیفر ملفی

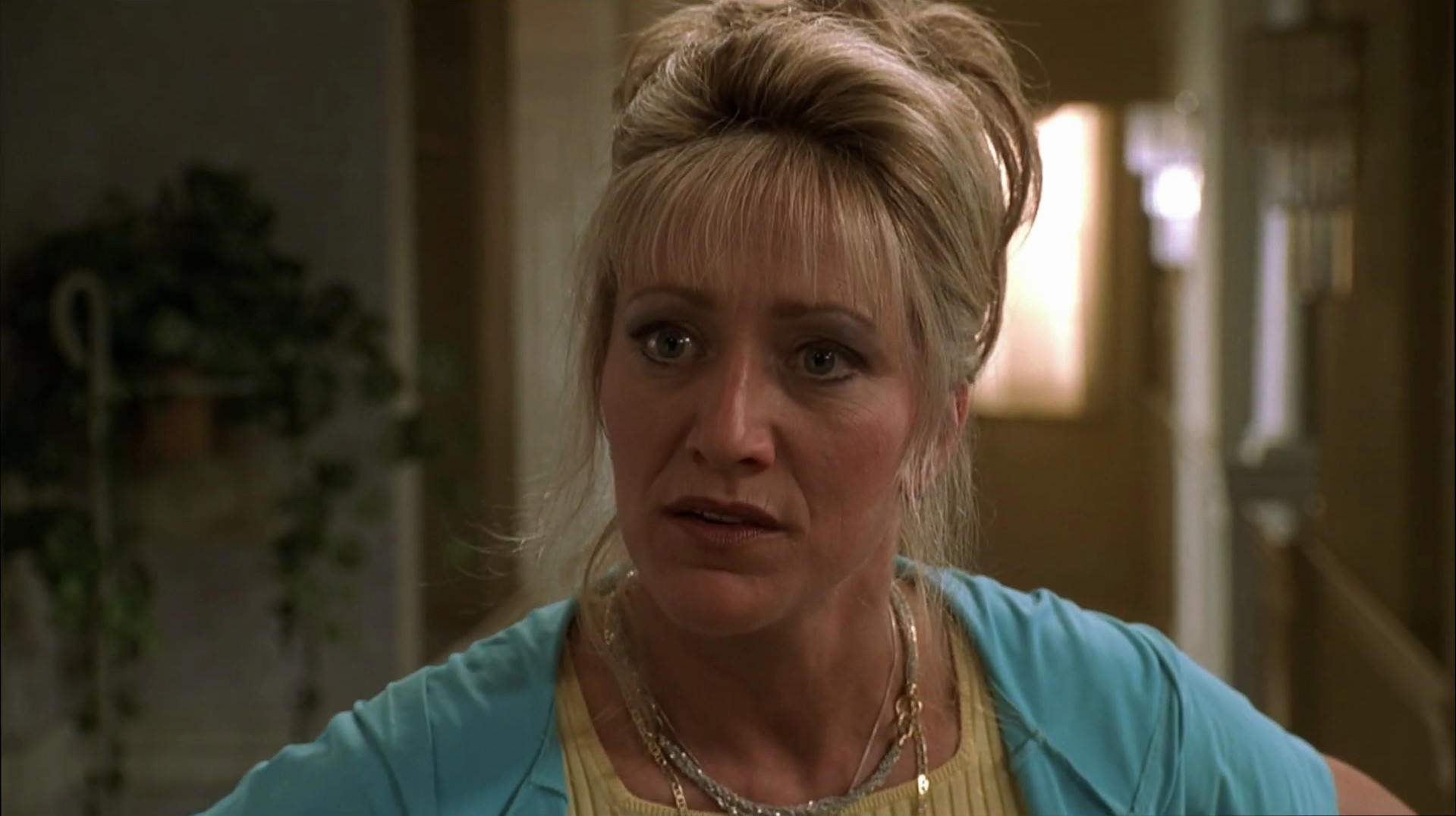
کارملا سوپرانو

#### کریستوفر مولتیسانتی

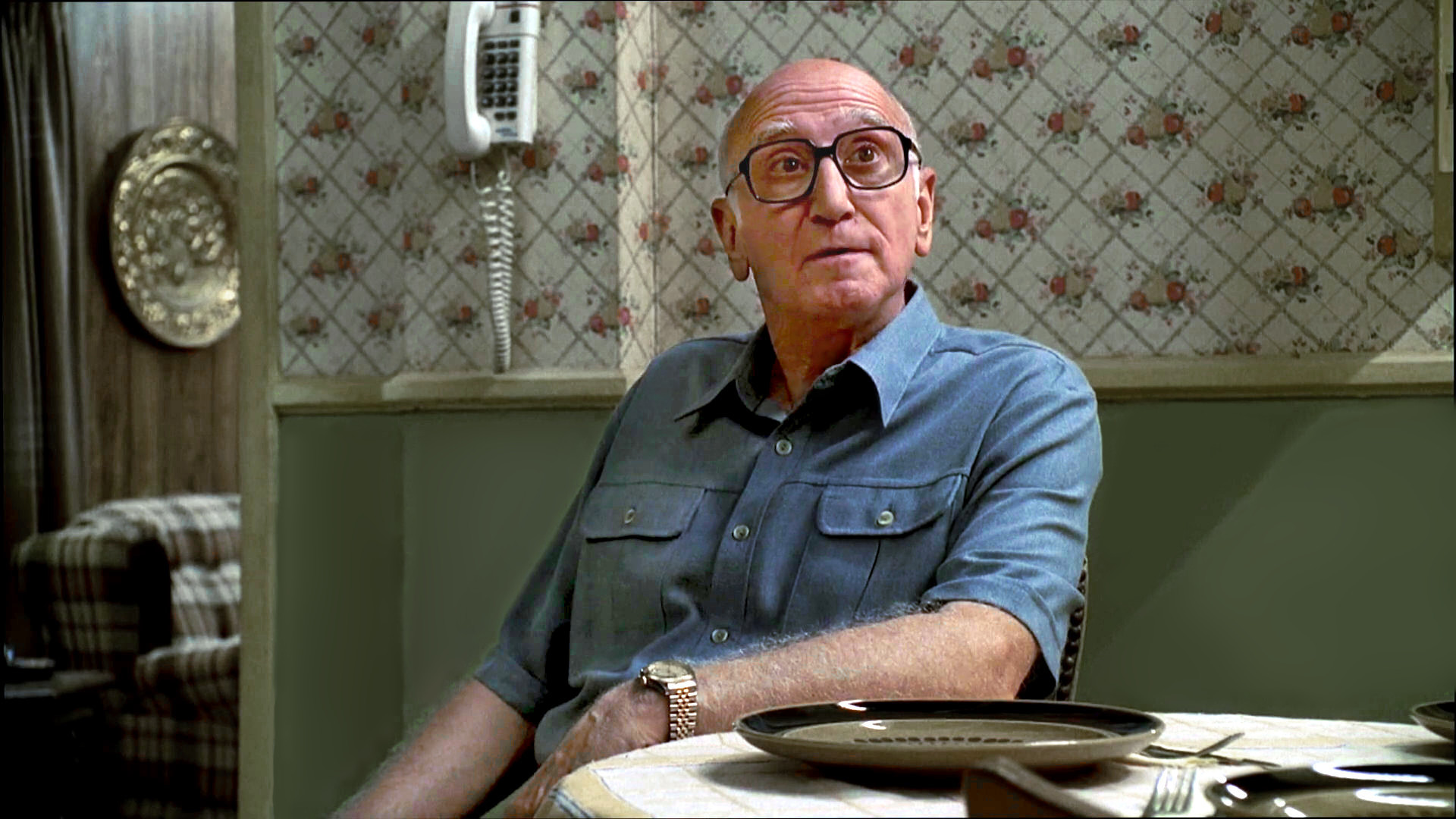
کورادو «جونیور» سوپرانو

## زندگینامه شخصیت‌های اصلی

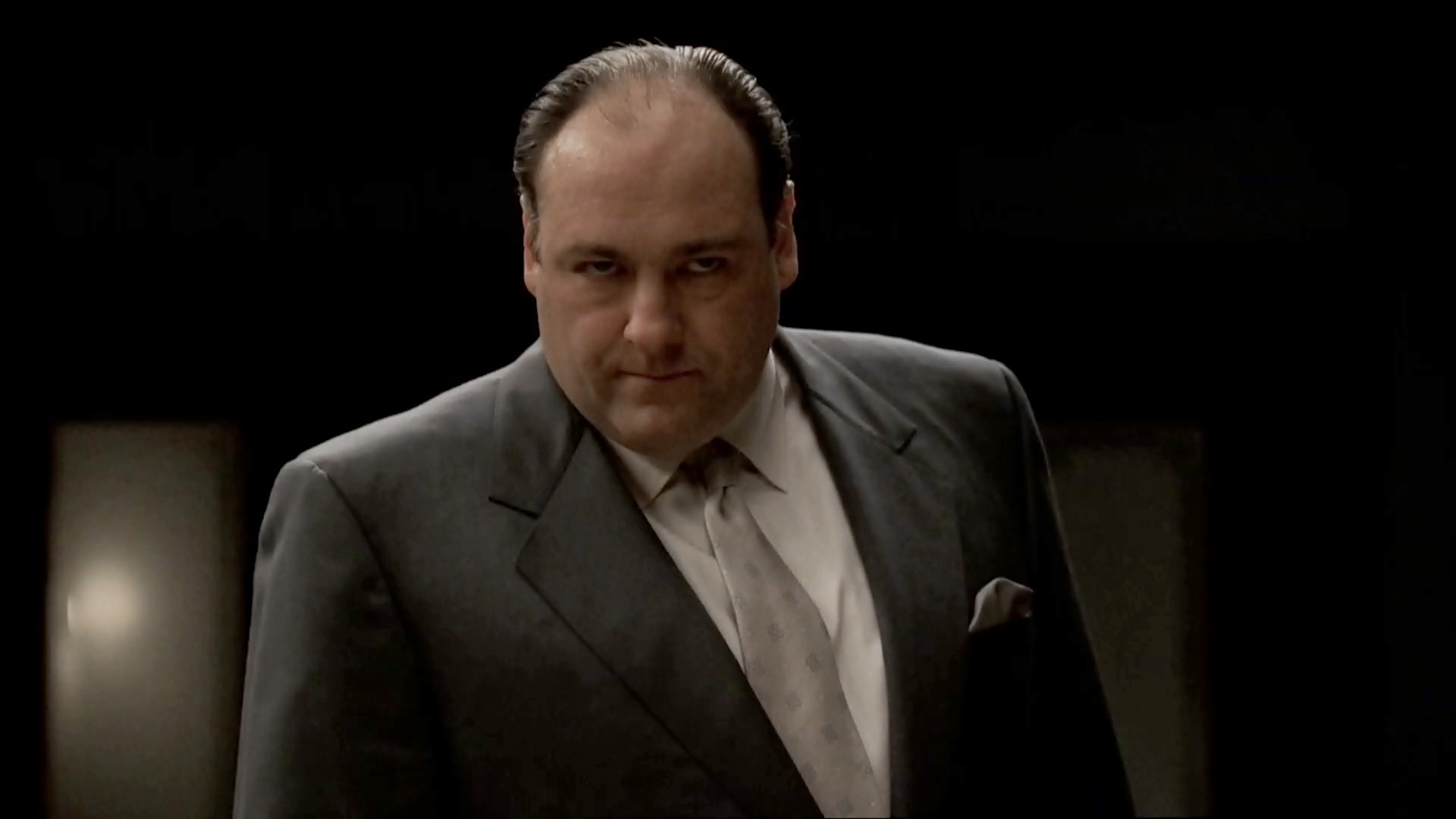
تونی سوپرانو

| بازیگر           | شخصیت                          | فصل ۱      | فصل ۲      | فصل ۳      | فصل ۴      | فصل ۵      | فصل ۶      | فصل ۶ | قدیسان نیوآرک |
| بازیگر           | شخصیت                          | فصل ۱      | فصل ۲      | فصل ۳      | فصل ۴      | فصل ۵      | بخش ۱      | بخش ۲ | قدیسان نیوآرک |
| ---------------- | ------------------------------ | ---------- | ---------- | ---------- | ---------- | ---------- | ---------- | ----- | ------------- |
| جیمز گاندولفینی  | تونی سوپرانو                   | اصلی       | اصلی       | اصلی       | اصلی       | اصلی       | اصلی       | اصلی  |               |
| مایکل گاندولفینی | تونی سوپرانو                   |            |            |            |            |            |            |       | اصلی          |
| لورین براکو      | جنیفر ملفی                     | اصلی       | اصلی       | اصلی       | اصلی       | اصلی       | اصلی       | اصلی  |               |
| ادی فالکو        | کارملا سوپرانو                 | اصلی       | اصلی       | اصلی       | اصلی       | اصلی       | اصلی       | اصلی  |               |
| لورن دی ماریو    | کارملا سوپرانو                 |            |            |            |            |            |            |       | اصلی          |
| مایکل ایمپریولی  | کریستوفر مولتیسانتی            | اصلی       | اصلی       | اصلی       | اصلی       | اصلی       | اصلی       | اصلی  | اصلی          |
| دومینیک چیانزه   | کورادو "جونیور" سوپرانو        | اصلی       | اصلی       | اصلی       | اصلی       | اصلی       | اصلی       | اصلی  |               |
| کوری استول       | کورادو "جونیور" سوپرانو        |            |            |            |            |            |            |       | اصلی          |
| وینسنت پاستوره   | سالواتوره "بیگ پوسی" بونپنسیرو | اصلی       | اصلی       | تکرارشونده |            | مهمان      |            | مهمان |               |
| استیون ون زندت   | سیلویو دانته                   | اصلی       | اصلی       | اصلی       | اصلی       | اصلی       | اصلی       | اصلی  |               |
| جان ماگارو       | سیلویو دانته                   |            |            |            |            |            |            |       | اصلی          |
| تونی سیریکو      | پائولی گوالتییری               | اصلی       | اصلی       | اصلی       | اصلی       | اصلی       | اصلی       | اصلی  |               |
| بیلی مگنوسن      | پائولی گوالتییری               |            |            |            |            |            |            |       | اصلی          |
| رابرت آیلسر      | آنتونی "ای.جی." سوپرانو جونیور | اصلی       | اصلی       | اصلی       | اصلی       | اصلی       | اصلی       | اصلی  |               |
| جیمی-لین سیگلر   | میدو سوپرانو                   | اصلی       | اصلی       | اصلی       | اصلی       | اصلی       | اصلی       | اصلی  |               |
| نانسی مارچند     | لیویا سوپرانو                  | اصلی       | اصلی       | اصلی       |            |            |            |       |               |
| ورا فارمیگا      | لیویا سوپرانو                  |            |            |            |            |            |            |       | اصلی          |
| دریا دی ماتئو    | آدریانا لا چروا                | تکرارشونده | اصلی       | اصلی       | اصلی       | اصلی       | تکرارشونده |       |               |
| دیوید پروال      | ریچی آپریل                     |            | اصلی       |            |            | مهمان      |            |       |               |
| آیدا تورتورو     | جانیس سوپرانو                  | مهمان      | اصلی       | اصلی       | اصلی       | اصلی       | اصلی       | اصلی  |               |
| جان ونتیمیگلیا   | آرتی بوکو                      | تکرارشونده | تکرارشونده | اصلی       | اصلی       | اصلی       | اصلی       | اصلی  |               |
| فدریکو کاستلوچیو | فوریو جیونتا                   |            | تکرارشونده | اصلی       | اصلی       |            |            |       |               |
| استیو شیرریپا    | رابرت "بابی باکالا" باکالیری   |            | تکرارشونده | اصلی       | اصلی       | اصلی       | اصلی       | اصلی  |               |
| رابرت فونارو     | یوجین پونته کوروو              |            |            | اصلی       | تکرارشونده | تکرارشونده | تکرارشونده |       |               |
| کاترین ناردوچی   | شارمین بوکو                    | تکرارشونده | مهمان      | اصلی       | اصلی       | اصلی       | اصلی       | اصلی  |               |

#### سیلویو دانته

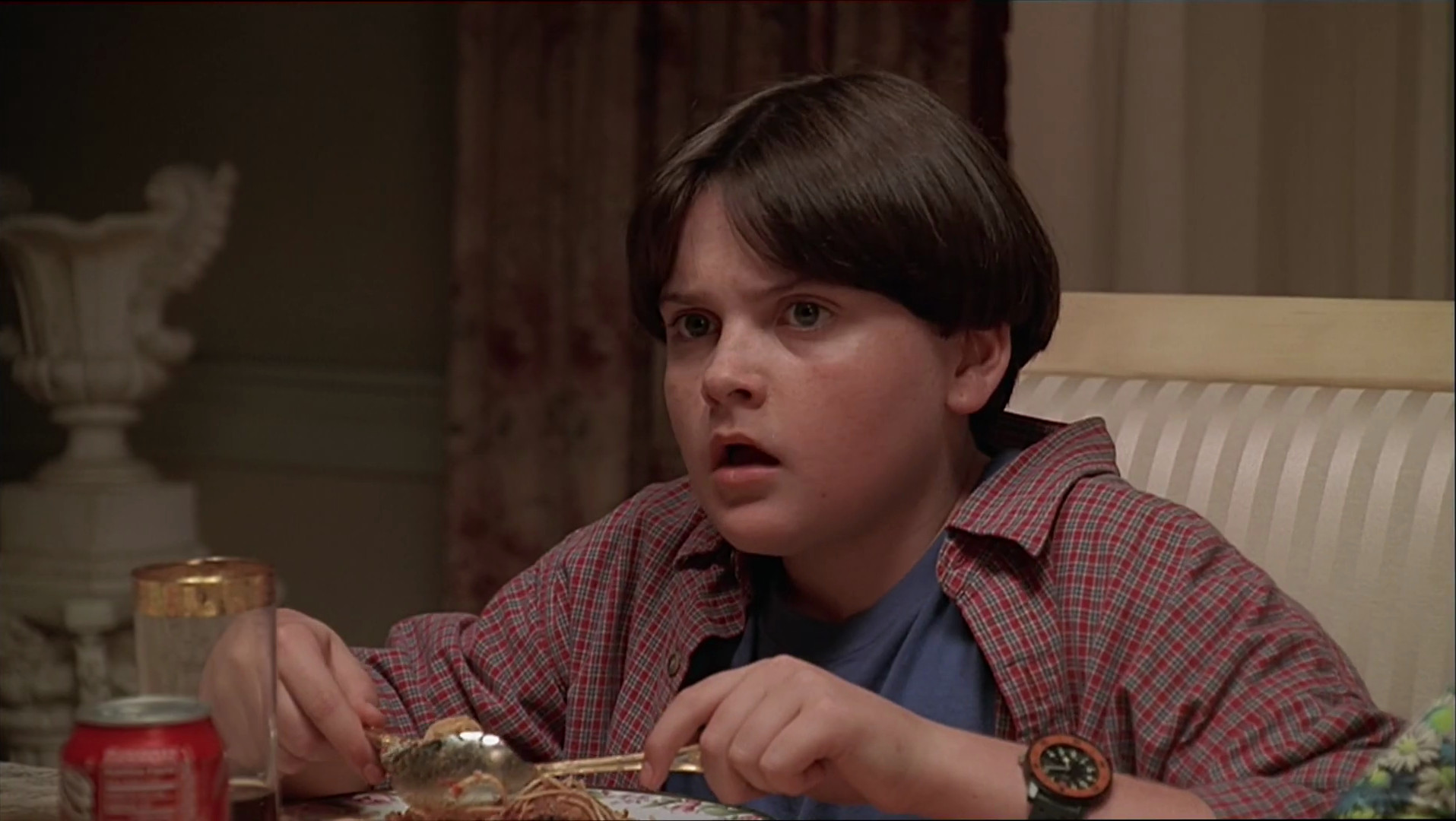
آنتونی «ای‌جی» سوپرانو جونیور

#### مدو سوپرانو

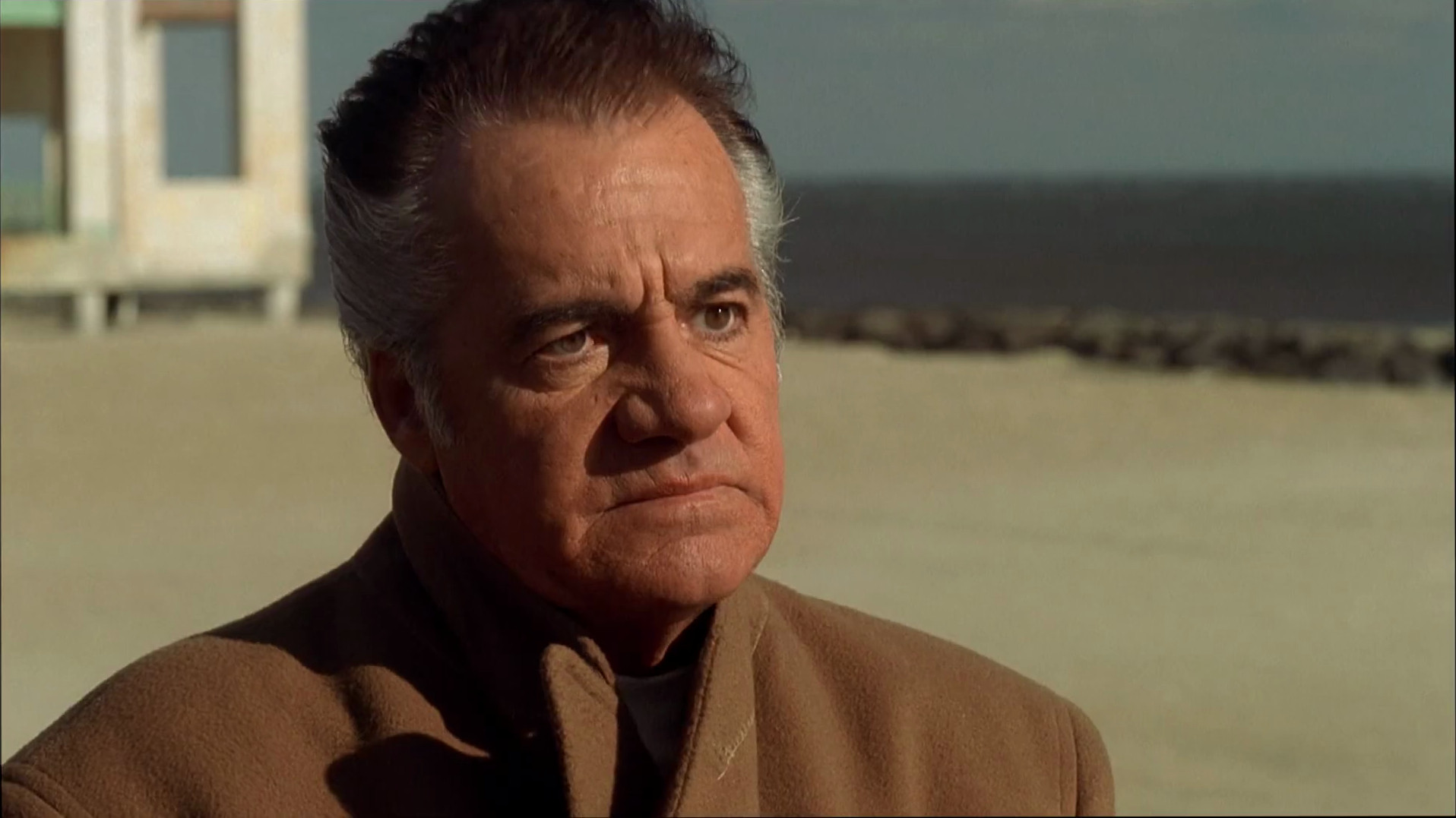
پائولی گوالتیری

#### آدریانا لا سروا

ریچی آپریل در کنار تونی سوپرانو

#### سالواتوره "بیگ پوسی" بونپنسیرو

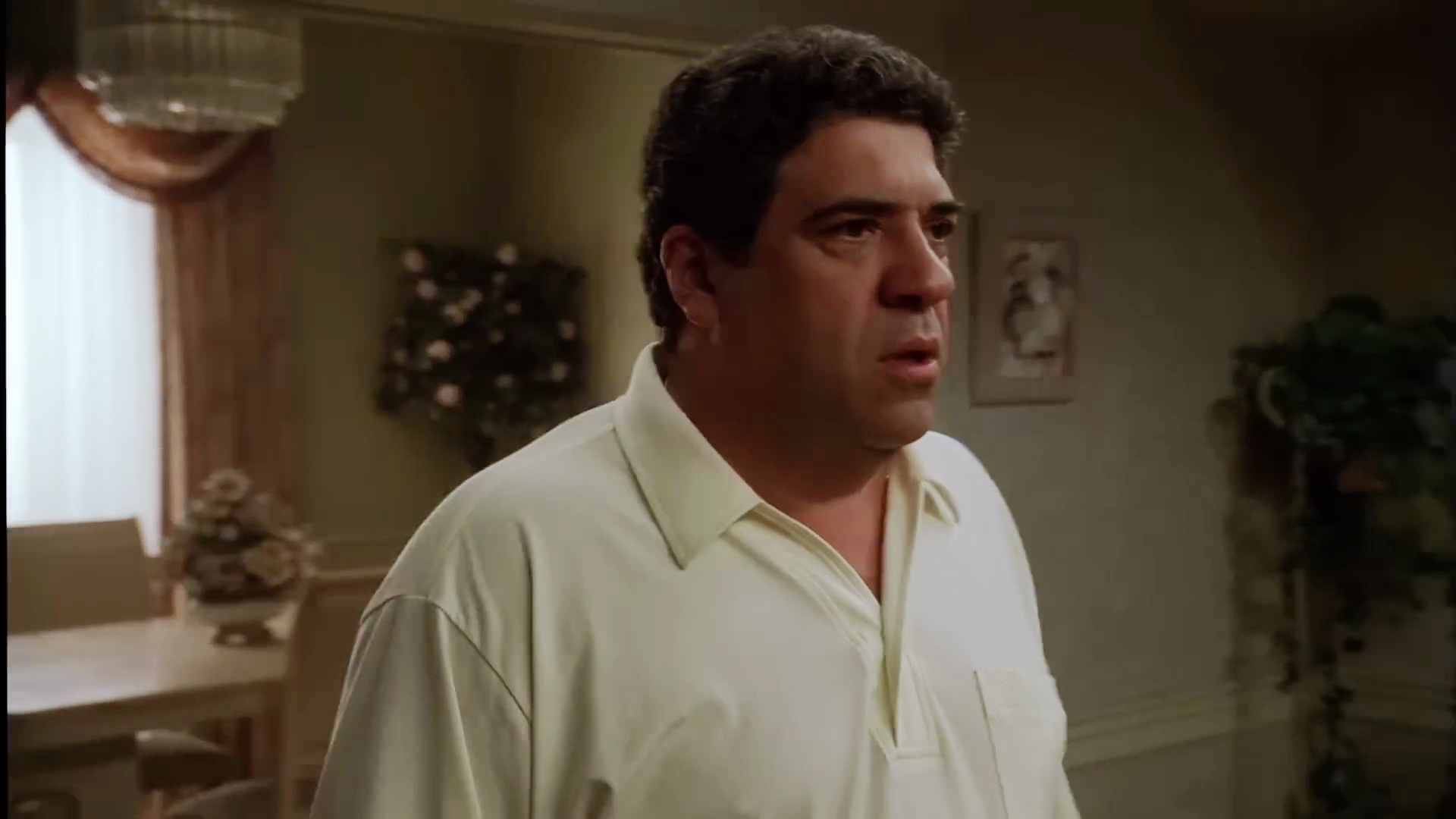
وینسنت پاستوره در نقش سالواتوره «بیگ پوس» بونپنسیرو

سالواتوره "بیگ پوسی" بونپنسیِرو توسط وینسنت پاستوره بازی شده است. بیگ پوسی دوست صمیمی و مأمور اجرایی تونی سوپرانو بود و همچنین با همکارانش در خانواده جنایی دیمیو، پائولی "پائولی والناتس" گوآلتیِری و سیلویو دانته رابطه نزدیکی داشت. او زمانی دوست صمیمی کورادو "جونیور" سوپرانو، عموی تونی نیز بود. در بازی ویدئویی مرتبط با سریال، فاش می‌شود که او پسری نامشروع به نام جویی لاروکا دارد. سامسون موآکیولا نقش جوانی بونپنسیِرو را در فیلم پیش‌درآمد سال ۲۰۲۱، «قدیسین فراوان نیوآرک» بازی کرده است. پسر لینو بونپنسیِرو، سالواتوره بونپنسیِرو کار خود را به عنوان یک دزد حرفه‌ای شروع کرد و به دلیل مهارت‌هایش با محبت "پوسی" (گربه) خطاب می‌شد. او را "بیگ پوسی" صدا می‌زدند تا از جنارو "لیتل پوسی" مالنگا متمایز شود. سال با همسرش آنجی و سه فرزندش زندگی می‌کرد و یک تعمیرگاه خودرو به همراه برادرش ادوارد "دوک" بونپنسیِرو اداره می‌کرد. او یک سرباز در گروه سوپرانو بود و از خواسته‌های "جانی بوی" سوپرانو برای تبدیل شدن تونی به کاپو پس از مرگ جانی در سال ۱۹۸۶ حمایت کرد. برای تأمین هزینه تحصیل فرزندانش، به صورت مخفیانه هروئین خرید و فروش می‌کرد. بین سال‌های ۱۹۹۵ تا ۱۹۹۸، توسط اف‌بی‌آی دستگیر شد و برای جلوگیری از حبس ابد، تصمیم گرفت علیه گروه سوپرانو اطلاعات دهد. مأمور اسکیپ لیپاری به عنوان مسئول او تعیین شد. در قسمت «Do Not Resuscitate» فاش شد که او یک خبرچین است. در فلش‌بک‌های سال ۱۹۹۵، نشان داده می‌شود که سال در ترتیب یک مذاکره بین ارشد جونیور سوپرانو و رئیس موقت جکی آپریل نقش کلیدی داشت. در سال ۱۹۹۸، در یک بازی کارتی که توسط خانواده سوپرانو، جیمی آلتیری برگزار می‌شد، دستگیر شد. او سعی کرد فرار کند اما کمردرد شدیدی گرفت و دستگیر شد. به زودی آزاد شد، اما به دلیل آسیب دیدگی در خانه محبوس شد. پلیس فاسد وین مکزین به تونی گفت که در سازمانش یک خبرچین وجود دارد و انگشت اتهام را به سمت سال گرفت. تونی به پائولی گوآلتیِری مأموریت داد تا تحقیق کند و در صورت یافتن مدرک قطعی، سال را بکشد. در یک حمام عمومی، سال از درآوردن لباس‌هایش خودداری کرد و فشار خون بالا و کمردرد را بهانه آورد، اما این موضوع شک‌ها را بیشتر کرد، به‌ویژه وقتی که او ناپدید شد. پس از ناپدید شدن سال، پائولی مسئول جمع‌آوری بدهی‌های او شد و گروه آلتیری را کشتند، چون فکر می‌کردند او خبرچین بوده است. سال در سال ۲۰۰۰ در خانه تونی ظاهر شد و ادعا کرد برای درمان کمردردش در پورتوریکو بوده است. او شروع به دروغ گفتن به مأمور لیپاری کرد و از دادن اطلاعات خودداری نمود. وقتی آشنایشان جیمی بونز، سال را با مأمور لیپاری دید، سال او را کشت تا از افشای اطلاعات جلوگیری کند. پس از بازگشت سال، رابطه او و همسرش آنجی دچار مشکل شد. آنجی با کارملا درباره ترک سال صحبت کرد، اما کارملا او را منصرف کرد و آنجی به خوابیدن در اتاق‌های جداگانه رضایت داد. وقتی تونی به عنوان رئیس موقت انتخاب شد، سیلویو را به عنوان مشاور و پائولی را به عنوان کاپو منصوب کرد و فوریو جیونتا را هم‌رده سال قرار داد، در صورتی که سال، سال‌ها خدمت کرده بود. سال در مراسم تأیید اِی.جِی. سیم گذاشت، اما بیشتر وقتش را به صحبت‌های خصوصی با اِی.جِی. گذراند تا گفت‌وگوهای کاری با گروه. پس از تیراندازی به کریستوفر مولتیسانتی توسط متیو بیویلاکوا و شان جیزمونته، سال دوباره به نقش وفادارانه‌اش بازگشت و بیویلاکوا را تعقیب و همراه تونی کشت. در نهایت، سال اطلاعاتی درباره کلاهبرداری بلیط‌های هواپیمای تونی به لیپاری داد که منجر به دستگیری کوتاه‌مدت تونی شد. تونی پس از یک رویای نمادین که در آن سال به شکل یک ماهی سخنگو ظاهر شد (اشاره به اصطلاح مافیا "sleep with the fishes")، به شک‌هایش درباره سال اطمینان پیدا کرد. او در خانه سال به دنبال مدرک گشت و سیم را در جعبه سیگار یافت. سپس در یک قایق، همراه سیلویو و پائولی، نقشه ترور سال را کشید. پس از یک نوبت نوشیدنی که در آن تونی از سال پرسید آیا زن بدکاره‌ای که ادعا می‌کرد در پورتوریکو دیده واقعی بوده یا نه، و سال اعتراف کرد که "گند زده"، تونی، پائولی و سیلویو سال را کشتند، جسدش را در کیسه‌های پلاستیکی، زنجیر و وزنه پیچیدند و به دریا انداختند. پس از مرگش، سال در رویاها و فلش‌بک‌ها چندین بار ظاهر شد. تونی و دیگر اعضای گروه به دوستان و خانواده سال گفتند که او پس از ورود به برنامه حفاظت از شهود ناپدید شده است.

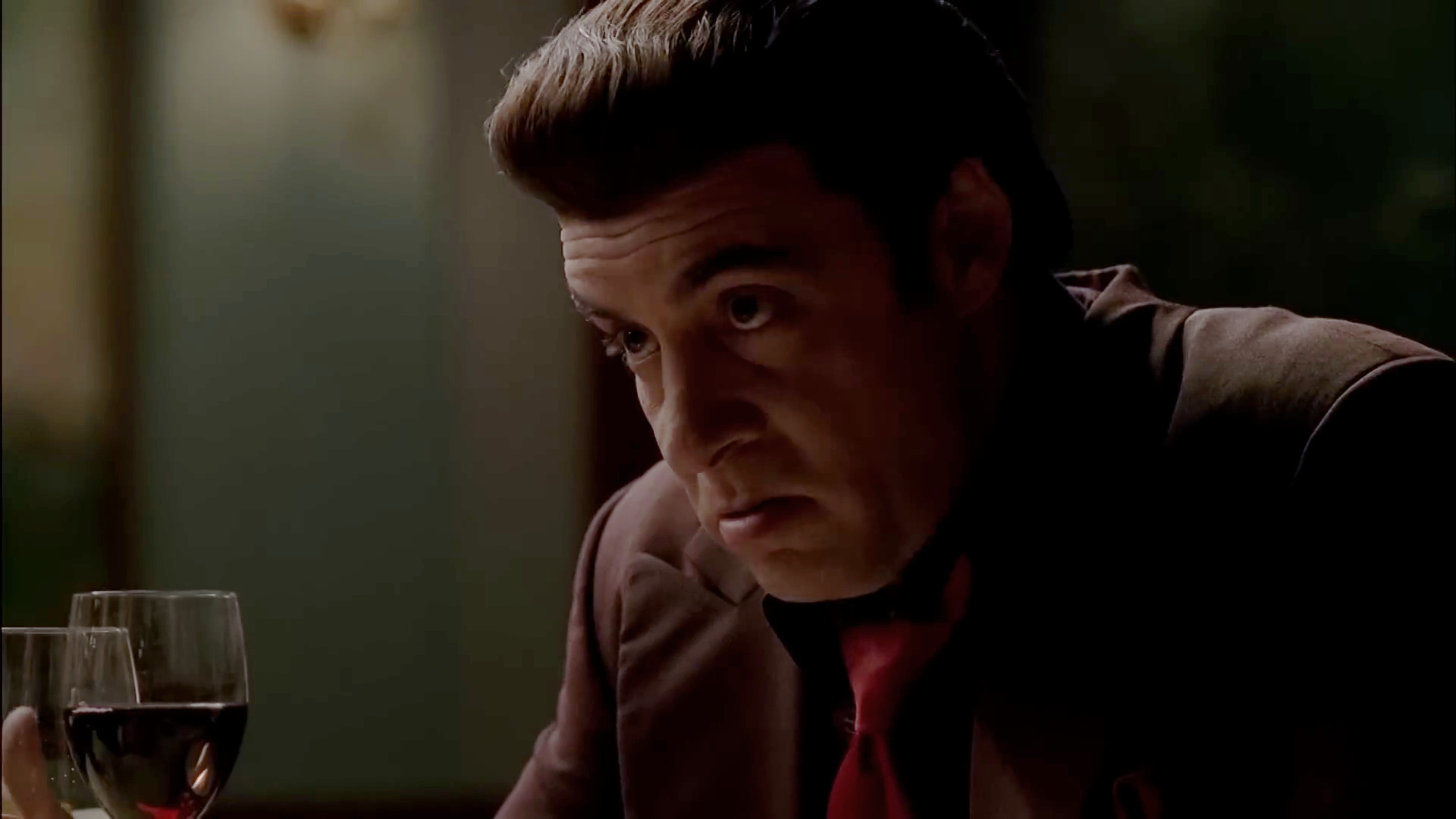
سیلویو دانته

#### ریچی آپریل
ریچارد "ریچی" آپریل توسط دیوید پروال بازی شده است. ریچی برادر بزرگتر جکی آپریل سینیور، رئیس موقت خانواده جنایی دیمئو بود و پیش از آنکه به ده سال زندان محکوم شود، کاپو (سردسته) در این خانواده جنایی بود. ریچی قبلاً ازدواج کرده بود و صاحب پسری به نام ریچی آپریل جونیور شد.  
پس از آزادی از زندان، ریچی به خانواده‌ای کاملاً متفاوت بازگشت؛ جایی که تونی سوپرانو اکنون رئیس بود — کسی که ریچی از قبل، حتی پیش از آنکه تونی به عضویت رسمی مافیا درآید، او را می‌شناخت. ریچی معتقد بود به‌خاطر سال‌هایی که در زندان گذرانده، سزاوار کنترل بیشتر و جایگاه بالاتری در خانواده است.

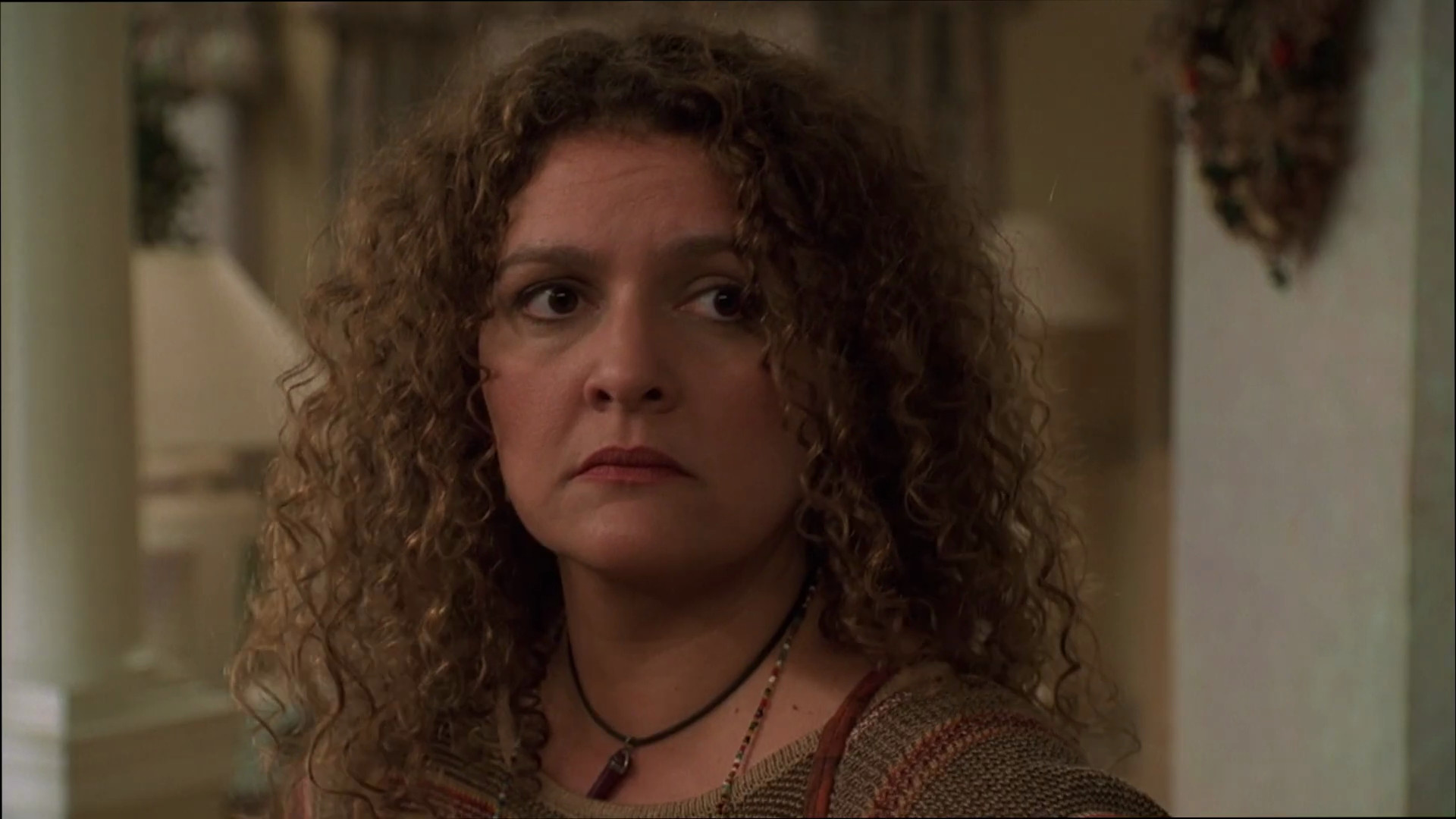
جنیس سوپرانو

#### آرتی بوکو
آرتور "آرتی" بوکو جونیور توسط جان ونتیمیلیا بازی شده است. آرتی رستوران‌دار و آشپز است و دوست دوران کودکی تونی سوپرانو محسوب می‌شود که هر دو در دوران دبستان با هم همکلاس بودند. او در طول سریال، از اولین تا یکی مانده به آخرین قسمت حضور دارد.  
آرتی و همسرش، شارمین بوکو، سه فرزند دارند: کیارا بوکو، ملیسا بوکو و آرتور "آرت" بوکو سوم. شارمین اغلب نگران جذب شدن آرتی به زندگی خلافکارانه تونی است و بارها او را از هرگونه تمایل به درگیر شدن در این امور برحذر می‌دارد. با وجود دوستی نزدیک آرتی بوکو و تونی سوپرانو، رابطه آنها شاهد لحظات تلخی بوده است. در پایان فصل اول، آرتی از زبان لیویا (مادر تونی) می‌فهمد که تونی مسئول آتش‌سوزی رستوران قبلی او (وزوویو) در اسکس کانتی بوده است. این اتفاق زمانی رخ داد که عمو جونیور اصرار داشت ترور "پوسی کوچولو" مالانگا را در همان رستوران انجام دهد، اما تونی با آتش زدن رستوران هم از این اتفاق جلوگیری کرد و هم به آرتی امکان داد با پول بیمه رستوران جدیدی بسازد.
فصل ۱: رویارویی تلخ
آرتی که به رستوران پدری اش دلبستگی عمیقی داشت، با تفنگ به پارکینگ ساترلز رفت تا با تونی تسویه حساب کند. با وجود انکارهای مکرر تونی، این اتفاق باعث تنش بین آنها شد، اما تا پایان فصل رابطه آنها بهبود یافت.
فصل ۳: بحران میانسالی
آرتی به آدریانا (میزبان رستورانش) دل باخت و پس از ترک کار او توسط آدریانا، سعی ناموفقی در جلب توجه او داشت. این موضوع باعث جدایی موقت او از شارمین شد.
فصل ۴: فریب فرانسوی
آرتی در دام یک کلاهبردار فرانسوی به نام ژان-فیلیپ افتاد که با وعده واردات مشروب Armagnac 50 هزار دلار از او گرفت. وقتی آرتی متوجه کلاهبرداری شد، به ژان-فیلیپ حمله کرد اما شکست خورد و پس از مصرف بیش از حد الکل و قرص، اقدام به خودکشی کرد. تونی او را نجات داد و بدهی ۶۰۰۰ دلاری اش در رستوران را بخشید.
فصل ۵: همخانه شدن با تونی
پس از جدایی از شارمین، آرتی در موتل ۶ زندگی می‌کرد تا اینکه تونی پیشنهاد داد در خانه مادرش (که پس از جدایی از کارمل در آن زندگی می‌کرد) ساکن شود. این پیشنهاد باعث آشتی دوباره دو دوست قدیمی شد.
فصل ۶: مشکلات جدید
- استخدام مارتینا (مهاجر غیرقانونی آلبانیایی) به عنوان میزبان جدید و علاقه نامشروع آرتی به او
- رقابت با رستوران جدید "دا جووانی"
- کلاهبرداری کارت‌های اعتباری توسط مارتینا و بنی فازیو
- درگیری فیزیکی آرتی و بنی که به سوختگی دست آرتی در دیگ سس داغ منجر شد
- میزبانی مهمانی نامزدی کریستوفر مولتیسانتی بدون بروز مشکل جدید با بنی

#### شارمین بوکو
شارمین بوکو با بازی کاترین ناردوچی همسر آرتی بوکو و دوست دوران کودکی کارملا و تونی سوپرانواست. او به همراه همسرش رستوران نووو وزوویو را مدیریت می‌کند - شارمین مسئول بخش پذیرایی و آرتی سرآشپز اصلی رستوران است. در طول سریال به تحصیلات شارمین اشاره می‌شود: در قسمت "The Test Dream" فاش می‌شود که او سردفتر اسناد رسمی است و در قسمت "Everybody Hurts" مشخص می‌شود که او در مدرسه بازرگانی وارتون تحصیل کرده است. شارمین و آرتی سه فرزند دارند: کیارا بوکو، ملیسا بوکو و آرتور "آرت" بوکو سوم.  در فصل اول، رابطه شارمین و کارملا کمکم سرد می‌شود. شارمین از این موضوع ناراحت است که کارملا از زندگی مرفه‌ای بهره می‌برد که تنها از طریق فعالیت‌های غیرقانونی همسرش ممکن شده است. او آرتی را از معاشرت با تونی به خاطر سبک زندگی مجرمانه‌اش منع می‌کند. وقتی کارملا از بوکوها می‌خواهد در یک حراج خیریه در خانه سوپرانو پذیرایی کنند، با شارمین مانند یک خدمتکار رفتار می‌کند. این موضوع باعث می‌شود شارمین فاش کند که در دبیرستان با تونی رابطه داشته و همزمان با شروع رابطه تونی و کارملا (که آن تابستان را در لانگ بیچ آیلند می‌گذراند) با او رابطه جنسی داشته است. پس از یک سری بحث‌های شدید، آرتی و شارمین از هم جدا می‌شند. آرتی از خانه می‌رود، اما آنها با اکراه به همکاری در رستوران ادامه می‌دهند. نهایتاً در فصل ششم شارمین و آرتی آشتی می‌کنند.

#### رالف سیفارتو

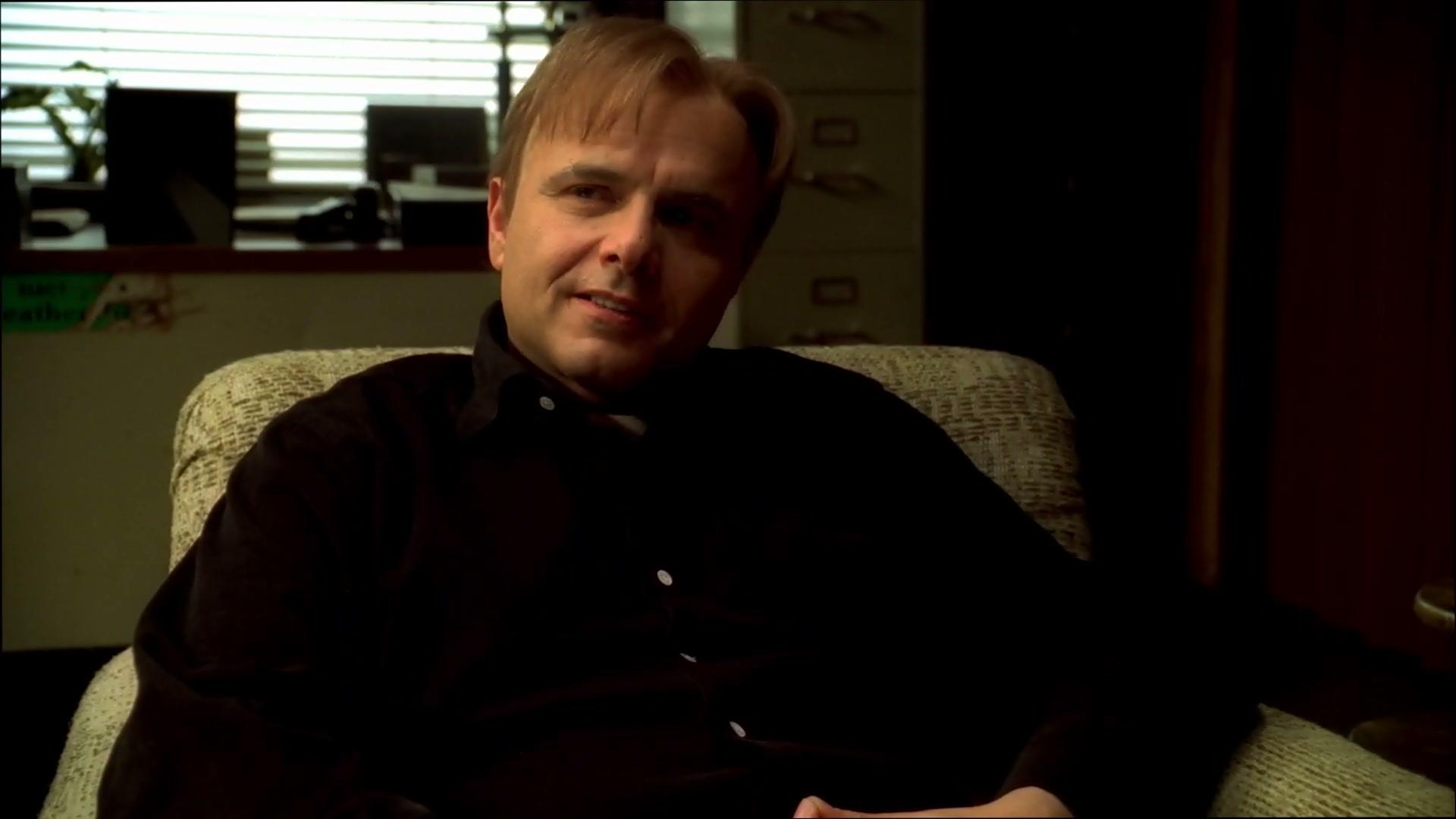
جو پانتولیانو در نقش رالف سیفارتو

رالف "رالفی" سیفارتو توسط جو پانتولیانو به تصویر کشیده شده است. رالف در فصل‌های ۱ و ۲ حضور ندارد، زیرا مدت‌ها در میامی، فلوریدا زندگی می‌کرد و در دلری بیچ فلوریدا ساکن بود.  
او اولین بار به عنوان یک سرباز در گروه آپریل در قسمت دوم فصل ۳ با عنوان "پروشای، لیوشکا" ظاهر می‌شود. رالف به عنوان فردی درآمدزای قوی اما بی‌ثبات و مستعد خشونت معرفی می‌شود. او در سال ۲۰۰۰ پس از ناپدید شدن ریچی آپریل به نیوجرسی بازمی‌گردد.  
به عنوان یک سرباز ارشد، او تلاش می‌کند کنترل گروه را به دست بگیرد، با وجود اینکه تونی تمایلی به دادن مقام کاپیتانی به او ندارد. رالف مدام به آن گروه به عنوان "گروه من" اشاره می‌کرد. تونی او را فردی آزاردهنده و گستاخ می‌دانست، بنابراین از ارتقای او خودداری کرد و در عوض جیجی چستونه را به عنوان گروه آپریل انتخاب کرد. پس از مرگ چستونه بر اثر حمله قلبی، تونی با اکراه رالف را به عنوان کاپو منصوب می‌کند.

#### یوجین پونته‌کوروو
یوجین پونته‌کورو با بازی رابرت فونارو یکی از اعضای رسمی گروه آپریل در خانواده جنایی دی‌میو بود. هش رابکین در گفتگو با اعضای خانواده ساپرانو اشاره می‌کند که پدر یوجین در سن ۵۲ سالگی با خفگی ناشی از گاز بی‌اثر در خودروی خود خودکشی کرده بود. به نظر می‌رسد او اهل نورث برگن، نیوجرسی بوده است.
ورود به سریال:
یوجین اولین بار در قسمت "پروشای، لیوشکا" به عنوان همکار خانواده جنایی ساپرانو معرفی شد. در قسمت بعدی با عنوان "پسر خوش‌شانس"، او به همراه کریستوفر مولتیسانتی به عنوان عضو رسمی (made man) سوگند یاد کرد.
میراث و فشارهای زندگی:
در قسمت آغازین فصل ششم با عنوان "اعضای تنها"، یوجین ۲ میلیون دلار از عمه‌ی مرحومش به ارث برد. همسرش مدام به او فشار می‌آورد تا از تونی اجازه بگیرد و به فورت مایرز، فلوریدا نقل مکان کنند. وقتی یوجین این موضوع را با تونی در میان گذاشت، تونی با اشاره به سوگند یوجین، به طور غیرمستقیم مخالفت خود را اعلام کرد.
تلاش برای رضایت تونی:
یوجین سعی کرد با هدیه دادن ساعت‌های دیوید یورمن به تونی، کارمل، میدو و اِی.جی. رضایت او را جلب کند. او حتی بخشی از ارثیه را نیز به تونی پیشنهاد داد.
مأموریت قتل:
کریستوفر مولتیسانتی به عنوان کاپو به یوجین مأموریت داد تدی اسپیروداکیس در بوستون را که بدهی خود را پرداخت نکرده بود، به قتل برساند. یوجین اگرچه بی‌میل بود، اما دستور را اجرا کرد و تدی را در یک رستوران فست‌فود با شلیک به سر کشت.
همکاری با اف‌بی‌آی:
مشخص شد یوجین مدتی به عنوان منبع اطلاعاتی اف‌بی‌آی فعالیت می‌کرد. پس از مرگ ری کورتو (یکی دیگر از اطلاعات‌دهندگان) بر اثر سکته مغزی، اف‌بی‌آی به یوجین گفت که اجازه ترک نیوجرسی را ندارد، چرا که به شهادت او برای پرونده علیه تونی نیاز دارند.
تراژدی پایان:
وقتی سیلویو به یوجین اطلاع داد که تونی درخواست او برای نقل مکان به فلوریدا را رد کرده است، یوجین که از فشارهای زندگی مافیایی، مخالفت اف‌بی‌آی و مشکلات خانوادگی به ستوه آمده بود، در زیرزمین خانه‌اش خود را حلق‌آویز کرد. این عمل او را تنها راه نجات خانواده و استفاده از ارثیه برای زندگی بهتر می‌دانست. اگرچه شخصیت‌های مختلف نظرات خود را درباره خودکشی او بیان کردند، اما هیچ‌گاه ماهیت واقعی مرگش به تونی گفته نشد.

#### فوریو جیونتا
فوریو جیونتا با بازی فدریکو کاستلوچیو، یک گانگستر ایتالیایی (معروف به "زیپ") است که برای تونی سوپرانو کار می‌کند. او اولین بار در فصل ۲ در قسمت "کومنداتوری" ظاهر می‌شود، زمانی که تونی به ایتالیا سفر می‌کند و فوریو به عنوان مترجم او عمل می‌کند. در ایتالیا، تونی با آنالیزا زوکا، رئیس کامورای ناپلی مذاکره می‌کند تا فوریو به نیوجرسی منتقل شود و در عملیات سرقت بین‌المللی خودروها برای تونی کار کند.
برای گرفتن ویزای فوریو، تونی ابتدا او را به عنوان سازنده موزارلا در رستوران نووو وزوویو استخدام می‌کند و به آرتی بوکو قول می‌دهد که حقوق فوریو را خودش پرداخت خواهد کرد. فوریو به یکی از ترسناک‌ترین مجریان تونی تبدیل می‌شود که بدهکاران تونی را مرعوب و کتک می‌زند و همچنین به عنوان راننده و محافظ تونی عمل می‌کند. اولین مأموریت او گرفتن پول از صاحب یک سالن برنزه‌کننده است که همسرش او را از پرداخت بدهی منع کرده بود. فوریو با چوب بیسبال بازوی او را می‌شکند و به زانویش شلیک می‌کند، که تأثیر مثبتی روی تونی می‌گذارد.
در فصل ۳ در قسمت "عشق دیوانه‌وار"، فوریو توسط جکی آپریل جونیور در پا مورد اصابت گلوله قرار می‌گیرد، هنگامی که جکی و دوستانش بازی کارت رالف چیفارتو را برای به دست آوردن اعتبار در خانواده مافیا سرقت می‌کنند.
در فصل ۴ در قسمت "همه درد می‌کشند"، فوریو مأمور می‌شود تا بدهی ۵۰٬۰۰۰ دلاری تونی را از ژان-فیلیپ، یک فرانسوی حیله‌گر، پس بگیرد.
فوریو به تدریج عاشق کارملا، همسر تونی، می‌شود و کارملا نیز همین احساس را دارد. اگرچه این دو هرگز رابطه عاشقانه‌ای را آغاز نمی‌کنند، اما تنش جنسی شدیدی بین آنها ایجاد می‌شود. کارملا به بهانه‌های مختلف به دیدار فوریو می‌رود، از جمله کمک به او برای خرید و تزیین خانه و برنامه‌ریزی برای مهمانی خانه‌گرمی. در این مهمانی، آنها رقصی پر از تنش جنسی دارند. فوریو بعداً ادعا می‌کند که عینک آفتابی خود را در خانه سوپرانوها جا گذاشته است، فقط بهانه‌ای برای صحبت با کارملا.
پس از مرگ پدر فوریو، او برای مراسم تشییع جنازه به ایتالیا بازمی‌گردد. او از عموی خود، که او نیز عضو مافیاست، مشورت می‌گیرد و به او می‌گوید که ایتالیا دیگر مانند خانه به نظر نمی‌رسد و عاشق همسر رئیس خود شده است. عموی او به وضوح به او می‌گوید که باید یا از این احساس عبور کند یا رئیس خود را بکشد. در قسمت "الویز" از فصل ۴، فوریو خیانت تونی را در یک شب در کازینو به چشم می‌بیند. در حالی که تونی در حال مستی روی زمین ادرار می‌کند، فوریو ناگهان او را از یقه می‌گیرد و به فکر می‌افتد که تونی را به داخل پره‌های هلیکوپتر پرتاب کند. اما در آخر او را می‌کشد و وانمود می‌کند که تونی خیلی نزدیک ایستاده بود.
فوریو که دیگر نمی‌تواند بار این تعارض درونی را تحمل کند (احساساتش در تضاد با شرافت و احترامش به سلسله‌مراتب خانواده)، ناگهان خانه خود را می‌فروشد و به ایتالیا بازمی‌گردد. کارملا ویران می‌شود و در نهایت احساسات خود را نسبت به فوریو در یک مشاجره با تونی فاش می‌کند. تونی به او می‌گوید: "اگر افراد خاصی او را ببینند، مرده است." در فصل ۵، تونی ادعا می‌کند که افرادی را در ایتالیا برای پیدا کردن او گماشته است. سرنوشت فوریو در نهایت نامشخص باقی می‌ماند.

#### جانی سک
جان ساکریمونی (معروف به جانی سَک) با بازی وینسنت کوراتولا، معاون سابق و طولانی‌مدت کارماین لوپرتازی، رئیس خانواده جنایی لوپرتازی مستقر در بروکلین بود. او تا زمان دریافت حق حساب، عمدتاً از طریق شرکت داربست‌بندی اِسانی فعالیت می‌کرد و در یک ملک مجلل در نورث کالدول، نیوجرسی زندگی می‌کرد. به عنوان معاون، مسئول پرداخت‌های سیاسی و دستکاری مناقصه‌ها برای سازمان لوپرتازی بود. پس از مرگ کارماین، ساکریمونی به ریاست رسید و در عین حال دوست تونی سوپرانو بود. همسرش جینی چاق بود و او به شدت به شوخی‌های مربوط به وزنش واکنش نشان می‌داد. یک بار به خاطر یک شوخی نامناسب رالف سیفارتو در این مورد، دستور ترور او را صادر کرد که بعداً لغو شد. بدون اطلاع جانی، تونی و کارماین نیز موقتاً دستور ترور او را صادر کردند تا از پروژه ارزشمند اسپلنید که مشارکت رالف در آن کلیدی بود، محافظت کنند. جانی با پاولی گوآلتیِری دوستی برقرار کرد و از او به عنوان منبع اطلاعاتی درباره کسب‌وکار خانواده سوپرانو استفاده نمود. این رابطه زمانی آغاز شد که پاولی احساس می‌کرد تونی او را در پروژه ساخت‌وساز اسپلنید کنار گذاشته است. جانی به پاولی دروغ گفت که کارماین برایش احترام زیادی قائل است و اغلب در موردش سؤال می‌کند. از طریق پاولی، جانی از سود غیرمنتظره ملک تونی در خیابان فرلینگهایسن و کلاهبرداری مسکن مطلع شد. همچنین پاولی بود که جانی را از توهین رالف درباره وزن جینی آگاه کرد.
پس از مرگ کارماین در سال ۲۰۰۴، گروه جانی وارد جنگی خونین با پسر کارماین، کارماین کوچک شد. جانی همچنین خانواده تونی سوپرانو را تهدید کرد پس‌ازآنکه پسرعموی تونی، تونی بلوندتو، بدون اجازه جوزف "جوئی پپز" پپرلی، پروژه جانی را به قتل رساند. پس از تلفات سنگین دو جناح نیویورکی، کارماین کوچک کنترل خانواده را واگذار کرد و جانی با تونی سوپرانو آشتی کرد. دوران ریاست جانی زمانی کوتاه‌تر شد که پس از همکاری مشاور خانواده، جیمی پتریل، با اف‌بی‌آی دستگیر شد. او در زندان نیز کنترل خانواده لوپرتازی را حفظ کرد و در فصل ششم، فیل لیوتاردو را به عنوان رئیس موقت منصوب کرد. جانی در زندان خودخواه‌تر شد و مشکلات زیردستان را نادیده می‌گرفت. او برای شرکت در مراسم عروسی دخترش به مدت شش ساعت از زندان آزاد شد، اما وقتی مأموران او را با دستبند بازگرداندند، به گریه افتاد. با وخامت وضعیت سلامتی، وکیلش با اف‌بی‌آی توافق کرد که جانی به ۴۷ اتهام سازمان‌یافته اعتراف کند و به ۱۵ سال زندان محکوم شد. این تصمیم باعث خشم همکاران سابقش شد. جانی در زندان به سرطان ریه، کلیه و مغز مبتلا شد و سرانجام در زندان اسپرینگفیلد میزوری درگذشت. فیل لیوتاردو پس از مرگ او جشنی برای به رسمیت شناختن مقام جدیدش به عنوان رئیس خانواده لوپرتازی برگزار کرد.

#### ویتو اسپاتافوره
ویتوریو "ویتو" اسپاتافوره با بازی جوزف آر. گاناسکولی یکی از اعضای خانواده جنایی دی میو و زیردست تونی سوپرانو بود. او با ماری اسپاتافوره ازدواج کرده بود که دخترخاله فیل لیوتاردو (از سران خانواده لوپرتازی) محسوب می‌شد و صاحب دو فرزند به نام‌های ویتوریو جونیور و فرانچسکا بود. نکته جالب اینکه در فصل پنجم فاش شد ویتو یک همجنسگرای مخفی است - ایده‌ای که گاناسکولی خودش بر اساس داستان واقعی ویتو آرنا از خانواده گامبینو در کتاب «ماشین قتل» (۱۹۹۳) به نویسندگان پیشنهاد داد.
حضور در سریال:
اگرچه شخصیت ویتو اسپاتافوره رسماً در فصل دوم (قسمت «The Happy Wanderer») به عنوان برادرزاده ریچی آپریل و پسرعموی آدریانا لا سروا و جکی آپریل جونیور معرفی شد، اما جالب است بدانید گاناسکولی قبلاً در فصل اول (قسمت «افسانه تنسی مولتیسانتی») در نقش «جینو» - یک مشتری معمولی شیرینی‌فروشی - ظاهر شده بود.
ترقی در هرم قدرت:
ویتو ابتدا به عنوان عضو گروه آپریل فعالیت می‌کرد، اما پس از مرگ سرگروه‌هایی مثل ریچی آپریل، گیگی چستونه و رالف سیفارتو، به سرعت مدارج ترقی را طی کرد و به مقام کاپویی (سرگروهی) رسید. نقطه عطف او در فصل سوم وقتی بود که برادرش برایان توسط سالواتوره "موستانگ سالی" اینتیل با چوب گلف به کما رفت - ویتو با کمک بابى باکالیری پدر توانست انتقام این حادثه را بگیرد.
نخستین قتل نمایشی:
در سال ۲۰۰۱ (پایان فصل سوم)، ویتو اولین قتل رسمی خود را انجام داد - او جکی آپریل جونیور را که پس از سرقت از بازی پوکر رالف مخفی شده بود، با شلیک به پشت سر به قتل رساند. این کار به دستور مستقیم تونی و رالف انجام شد.
افشای راز بزرگ:
در سال ۲۰۰۶ (فصل ششم)، زندگی ویتو زمانی دگرگون شد که دو عضو خانواده لوپرتازی او را در یک بار همجنسگرایان در حال رقصیدن با شلوار چرمی و بوسیدن یک مرد دیدند. ویتو که به خوبی می‌دانست در دنیای مافیا چه بر سر همجنسگرایان می‌آید، بلافاصله به نیوهمپشایر فرار کرد و با هویت جعلی «وینسنت» - یک نویسنده ورزشی اهل آریزونا - پنهان شد.
عشق ممنوعه:
در تبعید خودخواسته، ویتو با جیم «جانی کیکس» ویتوفسکی (آتش‌نشان داوطلب و آشپز ساده) آشنا شد. پس از یک درگیری اولیه، ویتو سرانجام پذیرفت که «دیگر نمی‌خواهد دروغ زندگی کند» و با جیم رابطه عاشقانه برقرار کرد. آنها با هم موتورسواری می‌کردند، کنار دریاچه پیک نیک می‌رفتند و زندگی آرامی داشتند. اما ویتو نتوانست دوری از خانواده و هیجان زندگی مافیایی را تحمل کند.
پایان تراژیک:
پس از بازگشت به نیوجرسی و پیشنهاد ۲۰۰ هزار دلاری به تونی برای بازگشت به کسب‌وکار، فیل لیوتاردو - که از بستگان همسر ویتو بود و نفرت عمیقی از همجنسگرایان داشت - اصرار کرد ویتو باید بمیرد. در یک صحنه به یادماندنی، ویتو در حالی که به خانواده‌اش گفته بود «مأمور مخفی سیا بوده»، توسط فیل و دو تن از مردانش در هتل به طرز فجیعی با چوب بیلیارد کشته شد - با گذاشتن چوب در مقعدش به عنوان پیامی واضح!
پیامدهای مرگ:
مرگ ویتو تأثیر عمیقی بر خانواده‌اش گذاشت:
- پسرش ویتو جونیور به رفتارهای عصیانگرانه و خرابکارانه روی آورد
- همسرش ماری مجبور شد از تونی درخواست کمک مالی کند تا به مین نقل مکان کنند
- تونی که بیشتر پول کمک را قمار کرده بود، در نهایت ویتو جونیور را به یک کمپ اصلاحی در آیداهو فرستاد
- فیل به ماری دروغ گفت که ویتو احتمالاً توسط دو همجنسگرای ولگرد کشته شده!

#### آنجی بونپنسیرو

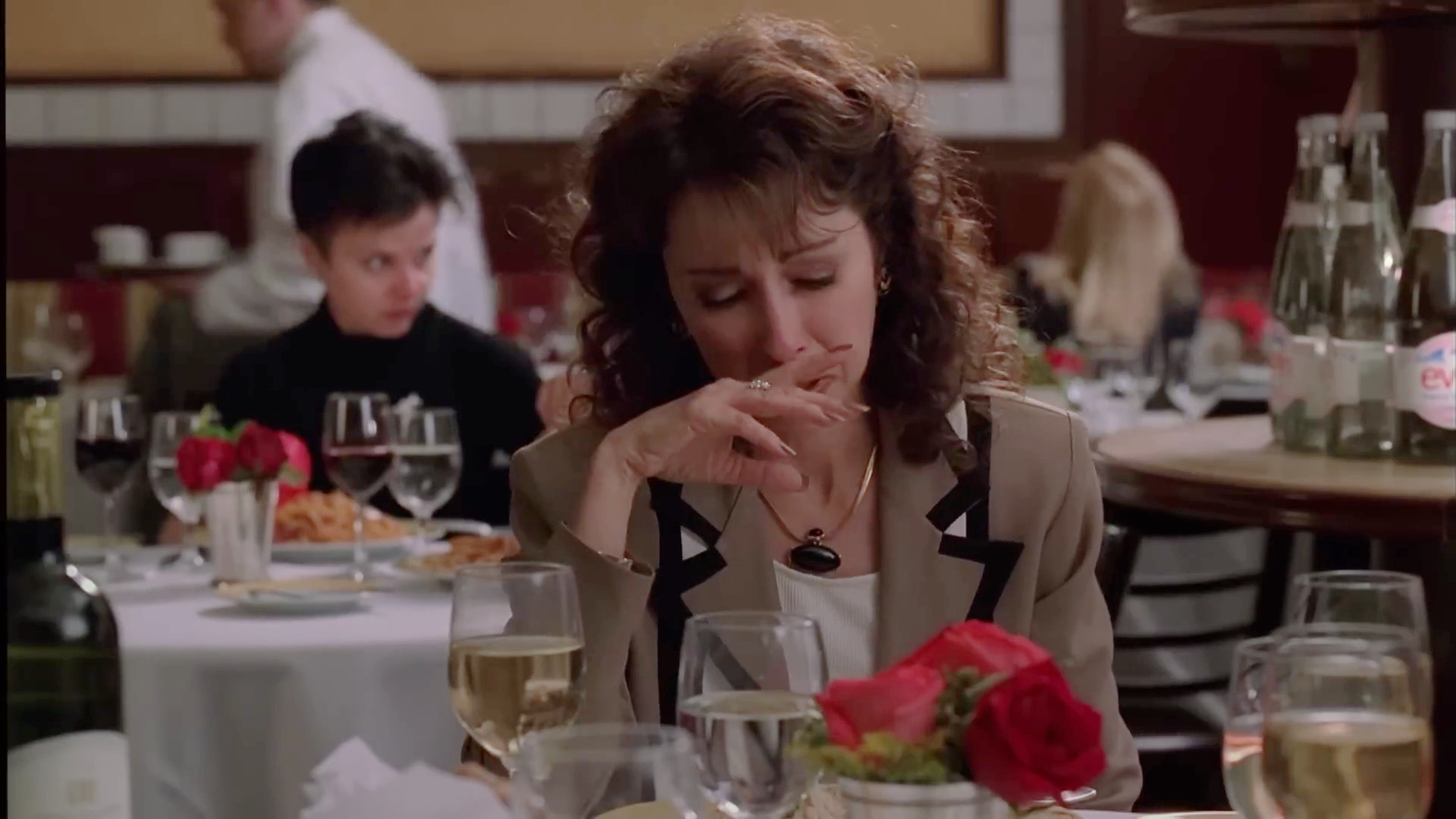
تونی کلم در نقش آنجی بون پنسیرو

#### تونی بلوندتو
آنتونی "تونی بی" بلوندتو توسط استیو بوشمی بازی می‌شود. او پسرخاله مادری تونی سوپرانو است که در ابتدای فصل پنجم سریال از زندان آزاد می‌شود. پس از آزادی، تونی بلوندتو شروع به دنبال کردن یک زندگی قانونی و غیرجنایی می‌کند. همسر دوم او گوئن در زمینه آمار حیاتی کار می‌کند. با این حال، او در نهایت تحت تأثیر چالش‌های زندگی مدنی قرار می‌گیرد و به سمت جرم بازمی‌گردد و خانواده جنایت دی‌میو را وارد کشمکش قدرت خانواده جنایت لوپرتازی می‌کند. بلوندتو در قسمت دوم فصل پنجم با عنوان "Rat Pack" معرفی می‌شود. او متولد ۱۹۵۸ است و پسرخاله تونی سوپرانو و کریستوفر مولتیسانتی است. برای تشخیص بین آن‌ها، در کودکی آن‌ها را "تونی عمو جانی" (سوپرانو) و "تونی عمو آل" (بلوندتو) صدا می‌زدند که بر اساس نام کوچک پدرانشان بود. بلوندتو، سوپرانو و مولتیسانتی همگی در مزرعه عمویشان پت بلوندتو بزرگ شدند و بازی کردند. تونی سوپرانو به بلوندتو می‌گوید که او خانه سوپرانو در نورث کالدول، نیوجرسی را ساخته است. در دوران رشد، هر دو تونی بسیار به هم نزدیک بودند و بلوندتو به مولتیسانتی گفته بود که سوپرانو را مانند یک برادر دوست دارد. این دو تونی اغلب مولتیسانتی را زورگیری می‌کردند. بلوندتو پدر کلی بلوندتو است که همسن میدو است و گفته می‌شود از خانه فرار کرده است، و همچنین پدر دوقلوهای جاستین و جیسون بلوندتو است که با کمک تونی سوپرانو اسپرم خود را نه سال قبل از زندان خارج کرده بود، در حالی که هنوز در زندان بود. در قسمت "Unidentified Black Males" مشخص می‌شود که او ضریب هوشی ۱۵۸ در سطح نابغه دارد. او تعداد زیادی خالکوبی زندان خام روی ساعد، بازو، سینه، پشت و پاهای خود دارد، از جمله نام دخترش کلی و یک خالکوبی که نشان‌دهنده خدای رومی مرکوری است. بلوندتو در جوانی به عنوان یک آدم‌کش بی‌رحمانه شهرت داشت. در سال ۱۹۸۶، در سن ۲۸ سالگی، بلوندتو به دلیل ربودن مسلحانه یک کامیون که بخشی از یک پرونده بزرگتر RICO بود، دستگیر، محاکمه و به مدت تقریباً ۱۷ سال زندانی شد. سوپرانو قرار بود در شب ربودن کامیون همراه پسرخاله‌اش باشد، اما به دلیل یک حمله عصبی شدید ناشی از مشاجره با مادرش نتوانست حاضر شود، جایی که از هوش رفت و سرش آسیب دید. سوپرانو به بلوندتو می‌گوید که در شب ربودن کامیون توسط گروهی از مردان سیاهپوست مورد حمله قرار گرفته و از هوش رفته است. سوپرانو به شدت معتقد است که بلوندتو نسبت به او کینه‌ای دارد زیرا زندگی و خانواده بلوندتو در دوران حبسش از هم پاشید در حالی که سوپرانو ثروتمند شد و خانواده‌ای دارد. بلوندتو این کینه را انکار می‌کند، اما تونی (سوپرانو) همچنان احساس گناه شدیدی دارد. در سال ۲۰۰۴، بلوندتو از مجتمع اصلاحی فدرال آلنوود آزاد می‌شود. پس از آزادی مشروط، او تصمیم می‌گیرد به زندگی جنایت بازنگردد و انگیزه دارد که پاک بماند. در عوض، او ابتدا تصمیم می‌گیرد به ماساژدرمانی روی آورد. تونی سوپرانو ظاهراً از این تصمیم بلوندتو برای دنبال کردن یک شغل قانونی پس از رد پیشنهاد سوپرانو برای شروع کار با خانواده جنایت دی‌میو در یک طرح دزدی ایربگ ناامید می‌شود، اما سوپرانو تصمیم پسرخاله‌اش را محترم می‌شمارد. سوپرانو برای پسرخاله‌اش در یک شرکت لباس‌شویی در راترفورد، نیوجرسی که متعلق به یک مرد کره‌ای به نام کیم است، کار پیدا می‌کند. بلوندتو سپس با کیم همکاری می‌کند تا یک سالن ماساژ و اسپا روزانه در وست کالدول، نیوجرسی با تخصص در شیاتسو و افلوراژ افتتاح کند. دو روز قبل از افتتاح، در یک لحظه خشم بی‌دلیل، کیم را کتک می‌زند. بلوندتو سپس با سوپرانو ملاقات می‌کند تا تحت نظر کارلو جراسی دوباره برای خانواده جنایت کار کند. همزمان، گروه کارمین کوچولو شروع به جلب بلوندتو از طریق دوست قدیمی زندانی‌اش، آنجلو گارپه می‌کند. رباخوار زن لورین کالوزو و دوست پسر/آدم‌کشش توسط فیلی لیوتاردو، برادرش بیلی و عضو گروهشان جوئی پیپس به دلیل طرفداری از کارمین کوچولو در کشمکش قدرت لوپرتازی بین کارمین و جانی سک کشته می‌شوند. در پاسخ، وفاداران کارمین کوچولو، راستی میلیو و آنجلو گارپه، به بلوندتو پیشنهاد می‌دهند که جوئی پیپس را بکشد ("مارکو پولو"). اگرچه او در ابتدا مردد است، اما پس از اینکه تصمیم می‌گیرد که در خانواده جنایت سوپرانو به اندازه کافی پیشرفت نکرده است، این قرارداد را می‌پذیرد. بلوندتو جوئی و یک فاحشه‌ای که با او در ماشینش بود را به ضرب گلوله می‌کشد. سوپرانو بعداً متوجه می‌شود که بلوندتو مرتکب قتل شده و با بلوندتو روبرو می‌شود، که ادعای بی‌گناهی می‌کند. اگرچه سوپرانو حقیقت را می‌داند، اما به جانی سک می‌گوید که نمی‌داند قاتل کیست. در "The Test Dream"، فیلی و بیلی لیوتاردو آنجلو را به انتقام مرگ پیپس می‌کشند. این بلوندتو را به خشم می‌آورد و او برادران لیوتاردو را پیدا می‌کند، فیلی را زخمی و بیلی را می‌کشد. تا پایان فصل پنجم، تونی سوپرانو تحت فشار شدید قرار دارد تا پسرخاله‌اش را به جانی سک (که پس از کناره‌گیری کارمین کوچولو کنترل خانواده جنایت را به دست گرفته است) تحویل دهد، به طور مشخص تا توسط فیلی لیوتاردو شکنجه و کشته شود. پس از اینکه یکی از همدستان سوپرانو، بنی فازیو، به شدت توسط فیلی کتک می‌خورد، تونی سوپرانو متوجه می‌شود که با محافظت از پسرخاله‌اش، همه در خانواده جنایتش را در خطر قرار داده است. تونی سوپرانو موفق می‌شود بلوندتو را در مزرعه عمویش پت بلوندتو پیدا کند و با یک تفنگ ساچمه‌ای او را می‌کشد تا از شکنجه شدنش توسط فیلی جلوگیری کند. سپس محل قرار بلوندتو را به جانی سک می‌دهد. بعداً، فیلی می‌رسد و می‌بیند بلوندتو قبلاً کشته شده است و از اینکه انتقامش را از دست داده خشمگین می‌شود. تونی سوپرانو سپس به کریستوفر می‌گوید که بلوندتو را مخفیانه و در یک تکه در خارج از محل دفن کند. تونی و جانی در مورد مرگ بلوندتو به توافق می‌رسند، اگرچه فیلی همچنان ناراضی است و تا پایان سریال روابط ضعیفی با تونی دارد.

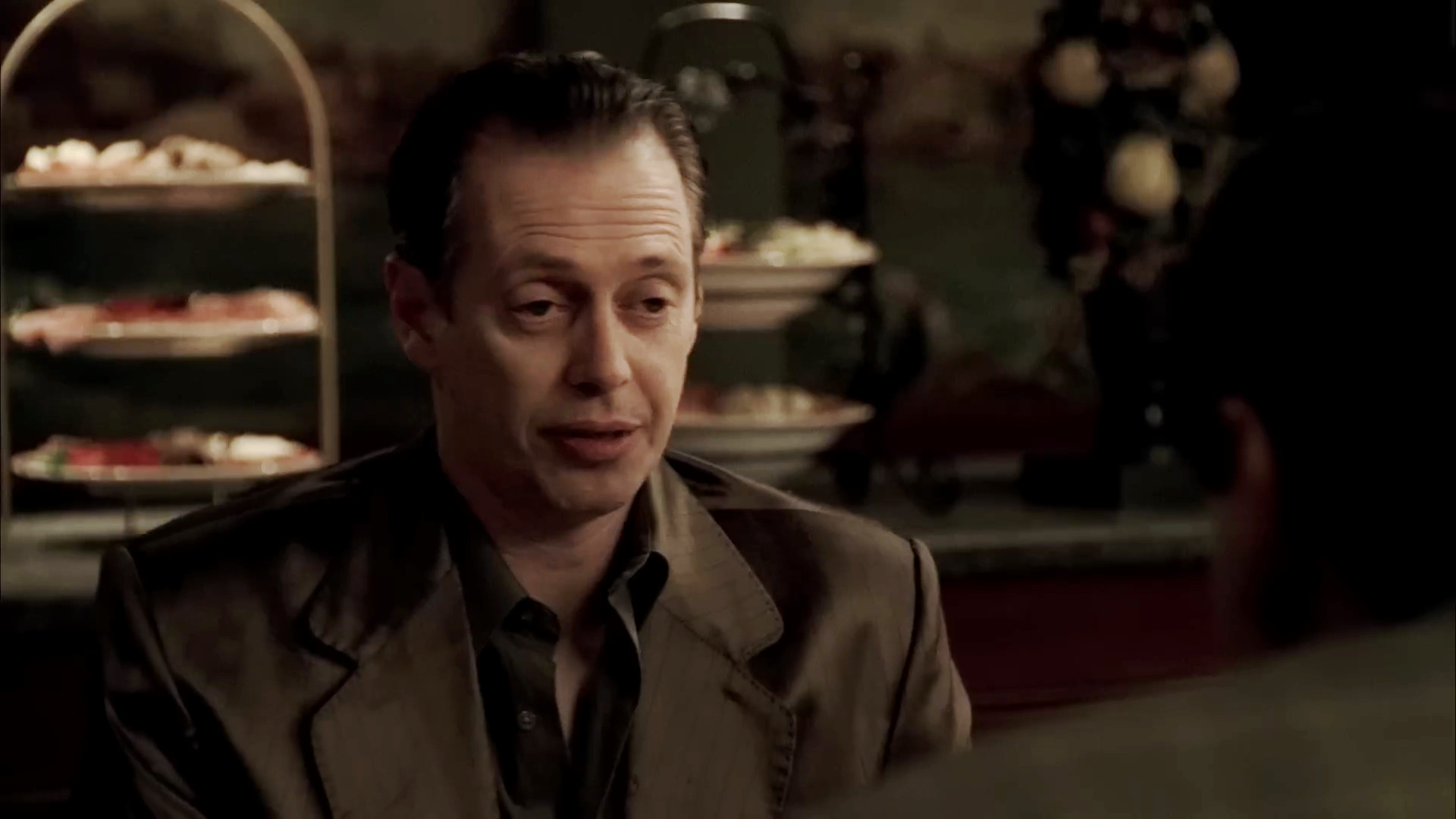
استیو بوشمی در نقش تونی بلوندتو

#### روزالی آپریل
رزالی "رو" آپریل با بازی شارون آنجلا، بیوه جکی آپریل سینیور (که بر اثر سرطان فوت کرد) و مادر جکی آپریل جونیور و کلی آپریل است. او با همسران مافیایی کارملا سوپرانو و گابریلا دانته دوست صمیمی است و معمولاً به آن‌ها توصیه‌های صریح و بی‌پرده می‌کند. یک سال پس از مرگ جکی سینیور، او با رالف چیفارتو، یکی از اعضای مافیا، رابطه عاشقانه برقرار کرد. رالف جکی جونیور را تشویق می‌کرد تا بیشتر در کسب‌وکار خانواده دخالت کند؛ به او اسلحه داد، پول از او می‌گرفت، او را در جمع‌آوری بدهی‌ها مشارکت می‌داد و به او توصیه می‌کرد. جکی جونیور سعی کرد با سرقت از یک بازی کارت برای خود نامی دست و پا کند، اما این سرقت به شکست انجامید. تونی و رالف تصمیم گرفتند جکی جونیور باید کشته شود، بدون اینکه رزالی مطلع باشد. این ترور توسط ویتو اسپاتافوره انجام شد، اما به رزالی و بقیه خانواده گفتند که جکی توسط قاچاقچیان مواد مخدر سیاهپوست کشته شده است. پس از مرگ پسرش، رزالی دوره طولانی سوگواری را سپری کرد. رالف با جانیس سوپرانو رابطه عاشقانه شروع کرد و به زودی با رزالی قطع رابطه کرد و ادعا کرد از سوگ همیشگی او خسته شده است. رزالی که از خودخواهی او عصبانی بود، او را از خانه‌اش بیرون کرد. رزالی در طول سریال حضور دارد و معمولاً با کارملا دیده می‌شود. در قسمت "سنگ‌های سرد" از فصل ۶، او کارملا را در سفر به پاریس همراهی می‌کند. در آنجا، او رابطه کوتاهی با مرد فرانسوی بسیار جوانی به نام میشل برقرار می‌کند.

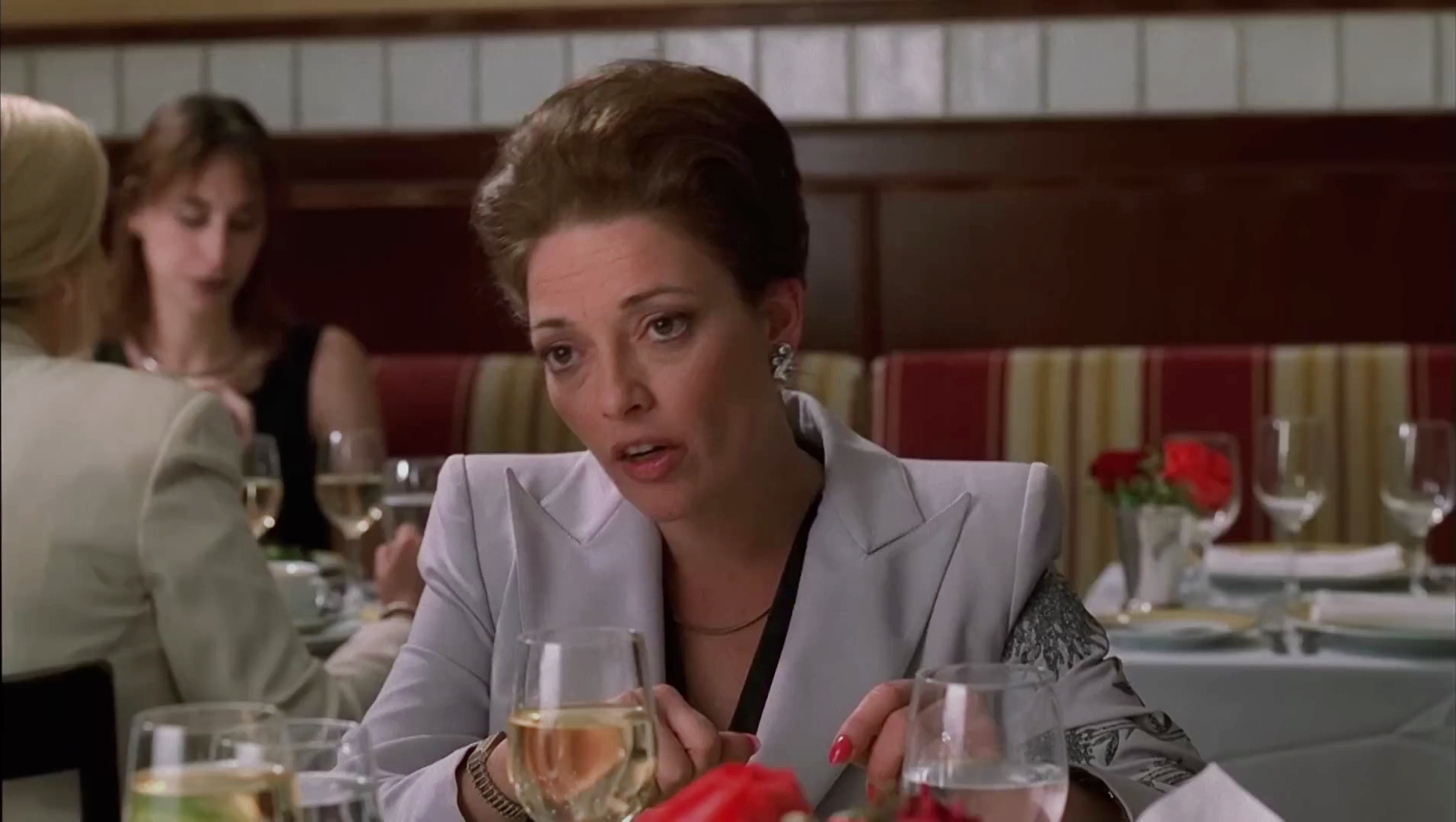
شارون آنجلا در نقش روزالی آپریل

## شخصیت‌های تکرارشونده
فهرست زیر شامل شخصیت‌هایی است که به‌صورت مکرر در سریال حضور داشته‌اند یا در دوره‌ای خاص جزو بازیگران مهمان بوده‌اند. این شخصیت‌ها بر اساس ترتیب اولین حضورشان در سریال مرتب شده‌اند. برخی از آنها در چندین فصل داستان‌پردازی شده‌اند، در حالی که برخی دیگر تنها محدود به یک فصل خاص هستند.

### شخصیت‌های تکراری
| جری آدلر               | هرمان "هش" رابکین              | تکرارشونده | تکرارشونده | تکرارشونده | تکرارشونده | تکرارشونده | تکرارشونده | تکرارشونده |  |  |
| اکسانا لادا            | ایرینا پلتسین                  | تکرارشونده | تکرارشونده | تکرارشونده | تکرارشونده |            |            |            |  |  |
| میشل دسزار             | هانتر اسکانگارلو               | تکرارشونده | مهمان      | مهمان      |            |            |            | مهمان      |  |  |
| پل شولز                | پدر فیل اینتینتولا             | تکرارشونده |            | مهمان      | تکرارشونده | تکرارشونده | تکرارشونده |            |  |  |
| آنتونی دی ساندو        | برندان فییلونه                 | تکرارشونده |            |            |            |            |            |            |  |  |
| جو لیسی                | دیک بارون                      | مهمان      | تکرارشونده |            |            |            |            |            |  |  |
| مایکل گاستون           | الکس مهافی                     | مهمان      |            |            |            |            |            |            |  |  |
| فرانک سانتورلی         | جورجی                          | تکرارشونده |            | تکرارشونده | تکرارشونده | تکرارشونده |            | مهمان      |  |  |
| مایکل ریسپولی          | جاکومو "جکی" آپریل             | تکرارشونده |            | مهمان      |            |            |            |            |  |  |
| ال ساپینزا             | مایکل "مایکی گراب بیگ" پالمیسه | تکرارشونده |            |            |            | مهمان      |            |            |  |  |
| جورج لوروس             | ریموند کورتو                   | تکرارشونده | مهمان      | تکرارشونده | تکرارشونده | تکرارشونده | مهمان      |            |  |  |
| تونی دارو              | لورنزو "لری بوی" بارزه         | تکرارشونده |            |            | تکرارشونده | مهمان      | تکرارشونده | مهمان      |  |  |
| جو بادالوکو            | جیمز "جیمی" آلتیری             | تکرارشونده |            | مهمان      |            |            |            |            |  |  |
| جان هرد                | وین مکزین                      | تکرارشونده |            |            |            | مهمان      |            |            |  |  |
| مت سرویتو              | مأمور دوایت هریس               | تکرارشونده | تکرارشونده | تکرارشونده | تکرارشونده | تکرارشونده | تکرارشونده | تکرارشونده |  |  |
| فرانک پاندو            | مأمور فرانک گراسو              | تکرارشونده | مهمان      | تکرارشونده | تکرارشونده | تکرارشونده |            | مهمان      |  |  |
| ریچارد پورتناو         | هارولد ملوین                   | مهمان      | تکرارشونده | مهمان      | تکرارشونده | تکرارشونده |            |            |  |  |
| ساندرا سانتیاگو        | ژان کوزامانو                   | تکرارشونده | مهمان      | مهمان      |            |            |            | مهمان      |  |  |
| رابرت لوپون            | دکتر بروس کوزامانو             | تکرارشونده | مهمان      |            | مهمان      |            |            | مهمان      |  |  |
| ماریا گراتزیا کوچینوتا | ایزابلا                        | مهمان      |            |            |            |            |            |            |  |  |
| فرانک پلگرینو          | فرانک کوبیتوسو                 | مهمان      | تکرارشونده | تکرارشونده | تکرارشونده | تکرارشونده |            |            |  |  |
| نیکول بردت             | باربارا سوپرانو                |            | تکرارشونده | مهمان      |            |            |            |            |  |  |
| دانیل دی وکیو          | باربارا سوپرانو                |            |            |            |            | تکرارشونده | تکرارشونده | تکرارشونده |  |  |
| تام الدردج             | هیو دی آنجلیس                  |            | تکرارشونده | تکرارشونده | تکرارشونده | تکرارشونده | تکرارشونده | مهمان      |  |  |
| سوزان شپرد             | مری دی آنجلیس                  |            | تکرارشونده | تکرارشونده | تکرارشونده | مهمان      | تکرارشونده | مهمان      |  |  |
| جان فیوره              | گیگی چستونه                    |            | تکرارشونده | تکرارشونده |            | مهمان      |            |            |  |  |
| دیوید مارگولیس         | نیل مینک                       |            | تکرارشونده |            | مهمان      | مهمان      |            | تکرارشونده |  |  |
| لیو برانکاتو جونیور    | متیو "درینک واتر" بیویلاکوا    |            | تکرارشونده |            |            |            |            |            |  |  |
| کریس تاردیو            | شان جیسمونته                   |            | تکرارشونده |            |            |            |            |            |  |  |
| لوئیس لومباردی         | مأمور اسکیپ لیپاری             |            | تکرارشونده | مهمان      |            |            |            |            |  |  |
| پیتر بوگدانوویچ        | الیوت کاپفربرگ                 |            | تکرارشونده | تکرارشونده | تکرارشونده | تکرارشونده | مهمان      | تکرارشونده |  |  |
| پل هرمان               | پیتر "بینزی" گائتا             |            | تکرارشونده |            | مهمان      |            |            | مهمان      |  |  |
| رابرت پاتریک           | دیوید اسکاتینو                 |            | تکرارشونده |            |            |            |            |            |  |  |
| لوئیس جی. استادلن      | دکتر ایرا فرید                 |            | مهمان      | تکرارشونده | مهمان      |            |            | مهمان      |  |  |
| جان پلشت               | دکتر ایرا فرید                 |            |            |            |            | مهمان      |            |            |  |  |
| پتی مک کورمک           | لیز لا چروا                    |            | مهمان      |            | مهمان      | مهمان      | تکرارشونده |            |  |  |
| نانسی کاسارو           | جوآن مولتیسانتی                |            | مهمان      |            |            |            |            |            |  |  |
| ماریان لئونه           | جوآن مولتیسانتی                |            |            |            | تکرارشونده | تکرارشونده |            | تکرارشونده |  |  |
| ریچارد مالدن           | آلبرت "الی بوی" بارزه          |            | مهمان      | تکرارشونده | تکرارشونده | مهمان      |            |            |  |  |
| آلا کلیوکا             | سوتلانا کیریلنکو               |            | مهمان      | تکرارشونده | تکرارشونده |            |            |            |  |  |
| جیسون سرابون           | جاکومو "جکی" آپریل جونیور      |            | مهمان      | تکرارشونده |            |            |            |            |  |  |
| آری گرینور             | کیتلین راکر                    |            |            | تکرارشونده |            |            |            |            |  |  |
| پیتر ریگرت             | رونالد زلمن                    |            |            | تکرارشونده | تکرارشونده |            |            |            |  |  |
| پاتریک تالی            | نوح تاننبام                    |            |            | تکرارشونده |            |            |            |            |  |  |
| اندی داوولی            | دینو زریلی                     |            |            | تکرارشونده |            |            |            |            |  |  |
| تونی لیپ               | کارمین لوپرتاتزی               |            |            | مهمان      | تکرارشونده | تکرارشونده |            | مهمان      |  |  |
| دنیس بورینو-کوئین      | جینی ساکریمونی                 |            |            | تکرارشونده | تکرارشونده | تکرارشونده | تکرارشونده | تکرارشونده |  |  |
| آنابلا اسکیورا         | گلوریا تریلو                   |            |            | تکرارشونده | تکرارشونده | مهمان      |            |            |  |  |
| لولا گلاودینی          | مأمور دبورا چیچرونه            |            |            | مهمان      | تکرارشونده | تکرارشونده |            |            |  |  |
| فرانسیس انسمپلار       | نوچی گوالتییری                 |            |            | مهمان      | تکرارشونده | مهمان      | تکرارشونده | مهمان      |  |  |
| آنجلو ماساقلی          | بابی باکالیری جونیور           |            |            |            | تکرارشونده | تکرارشونده | تکرارشونده | تکرارشونده |  |  |
| لکسی اسپردوتو          | سوفیا باکالیری                 |            |            |            | تکرارشونده |            |            |            |  |  |
| میریام کوپراسمیت       | سوفیا باکالیری                 |            |            |            |            | تکرارشونده | تکرارشونده | تکرارشونده |  |  |
| جو ماروزو              | جوزف "جوئی پیپس" پپارلی        |            |            |            | تکرارشونده | تکرارشونده |            |            |  |  |
| متیو دل نگرو           | برایان کاماراتا                |            |            |            | تکرارشونده | مهمان      |            | مهمان      |  |  |
| کارن یانگ              | مأمور رابین سانسورینو          |            |            |            | تکرارشونده | تکرارشونده | مهمان      |            |  |  |
| لزلی بیگا              | والنتینا لا پاز                |            |            |            | تکرارشونده | تکرارشونده |            |            |  |  |
| ویل جانوویتز           | فین دترولیو                    |            |            |            | تکرارشونده | تکرارشونده | تکرارشونده |            |  |  |
| رابرت لوگیا            | میشل "فیچ" لا مانا             |            |            |            |            | تکرارشونده |            |            |  |  |
| جو سانتوس              | آنجلو گارپه                    |            |            |            |            | تکرارشونده |            |            |  |  |
| پتی داربنویل           | لورین کالوزو                   |            |            |            |            | تکرارشونده |            |            |  |  |
| لوئیس موستیو           | سال ویترو                      |            |            |            |            | تکرارشونده | مهمان      |            |  |  |
| کریس کالدووینو         | بیلی لیوتاردو                  |            |            |            |            | تکرارشونده |            | مهمان      |  |  |
| آنتونی جی. ریباستلو    | دانته گرکو                     |            |            |            |            | تکرارشونده | تکرارشونده | تکرارشونده |  |  |
| فرانکی والی            | راستی میلیو                    |            |            |            |            | تکرارشونده | تکرارشونده |            |  |  |
| دیوید استراترن         | رابرت وگلر                     |            |            |            |            | تکرارشونده |            |            |  |  |
| ویلیام دمیو            | جیسون مولینارو                 |            |            |            |            | تکرارشونده | تکرارشونده | تکرارشونده |  |  |
| تیم دالی               | جی.تی. دولان                   |            |            |            |            | مهمان      | مهمان      | تکرارشونده |  |  |
| مایکل کلی              | مأمور رون گادارد               |            |            |            |            |            | تکرارشونده | تکرارشونده |  |  |
| جان بیانکو             | جری "مو" تورچیانو              |            |            |            |            |            | تکرارشونده | تکرارشونده |  |  |
| لنی ونیو               | جیمز "مورمر" زانکون            |            |            |            |            |            | تکرارشونده | مهمان      |  |  |
| الیزابت براکو          | ماری اسپاتافوره                |            |            |            |            |            | تکرارشونده | تکرارشونده |  |  |
| جان "چا چا" سیارسیا    | البی سیانفلون                  |            |            |            |            |            | تکرارشونده | تکرارشونده |  |  |
| جان کوستلو             | جیم ویتوفسکی                   |            |            |            |            |            | تکرارشونده |            |  |  |
| جولیانا مارگولیس       | جولیانا اسکیف                  |            |            |            |            |            | تکرارشونده | مهمان      |  |  |
| کارا بوونو             | کلی مولتیسانتی                 |            |            |            |            |            | تکرارشونده | تکرارشونده |  |  |
| دانیا رامیرز           | بلانکا سلگادو                  |            |            |            |            |            | مهمان      | تکرارشونده |  |  |
| فرانک جان هیوز         | والدن بلفیوره                  |            |            |            |            |            |            | تکرارشونده |  |  |

#### هش رابکین
هرمان "هش" رابکین توسط جری آدلر به تصویر کشیده شده است. در ژوئن ۲۰۲۰، مدیران انتخاب بازیگر جورجیان واکن و شایلا جفی اعلام کردند که در ابتدا قرار بود جری استیلر نقش هش را بازی کند، اما به دلیل مشکلات برنامه‌ریزی، آدلر به سرعت برای این نقش انتخاب شد. هش یک قرض‌دهنده با بهره‌های سنگین و مشاور تونی سوپرانو است؛ نقشی مشابه که برای پدر تونی، مافیا جانی سوپرانو نیز ایفا می‌کرد. او یک تاجر یهودی است که ثروت اولیه خود را در صنعت موسیقی به دست آورد و در دهه‌های ۱۹۵۰ و ۱۹۶۰ شرکت "اف-نوت رکوردز" را تأسیس کرد. هش بسیاری از موسیقی‌دانان جوان سیاهپوست را به شهرت رساند و با ثبت نام خود به عنوان نویسنده مشترک در بسیاری از ترانه‌ها به صورت متقلبانه، حق امتیاز دریافت می‌کرد. او اولین بار در قسمت پایلوت سریال "سوپرانوها" ظاهر شد. تصور می‌شود شخصیت هش ترکیبی از افراد واقعی باشد که الهام‌گرفته از موریس "مو" لوی، بنیان‌گذار رولت رکوردز با ارتباطات مافیایی است که مالک چندین اسب مسابقه نیز بود.
نقش هش در سریال:
- در اولین حضور خود، هش با تونی برای کلاهبرداری از شرکت‌های بیمه درمانی HMO از طریق بدهکارشان الکس مهافی همکاری کرد.
- او به تونی در مورد درگیری با خانواده تایتلمن (یهودیان حسیدی) بر سر مالکیت هتلشان هشدار داد که پیش‌بینی‌هایش درست از آب درآمد.
- در قسمت "A Hit Is a Hit"، هش به کریستوفر مولتیسانتی (برادرزاده تونی) کمک کرد تا بفهمد دوست‌دخترش آدریانا لا چروا استعداد کمی برای کار در صنعت موسیقی دارد.
- او اسب مسابقه بدشانس پای-او-مای را به رالف چیفارتو فروخت.
- در فصل نهایی (قسمت "Members Only")، هش و دامادش الی مورد حمله اعضای گروه فیل لیوتاردو قرار گرفتند.
- در قسمت "Chasing It"، هش به تونی ۲۰۰٬۰۰۰ دلار قرض داد تا بدهی‌های قمارش را پرداخت کند. وقتی تونی در بازپرداخت تعلل کرد، رابطه آنها به تیرگی گرایید.
آخرین حضور هش در سریال زمانی بود که دوست‌دخترش رناتا بر اثر سکته مغزی فوت کرد. تونی با بی‌تفاوتی به او تسلیت گفت، پولش را پس داد و رفت که به نظر می‌رسید پایان دوستی آنها باشد.

#### الکس ماهافی
الکس ماهافی توسط مایکل گاستون بازی شده است. او یک "قمارباز بیمارگونه" است که به تونی سوپرانو و هش رابکین (دوست قدیمی یهودی پدر تونی، جانی) بدهکار است.  
تونی برای پرداخت بدهی‌های ماهافی، یک طرح تقلبی ترتیب می‌دهد: شرکت ماهافی باید ادعاهای بیمه‌ای به کلینیک‌های غیرواقعی پرداخت کند. ماهافی که می‌داند در صورت امتناع کشته خواهد شد، با این کلاهبرداری موافقت می‌کند.  

#### جکی آپریل

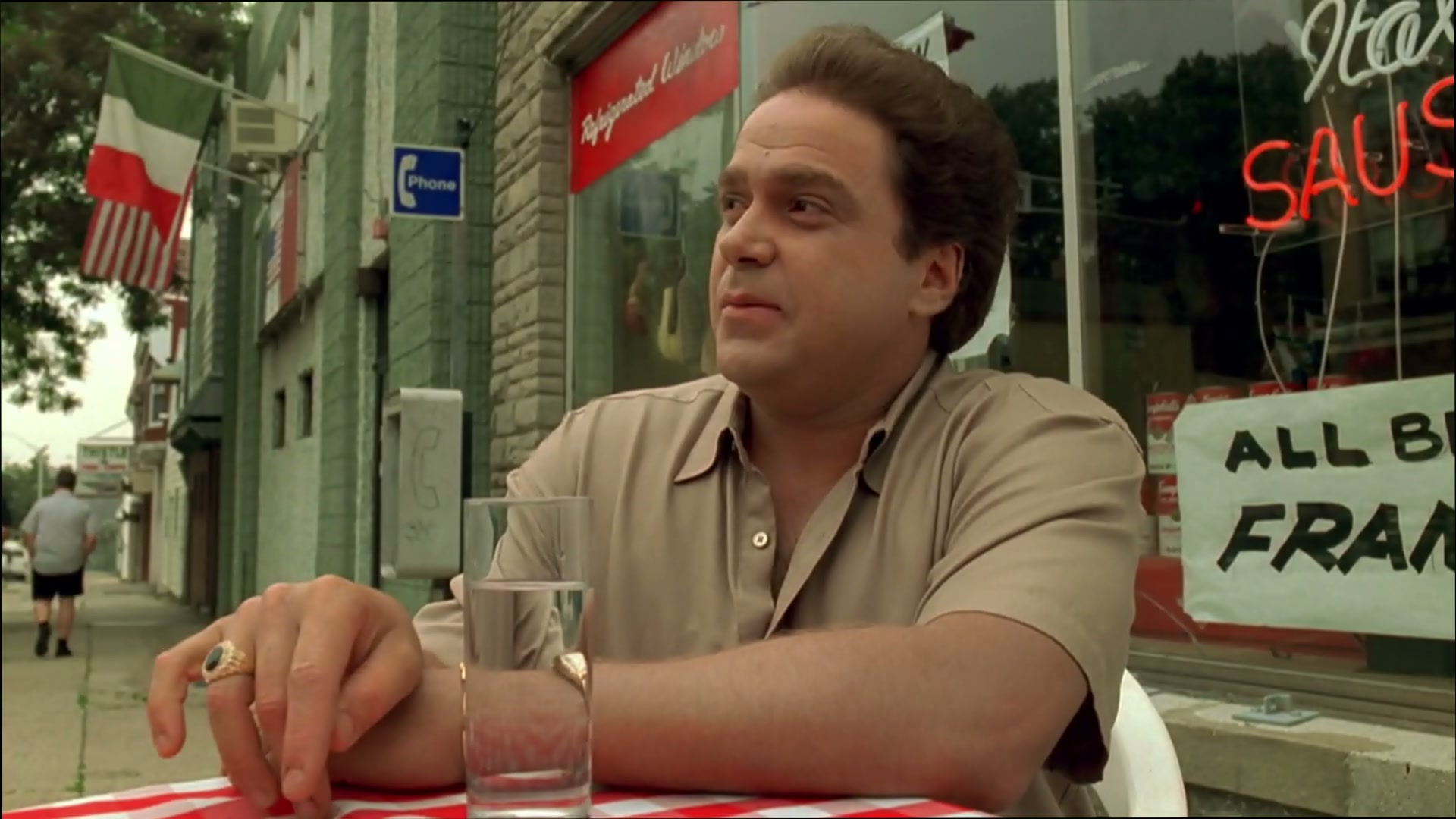
مایکل ریسپولی در نقش جکی آپریل پدر

جیاکومو مایکل "جکی" آپریل توسط مایکل ریسپولی به تصویر کشیده شده است. او متولد سال ۱۹۵۵ است و به همراه برادر بزرگترش ریچی و دوست صمیمی‌اش تونی سوپرانو در خانواده جنایی دی میو ترقی کرد. جکی برادر لیز لا چروا و عموی آدریانا لا چروا بود. جکی و تونی به همراه سیلویو دانته و رالف چیفارتو عضو یک گروه کوچک بودند که به قاچاق مواد مخدر و کالاهای دزدی مشغول بودند. در همین دوران، جکی ایده سرقت از یک بازی کارتی که توسط کاپو میشل "فیچ" لا مانا برگزار می‌شد را مطرح کرد تا نامی برای خود دست و پا کنند. در سال‌های بعد، موقعیت جکی به طور قابل توجهی ارتقا یافت و او تشکیل خانواده داد. او با رزالی آپریل ازدواج کرد و صاحب سه فرزند شد. جکی با وجود موفقیت‌هایش، هرگز نمی‌خواست پسرش جکی آپریل جونیور وارد دنیای مافیا شود. او و ریچی، پیتر "بینزی" گائتا از اعضای تیم آپریل را مسئول فروش هروئین کردند و بیشترین سود را برای خود بردند. آپریل از سال ۱۹۹۵، زمانی که رئیس خانواده ارکوله دی میو به زندان افتاد، به عنوان رئیس موقت خانواده منصوب شد و تا سال ۱۹۹۹ که در چهارمین قسمت از فصل اول بر اثر سرطان معده درگذشت، این سمت را بر عهده داشت. پس از او، این مقام به جونیور (کورادو سوپرانو) رسید.

#### میکی پالمیس
مایکل "مایکی" پالمیچی توسط آل ساپینزا بازی شده است. او در ابتدا به عنوان سرباز و عضو گروه کورادو "جونیور" سوپرانو فعالیت می‌کرد و در نقش راننده و محافظ شخصی او خدمت می‌نمود. پس از مرگ جکی آپریل سینیور، جونیور به عنوان رئیس خانواده منصوب شد. مایکی فردی بسیار وفادار و چاپلوس نسبت به جونیور بود. در جریان جنگ کوتاه اما خونین تونی با گروه جونیور (پس از سوءقصد جونیور به جان تونی)، پائولی گوالتیری و کریستوفر مولتیسانتی مأمور ترور مایکی شدند. پیش از این، برندان فیولون (دوست کریس) به دستور جونیور و توسط مایکی در حالی که در حمام بود به قتل رسیده بود — این اقدام به دلیل دزدی برندان از محموله‌های جونیور انجام شد. تونی برای مقابله با عمو و مایکی، ابتدا مایکی را به زمین کوبید و کت او را با منگنه به بدنش چسباند، سپس با جونیور به یک گفت‌وگوی رودررو نشست. در نهایت، به عنوان تلافی سوءقصد به تونی، مایکی هنگام دویدن در جنگل توسط کریس و پائولی تعقیب و به قتل رسید.  

#### مامور دوایت هریس
مأمور دوایت هریس با بازی مت سِرویتو، سرپرست واحد اف‌بی‌آی است که تخصصش در تحقیق درباره خانواده جنایی دی میو در بخش مبارزه با جرائم سازمانیافته اف‌بی‌آی نیوآرک است. پس از حادثه 11 سپتامبر، او به بخش مبارزه با تروریسم در پاکستان منتقل میشود. او برای جمعآوری اطلاعات درباره ارتباطات احتمالی بین جرائم سازمانیافته و تروریسم در بندر نیویورک-نیوجرسی، ابتدا به کریستوفر و سپس به تونی نزدیک میشود و در ازای اطلاعات، قول "امتیازاتی" در پروندههای احتمالی آینده را میدهد. در فصل 6 (قسمت "کایشا")، هریس به مغازه ساترلز میرود و به تونی هشدار میدهد که ممکن است یکی از اعضای گروهش در خطر باشد - هرچند جزئیات دقیقی ندارد. او پس از قتل گیلبرت نیوز در کلوپ کریزی هورس، تحقیقات را از پلیس لانگ برانچ تحویل میگیرد، چون احتمال ارتباط این پرونده با تروریسم وجود دارد. بعداً، هریس و همکارش (مأمور گادارد) به خانه تونی میروند و از او میخواهند در صورت برخورد با اطلاعات مرتبط با تروریسم، به آنها گزارش دهد. هریس به دو مشتری سابق مسلمان کلوپ بادا بینگ (احمد و محمد) که از کریستوفر مولتیسانتی شماره کارتهای دزدی میخریدند، مشکوک میشود. تونی نام و شماره تلفن آنها را به هریس میدهد و هریس در ازای آن قول میدهد نامهای مبنی بر همکاری تونی را در پرونده اف‌بی‌آی او بگذارد تا در صورت محکومیت، مورد توجه قاضی قرار گیرد. در ادامه، هریس به تونی در ساترلز میگوید که یک خبرچین در گروه فیل لیوتاردو به آنها اطلاع داده که خانواده لوپرتازی قصد حمله به تونی را دارند. تونی نام بانک این افراد مسلمان را به هریس میدهد و هریس هم در ازای آن، محل تماسهای مخفیانه لیوتاردو (یک تلفن عمومی در اویستر بی، لانگ آیلند) را فاش میکند - اطلاعاتی که ظاهراً از طریق رابطه جنسی با یک مأمور زن اف‌بی‌آی در بروکلین به دست آورده است. وقتی گادارد خبر کشته شدن لیوتاردو را گزارش میدهد، هریس با خوشحالی فریاد میزند: "ما این جنگ را خواهیم برد!"

#### پدر فیل اینتینتولا

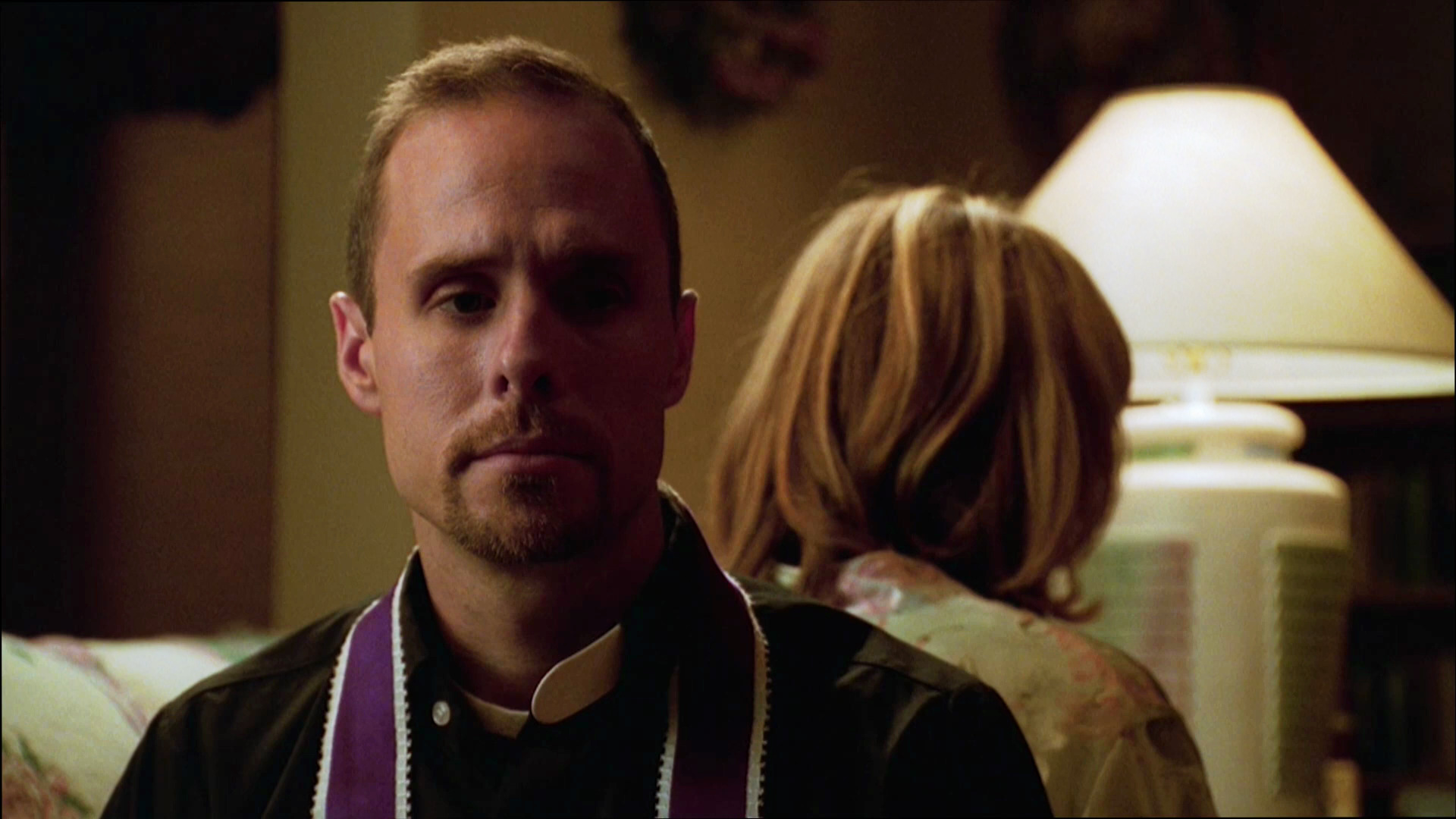
پاول شولز در نقش پدر فیل اینتینتولا

پدر فیل اینتینتولا توسط پل شولز و مایکل سانتورو (فقط در قسمت پایلوت) بازی شده است. پدر فیل کشیش کلیسای کاتولیک محله سوپرانوهاست. در ابتدا، او و کارملا سوپرانو دوستی صمیمی‌ای داشتند که بر اساس علاقه مشترکشان به فیلم‌های عاشقانه و فرهنگ ایتالیایی شکل گرفته بود.
رابطه با کارملا:
- تونی، همسر کارملا، از این دوستی و حضور مداوم پدر فیل در خانه‌شان بدون دعوت قبلی (عمدتاً برای خوردن غذای خانگی کارملا) ناراحت بود.
- کارملا پدر فیل را «مرشد روحانی» می‌دانست که به او کمک می‌کرد «کاتولیک بهتری باشد».
- در یک شب بارانی، وقتی تونی و میدو در ماین بودند و ای.جی. پیش دوستش بود، پدر فیل به عیادت کارملای بیمار رفت. پس از خوردن شراب و تماشای فیلم، دو تا نزدیک بود همدیگر را ببوسند.
- صبح روز بعد، پس از اینکه پدر فیل بدون برقراری رابطه جنسی شب را در خانه آنها ماند، فضایی بد بینشان ایجاد شد.
- کارملا وقتی به کلیسا سرزده رفت تا برای پدر فیل غذا ببرد و دید دوستش رزالی آپریل هم برایش غذا آورده، حسادت کرد و رابطه‌شان را قطع کرد.
فعالیت‌های مذهبی:
- اگرچه بیشتر با زنان محله در ارتباط بود، اما به مردان نیز مشاوره می‌داد.
- بارها به تونی توصیه کرد بیشتر به کلیسا برود و اعتراف کند تا با بهبود رابطه با خدا، از حملات اضطرابش کاسته شود.
- به آرتی بوکو مشاوره داد وقتی لیویا به او گفت تونی رستورانش را آتش زده است. پدر فیل به آرتی توصیه کرد به پلیس گزارش دهد و به شارمین هم بگوید، که آرتی در نهایت این کار را نکرد.
- به رالف چیفارتو هنگام بحران پس از مصدومیت خطرناک پسر نوجوانش در حین بازی با کمان و تیر مشاوره داد.
تحول رابطه در فصل‌های بعد:
- وقتی کارملا به خیانت خود اعتراف کرد، پدر فیل سرد شد و ناامیدانه به او گفت برای تونی کاری خوب انجام دهد تا کفاره گناهش را بدهد.
- در فصل ۶ وقتی تونی پس از تیرخوردن در کما بود، کارملا دوباره به پدر فیل پناه برد و او از خانواده سوپرانو در بیمارستان حمایت روحی کرد.

#### وین ماکازیان
وین مکزین توسط جان هرد بازی شده است. او یک کارآگاه پلیس نیوآرک در بخش مواد مخدر و فساد بود که به تونی سوپرانو اطلاعات می‌رساند. وین در کودکی تحت تأثیر پدری الکلی و خشونت‌گر بزرگ شده بود که او و مادرش را کتک می‌زد. درآمد سالانه او ۴۰ هزار دلار بود و دو ازدواج ناموفق داشت. تونی از وین به عنوان کارآگاه خصوصی استفاده می‌کرد و از او خواست تا اطلاعاتی درباره روانپزشکش جنیفر ملفی جمع آوری کند. یک شب وین جنیفر را تعقیب کرد و با بهانه اینکه ماشینش در صحنه جرم دیده شده، او را متوقف کرد. سپس دوست پسر جنیفر که وکیل بود را به بهانه مستی مورد ضرب و شتم قرار داد. وین به تونی اطلاع داد که سالواتوره "بیگ پوسی" بونپنسیرو مخبر اف‌بی‌آی است، اما بعداً مشخص شد که وین ۳۰ هزار دلار بدهی قمار به بیگ پوسی داشته و می‌خواست با حذف او از شر بدهی خلاص شود. وین در یک فاحشه‌خانه غیرقانونی رفت و آمد داشت و با مدیر آنجا رابطه برقرار کرده بود. او در یک حمله پلیس به همراه ریموند کورتو، خانواده سوپرانو، دستگیر شد. پس از آزادی از زندان و تعلیق از پلیس، وین با پریدن از پل دونالد و موریس گودکایند به رودخانه راریتان خودکشی کرد. بعدها تونی به دیدار دبرا، مدیر فاحشه‌خانه رفت و فهمید که وین او را دوست می‌دانسته و از افسردگی رنج می‌برده است. این موضوع تونی را دچار عذاب وجدان کرد، چون همیشه با تحقیر با وین رفتار کرده بود.

#### دیک بارون
دیک بارون با بازی جو لیسی، مالک و مدیر شرکت بارون سانیتیشن بود - یک شرکت جمع‌آوری زباله و کانتینر که به عنوان پوششی برای عملیات گروه سوپرانو عمل می‌کرد. این شرکت مسئولیت مسیرهای قانونی جمع‌آوری زباله در سراسر نیوجرسی را بر عهده داشت، از جمله:
- یک سایت غیرقانونی دفع زباله‌های پزشکی در دی‌تون، نیوجرسی
- پروژه حذف آزبست در کورنینگ، نیویورک
- یک ایستگاه توزین در دی‌تون، نیوجرسی
- یک محل دفن زباله در پن‌ساوکن، نیوجرسی
دیک در تثبیت قیمت‌ها و دستکاری مناقصات قراردادهای جمع‌آوری زباله در نیوجرسی و نیویورک دست داشت. در گفت‌وگویی با ریچی آپریل و تونی سوپرانو، تونی اشاره کرد که تمام مسیرهای جمع‌آوری زباله شمال پترسون، نیوجرسی متعلق به بارون سانیتیشن است. پسر دیک، جیسون، که مربی اسکی در دیر ولی، یوتا بود، اطلاعات کمی درباره کسب‌وکار مدیریت پسماند داشت. در سال ۱۹۹۹، مناقشه مناقصه برای پارک اداری جدید و سودآور تریبورو تاورز در اسکس کانتی بین بارون و شرکت چکسلواکی کولار برادرز سانیتیشن درگرفت. دیک در جلسات گروه درباره این مشکل حضور داشت و در ساتریالز بود وقتی کریستوفر مولتیسانتی خودسرانه امیل کولار را به قتل رساند. پس از خروج کولار برادرز از مناقصه، دیک با خوشحالی این خبر را به تونی گزارش داد. او نگران ریچی آپریل بود چون شرکت پوششی ریچی و جونیور سوپرانو (زانونه برادرز) در حال حمل کوکائین در مسیرهای جمع‌آوری زباله بود و این می‌توانست مجوز ("۹۰۱") او را به خطر بیندازد. دیک در سال ۲۰۰۶ بر اثر بیماری لو گهریگ درگذشت. در مراسم تشییع او بسیاری از اعضای خانواده جنایی دی‌میو حضور داشتند. او همسرش هلن بارون و پسرش جیسون را به جا گذاشت. پس از مرگش، شرکت بارون سانیتیشن توسط شرکت چینلی سانیتیشن (وابسته به خانواده جنایی لوپرتازی) خریداری شد. تونی از جان سکرامونی درخواست کرد:
- ۲۵٪ از قیمت فروش
- یک سال حقوق تا بازنشستگی
- مبلغ ۲۰۰۰ دلار در هفته از درآمد شرکت
در نهایت تونی با کاهش سهم خود و ماندن در لیست حقوقی شرکت، به فروش رضایت داد.

#### جیمز «جیمی» آلتیری
جیمز "جیمی" آلتیری با بازی جو بادالوکو، یک کاپو در خانواده جنایی دی میو/سوپرانو بود. در قسمت "Nobody Knows Anything"، جیمی به اتهام سلاح غیرقانونی در حین برگزاری یک بازی کارت غیرمجاز دستگیر شد. اف‌بی‌آی میزهای بیلیاردی پر از سلاح در محل پیدا کرد. بیگ پوسی بونپنسیرو که در آنجا حضور داشت و دستگیر شد، در واقع از قبل برای اف‌بی‌آی کار می‌کرد. وین مکزین، کارآگاهی که مخفیانه برای تونی کار می‌کرد، به تونی اطلاع داد که بیگ پوسی "مجهز به سیم" است - یعنی مخبر اف‌بی‌آی است. تونی این موضوع را باور نمی‌کرد. جیمی پس از دستگیری به سرعت آزاد شد و یک شب هنگام شام به خانه تونی رفت. در زیرزمین خانه، جیمی شروع به پرسیدن سوالات مشکوکی از تونی کرد که شک او را برانگیخت. تونی متوجه شد رفتار جیمی عجیب است و همچنین معتقد بود او خیلی زود پس از دستگیری آزاد شده است. تونی به این فکر افتاد که شاید وین مکزین جیمی را با پوسی اشتباه گرفته باشد، چون ظاهرشان شبیه هم بود. پوسی پس از مواجهه با پائولی گوالتییری ناپدید شد. از آنجایی که وین مکزین که افسردگی مزمن داشت، با پریدن از پل خودکشی کرده بود، تونی نمی‌توانست تأیید کند که آیا وین جیمی و پوسی را اشتباه گرفته است یا نه. در نهایت تونی به غریزه خود اعتماد کرد و تصمیم گرفت جیمی یک مخبر است. در جلسه ای با سایر مدیران و کاپوها، همه متوجه رفتار عجیب جیمی شدند. در نتیجه، عمو جونیور دستور ترور جیمی را صادر کرد و گفت می‌خواهد پیامی فرستاده شود. کریستوفر جیمی را با استفاده از یک استریپر به عنوان طعمه به یک اتاق هتل کشاند. وقتی جیمی روی صندلی نشست، سیلویو وارد شد و اسلحه را به پشت سرش گرفت. جیمی متوجه شد چه اتفاقی قرار است بیفتد و به سمت اسلحه ای که در قوزک پایش داشت رفت، در همین لحظه سیلویو به پشت سرش شلیک کرد. جسد جیمی در یک کوچه پیدا شد با یک موش که در دهانش گذاشته بودند. پس از مرگ جیمی، کارلو جرواسی کنترل گروه او را به دست گرفت.

#### ایرینا پلتسین
اکسانا لادا در نقش ایرینا پلتسین معشوقه ۲۴ ساله روس تونی سوپرانو در دو فصل اول سریال. تونی در فصل دوم به دلیل اصرار ایرینا برای جدی گرفتن رابطه، از او جدا شد. ایرینا پس از جدایی اقدام به خودکشی کرد اما توسط پسرعمویش، سوتلانا نجات یافت. تونی به نشانه دوستی، سیلویو را فرستاد تا به ایرینا ۷۵ هزار دلار بدهد و به او بگوید زندگی جدیدی شروع کند.در فصل ۴، مجلس‌نشان رونالد زلمن به تونی گفت که مدتی است با ایرینا رابطه دارد و تونی ظاهراً واکنشی نشان نداد. اما بعدها تونی حسادت کرد و با شلاق زدن زلمن در حضور ایرینا، او را تحقیر کرد. سوتلانا بعداً به تونی گفت این زوج به این دلیل جدا شدند که زلمن پس از این унижение "دیگر نمی‌توانست عملکرد جنسی داشته باشد". وقتی پرستار جونیور، برانکا، تونی و سوتلانا را بلافاصله پس از رابطه جنسی دید، این موضوع را به ایرینا گفت. ایرینا به خانه تونی زنگ زد و به کارمل گفت که معشوقه سابق تونی است و او را از رابطه تونی با سوتلانا مطلع کرد. این تماس منجر به درگیری شدید کارمل با تونی و جدایی موقت آنها شد.

#### فرانک کوبیتوسو
فرانک پلگرینو در نقش فرانک کوبیتوسو رئیس بخش جنایت سازمان‌یافته اف‌بی‌آی در نیوآرک که دائماً به دنبال اطلاعات جدید درباره پرونده سوپرانو/دی‌میو بود. او پیشنهاد کرد خانه بازنشستگی گرین گروو را شنود کنند وقتی تونی، جیمی آلتیری و لری بوی بارزه مادرانشان را آنجا گذاشتند. او همچنین با قرار دادن یک چراغ قدیمی در زیرزمین خانه سوپرانوها، آنها را تحت نظر گرفت. این عملیات وقتی پایان یافت که میدو چراغ را به دانشگاه برد. کوبیتوسو بعداً آدریانا لا چروا را مجبور به حمل دستگاه شنود کرد که منجر به اعتراف و مرگ او شد.

#### الیوت کوپفربرگ
پیتر بوگدانوویچ در نقش الیوت کاپفربرگ رواندرمانگر جنیفر ملفی، روانپزشک تونی سوپرانو. الیوت بارها سعی کرد جنیفر را متقاعد کند تونی را به همکار دیگری ارجاع دهد. او یکبار ناخواسته در پارکینگ دانشگاه کلمبیا با تونی روبرو شد. در قسمت "کارمند ماه"، الیوت جنیفر را ترغیب کرد درمان تونی را متوقف کند. در فصل نهایی، الیوت در یک مهمانی شام فاش کرد تونی بیمار جنیفر است که نقض آشکار رازداری پزشکی بود. این موضوع باعث شد جنیفر در نهایت درمان تونی را قطع کند.

#### هیو دی‌آنجلیس
تام الدردج در نقش هیو "هیو" دی‌آنجلیس پدر ۷۰ ساله کارمل و پیمانکار سابق که خانه تونی و کارمل را ساخته است. او در دوران جدایی آنها معمولاً از تونی طرفداری می‌کرد. هیو در یک سرمایه‌گذاری املاک با کارمل شریک شد اما وقتی بازرس ساختمان چوب‌های بی‌کیفیت را کشف کرد، پروژه متوقف شد. کارمل پدرش را مقصر دانست و هیو از اینکه دخترش با او مانند یک زیردست رفتار می‌کرد عصبانی شد. آنها قبل از کریسمس آشتی کردند.

#### مری دی‌آنجلیس
سوزان شپرد در نقش مری دی‌آنجلیس مادر ۷۰ ساله کارمل که از ابتدا مخالف ازدواج دخترش با تونی بود. مری پس از ملاقات با لیویا سوپرانو از او خشمگین شد وقتی لیویا به کارمل گفت تونی از او خسته خواهد شد. کارمل معتقد بود مادرش یک "ایتالیایی‌تبار خودستیز" است.

#### مامور اسکیپ لیپاری
لوئی لومباردی در نقش مأمور اسکیپ لیپاری: یک مأمور اف‌بی‌آی که مسئول پرونده سالواتوره "بیگ پوسی" بونپنسیرو بود. با اینکه پوسی بیشتر و بیشتر به اسکیپ به عنوان یک دوست اعتماد می‌کرد، اسکیپ به او یادآوری می‌کرد که دوستش نیست و فقط برای دولت فدرال کار می‌کند. پوسی به اسکیپ گفت که وقتی تونی او را برای پیدا کردن ساترن دزدیده شده آقای میلر - معلم علوم ای.جی - فرستاد، تمام احترامش را نسبت به تونی از دست داد. در یک ملاقات در یک فروشگاه لوازم مهمانی، پوسی تصادفاً توسط جیمی بونز - یکی از همکاران مافیا - دیده شد و اسکیپ را به عنوان "جو از دوور، دلاور" معرفی کرد، اما این داستان سرهم بندی چندان قانع کننده نبود. این اتفاق بعدها منجر به قتل جیمی توسط پوسی شد تا ارتباطش با اف‌بی‌آی لو نرود. پوسی سعی کرد کریستوفر را در یک پرونده RICO با تونی گیر بیندازد، با وعده خرید یک بی ام دبلیو ام۳ کانورتیبل برای دوست دخترش و تحویل اطلاعات به اف‌بی‌آی. اما پوسی نتوانست مولتیسانتی را تا محل دزدی تعقیب کند چون تصادفاً به یک دوچرخه سوار زد. در قسمت پایانی فصل ۲، پس از اینکه تونی، پائولی و سیلویو متوجه شدند پوسی یک خبرچین است، او را به قتل رساندند. (این شخصیت به خوبی نشان دهنده تنش‌های درونی اعضای مافیا و رابطه پیچیده آنها با مقامات قانونی بود. مرگ پوسی یکی از لحظات به یاد ماندنی سریال محسوب می‌شود که تأثیر عمیقی بر تونی و گروهش گذاشت.)

#### متیو بویلاکوا
متیو بیویلاکوا همکار شان جیسمنته از وست اورنج نیوجرسی بود و در گروه گوآلتیه‌ری تحت نظر کریستوفر مولتیسانتی فعالیت می‌کرد. او در سال 1977 متولد شده بود و هنگام مرگش در قسمت "From Where to Eternity" تنها 23 سال داشت. خانواده متیو در کسب‌وکار ساخت‌وساز فعال بودند و او خود از مدرسه کسب‌وکار لوبین دانشگاه پیس فارغ‌التحصیل شده بود. متیو در فعالیت‌های مختلفی از جمله سایت ساخت‌وساز ماسارونه، طرح کلاهبرداری پامپ اند دامپ سهام و بازی کارت‌های اجرایی جونیور سوپرانو مشارکت داشت. او و شان یک بار پورشه کاررا را از ساختمان محل کارشان دزدیدند و مدیر دفتر کارگزاری را تهدید کردند. سیلویو به مسخره آنها را "چیپ و دیل" صدا می‌زد. برای جلب توجه ریچی آپریل، متیو و شان در پارکینگ رستوران اسکایوی داینر به کریستوفر شلیک کردند. کریستوفر زخمی شد اما توانست قبل از بیهوش شدن شان را بکشد. متیو به ریچی پناه برد اما او را رد کرد. تونی و پوسی متیو را در پارک هکلبارنی پیدا کرده و پس از بازجویی، او را در غرفه پارک به رگبار بستند.

#### جکی آپریل جونیور
جیاکومو مایکل "جکی" آپریل جونیور توسط جیسون سربن بازی شده است. جکی جونیور در سال ۱۹۷۸ در یک خانواده مافیایی در شمال جرسی متولد شد و در لینکلن پارک، نیوجرسی بزرگ شد. پدرش، جکی آپریل سینیور، زمانی رئیس موقت خانواده جنایی دی میو بود و عمویش، ریچی آپریل، مدت‌ها دی میو بود. جکی جونیور در تیم فوتبال دبیرستان بونتون لاین‌بکر بود و به تیم منتخب ایالتی راه یافت. با وجود تحصیل در دانشگاه راتگرز، جکی جونیور پس از مرگ پدرش به سمت زندگی جنایی کشیده شد و وقتی عمویش ریچی از زندان آزاد شد، شروع به کمک به او کرد. مادر جکی، روزالی آپریل، رابطه عاشقانه‌ای با رالف چیفارتو آغاز کرد که به مربی جکی در تلاش برای پیروی از راه پدرش تبدیل شد. تونی دوست نزدیک جکی سینیور بود و قول داده بود جکی جونیور را از جرائم سازمان‌یافته دور نگه دارد. تأثیر بد رالف، نقص‌های خود جکی جونیور و اصرار تونی بر اینکه جکی جونیور درگیر نشود، او را به سمت یک زندگی جنایی کوتاه، تحقیرآمیز و مرگبار سوق داد. جکی و هم‌فرقه‌اش در راتگرز، دینو زرلی، شروع به فروش اکستازی به بچه‌های دانشگاهی کردند. جکی بعداً نقشه سرقت از کنسرت خیریه جول-آمنیستی اینترنشنال در مدرسه هنرهای ماسون گروس در راتگرز را کشید و ماشین فرار کریستوفر مولتیسانتی و بنی فازیو را راند. در حالی که در ماشین منتظر بود، جکی روی خودش ادرار کرد. جکی با دختر تونی، میدو، رابطه داشت و سعی می‌کرد ظاهر یک دانشجوی محترم را حفظ کند، در حالی که بیشتر به زندگی مافیا نزدیک می‌شد. تونی کم‌کم به ظاهرسازی‌های جکی پی برد؛ وقتی او را در کازینوی بلومفیلد اَوِ در نیوجرسی و بعداً در یک کلاب استریپ دستگیر کرد. رالف یک رولور ۳۸ به جکی جونیور داد که تونی را خشمگین کرد و او در حمام کلاب، پس از دیدن جکی در حال لپ‌دنس، او را کتک زد. جکی از دانشگاه راتگرز اخراج شد چون در حین امتحان تقلب کرد. میدو پیشنهاد داد که در مؤسسه فناوری مد ثبت‌نام کند چون گفته بود به طراحی کت و شلوار مردانه علاقه دارد. میدو بعداً از جکی جدا شد چون فهمید به او خیانت کرده است. جکی از ریاکاری تونی متنفر شد و مستقیماً برای رالف شروع به کار کرد و در این فرآیند، گروه کوچک خود را تشکیل داد. وقتی جکی شنید رالف داستان سرقت پدرش و تونی از یک بازی کارت متعلق به فیچ لا مانا را تعریف می‌کند، الهام گرفت تا راه پدرش را دنبال کند. جکی با گروه کم‌هوشش—کارلو رنزی، دینو زرلی و ماتوش—سعی کرد یک بازی کارت متعلق به یوجین پونته‌کورو، سرباز سوپرانو، را سرقت کند. در این سرقت، جکی "سانشاین" (دیلر) را کشت و فوریو جیونتا (یکی از مردان رسمی خانواده) در پا تیر خورد. کریستوفر کارلو را کشت و پس از شنیدن صدای تیراندازی، ماتوش با ماشین فرار گریخت. جکی با دزدیدن یک ماشین فرار کرد و از کنار دینو گذشت که توسط کریستوفر و آلبرت بارزه کشته شد. در قسمت "Army of One"، جکی در یک پروژه مسکن‌سازی در بونتون مخفی شده بود و به تونی زنگ زد و ادعا کرد که این سرقت را به تقلید از تونی و جکی سینیور انجام داده است. رالف اشاره کرد که باید به خاطر سرقت ناموفق به جکی تخفیف داده شود. اما تونی تأکید کرد که حمایت تقریباً بی‌قید و شرط از "مردان رسمی" اولویت دارد، که باعث شد رالف دستور کشتن جکی را بدهد. جکی جونیور در حال راه رفتن در پروژه‌های بونتون بود که ویتو اسپاتافوره به پشت سرش شلیک کرد. به روزالی، میدو و بقیه خانواده گفته شد که جکی توسط فروشندگان مواد سیاه‌پوست در یک معامله ناموفق کشته شده است.  

#### گلوریا تریلو
گلوریا تریلو، با بازی آنابلا شیورا، فروشنده خودرو در نمایندگی مرسدس بنز (گلاب موتورز) در فیرفیلدِ نیوجرسی است. همانند تونی، او هم بیمار دکتر جنیفر ملفی است. یک روز به اشتباه همزمان در مطب ملفی قرار می‌گذارند و با هم آشنا می‌شوند. بینشان سریعاً جرقۀ عاطفی زده می‌شود و ظرف چند روز وارد رابطه می‌شوند. گلوریا به تونی اعتراف می‌کند که تا حالا هفت رابطه را "به کشتن داده" است. با اینکه ظاهری زنِ مستقل و قوی دارد، در واقع از نظر روانی بسیار شکننده است و علائم اختلال شخصیت مرزی در او دیده می‌شود. این اختلال باعث می‌شود گاهی با تونی جر و بحث‌های خشونت‌آمیز و حتی زد و خورد فیزیکی داشته باشد، گاه دچار افسردگی شدید شود و مدام به فکر خودکشی بیفتد. یک بار آنقدر تونی را عصبانی می‌کند که نزدیک است او را بکشد، اما در آخرین لحظه خودش را کنترل می‌کند و از خانه‌اش می‌رود. یکی از این درگیری‌ها بعد از اتفاقی پیش می‌آید که گلوریا کارمل، همسر تونی، را در نمایندگی می‌بیند و پیشنهاد می‌دهد او را با ماشین به خانه برساند. تونی بعد از این ماجرا رابطه را تمام می‌کند و به پتسی پاریسی دستور می‌دهد گلوریا را تهدید کند تا از او و خانواده‌اش دور بماند. پتسی نقش یک مشتری را بازی می‌کند و برای تست درایو با گلوریا از شهر خارج می‌شود. در جاده، ناگهان اسلحه می‌کشد و به گلوریای ترسیده هشدار می‌دهد:  "اگر دوباره به تونی یا خانوادش نزدیک شوی، تو را خواهم کشت – و این مرگ قشنگ و سینمایی نخواهد بود."  این حرف رویای گلوریا برای مردن به دست تونی را برای همیشه نابود می‌کند. در نهایت، این آشفتگی روحی گلوریا را به سوی خودکشی می‌کشاند و یک سال بعد، خود را در خانه‌اش حلق‌آویز می‌کند. تونی مدتی بعد برای خرید ماشین به گلاب موتورز می‌رود و وقتی سراغ گلوریا را می‌گیرد، یکی از فروشندگان خبر مرگش را به او می‌دهد. ابتدا دکتر ملفی را به خاطر این اتفاق سرزنش می‌کند و می‌گوید او برای نجات گلوریا کوتاهی کرده، اما بعد خودش را مقصر اصلی می‌داند.  

#### کارماین لوپرتازی
کارماین لوپرتازی (پدر) با بازی تونی لیپ نقش یک گانگستر قدیمی و رئیس خاندان جنایی لوپرتازی را ایفا می‌کند. او بیشتر دوران فعالیتش را با کم‌ترین حاشیه در کلاب‌های اجتماعی و رستوران‌های نیویورک سپری کرد. محل زندگی او میل بیسین در بروکلین بود. در دهه 1980، کارماین به اتهام کلاهبرداری از اتحادیه‌های کارگری دستگیر شد اما تبرئه گردید. همزمان، آنجلو گارپه (مشاور قدیمی او) و فیل لیوتاردو (کاپیتان با سابقه خانواده) به جرایم مختلفی محکوم و به زندان افتادند - آنجلو به 18 سال و فیل به 20 سال حبس محکوم شدند. در دوران ریاست کارماین، خانواده لوپرتازی بزرگترین و ثروتمندترین گروه از پنج خانواده مافیایی نیویورک بود. آنها روابط نزدیکی با خانواده جنایی دی میو در نیوجرسی داشتند. کارماین پسرش (کارماین کوچک) را برای جانشینی آماده می‌کرد و او را به مقام کاپیتانی در خانواده رساند. روابط او با معاونش، جانی سک، گاهی تیره می‌شد. در فصل چهارم سریال، هر دو به طور جداگانه به تونی سوپرانو دستور ترور یکدیگر را دادند که در آخرین لحظات لغو شد. در سال 2004، سلامت کارماین رو به افول گذاشت و هنگام ناهار با تونی، جانی و آنجلو در یک کانتری کلاب دچار سکته مغزی شدید شد و کمی بعد در بیمارستان درگذشت. این مرگ خلا قدرتی بزرگ در خانواده لوپرتازی ایجاد کرد. جانشین طبیعی او پسرش (کارماین کوچک) بود که این موضوع برای جانی سک غیرقابل پذیرش بود. جانی اعتقادی به توانایی های کارماین کوچک نداشت و خود را شایسته ریاست می‌دانست. حتی تونی نیز به شوخی به کارماین کوچک لقب "بی‌مغز دوم" داده بود و توانایی او برای اداره نیویورک را زیر سوال می‌برد. با این حال، کارماین کوچک حامیانی قدرتمند داشت: آنجلو گارپه (مشاور سابق کارماین که تازه از زندان آزاد شده بود) و راستی میلیو (کاپیتان قدیمی خانواده لوپرتازی). آنجلو، راستی و دست راست راستی (ادی پیترو) در جنگ قدرت بین جانی سک و کارماین کوچک نقش اصلی را بازی می‌کردند. پس از دوری از خشونت‌های فزاینده که به جنگ داخلی انجامید، کارماین کوچک - که به ویژه پس از قتل آنجلو گارپه سخت تحت تاثیر قرار گرفته بود - از ادعای خود برای ریاست کناره گرفت. این کناره گیری راه را برای به قدرت رسیدن جانی سک به عنوان رئیس جدید خانواده جنایی لوپرتازی هموار کرد.

#### راستی میلیو
راستی میلیو با بازی فرانکی والی، یکی از کاپوهای بااحترام و پرنفوذ خانواده لوپرتازی است. او به عنوان مربی و مشاور کارماین کوچک فعالیت می‌کند و یکی از تحریک‌کنندگان اصلی در کشمکش قدرت بین کارماین کوچک و جانی سَک پس از مرگ کارماین لوپرتازی (پدر) محسوب می‌شود. جانی سَک نسبت به راستی ابراز تحقیر می‌کند و به دلیل قد ۱۶۵ سانتیمتری‌اش، او را «شهردار سرزمین مونچکین‌ها» (با اشاره به شخصیت‌های کوتاه‌قد در فیلم جادوگر شهر اُز) خطاب می‌کند. راستی و آنجلو گارپه تلاش می‌کنند تونی بلوندتو را برای ترور جوزف «جوئی پپز» پپرلی (یکی از وفاداران جانی سَک) استخدام کنند. بلوندتو ابتدا تردید دارد، اما در نهایت این ترور را انجام می‌دهد که به چرخه‌ای از انتقام‌جویی‌های خونین منجر می‌شود و در نهایت به قتل بیلی لیوتاردو ختم می‌گردد. زمانی که جانی سَک در زندان است، از طریق تونی سوپرانو دستور ترور راستی را صادر می‌کند، چون پیش‌بینی می‌کند که راستی احتمالاً تلاش خواهد کرد قدرت را از چنگ او خارج کند. در قسمت «Luxury Lounge»، راستی و راننده‌اش ادوارد «اِدی» پیترو در driveway (محوطه پارکینگ) خانه راستی توسط قاتلان حرفه‌ای ایتالیایی که تونی استخدام کرده بود، به قتل می‌رسند. 

#### میشل «فیچ» لا مانا
میشل "فیچ" لا مانا با بازی رابرت لوجیا، یکی از گانگسترهای قدیمی است که در ایتالیای جنوبی به عنوان عضو رسمی مافیا (made) پذیرفته شده بود. او در دهه 1950 به آمریکا مهاجرت کرد و در همیلتون پارک، جرسی سیتی ساکن شد. فیچ به خانواده جنایی دی میو پیوست و در حوزه قمار و وام‌دهی غیرقانونی فعالیت کرد، در زمانی که رهبری این خانواده بر عهده ارکوله "اکلی" دی میو بود. او همچنین یک نانوایی داشت که شیرینی سنتی ایتالیایی به نام تارالی تولید می‌کرد. در جوانی، جکی آپریل سینیور و تونی سوپرانو با سرقت از بازی پُرخطر کارت فیچ، جایگاه خود را به عنوان گانگسترهای جوان و بلندپرواز تثبیت کردند. با وجود خشم فیچ از این سرقت، ریچی آپریل (برادر بزرگتر جکی) که در آن زمان یکی از اعضای پرنفوذ و سربازان مهم خانواده بود، به نفع تونی و جکی مداخله کرد و باعث بخشش آنها شد. سیلوویو دانته نیز فاش می‌کند که این بخشش تا حدی به دلیل نفوذ جانی سوپرانو و جونیور سوپرانو (که هر دو از کاپوهای قدرتمند تحت نظر دی میو بودند) صورت گرفت. وقتی فیچ در فصل پنجم از زندان آزاد شد، به دیدار تونی سوپرانو (رئیس جدید مافیا در شمال جرسی) رفت و اجازه گرفت تا دوباره وارد فعالیت‌هایش شود. پس از یک رقابت قدرت با پائولی والناتس بر سر قلمرو کسب‌وکار فضای سبز، فیچ دست به دزدی چندین ماشین از پارکینگ مراسم عروسی دختر آیرا فرید در رینگوود، نیوجرسی زد و آن‌ها را به یک خریدار در نیوبورگ، نیویورک فروخت. با اینکه تونی قبلاً تأکید کرده بود که فرید دوست اوست و نباید به او دستبرد زد، فیچ بدون توجه به این هشدار، نقشه خود را اجرا کرد. تونی متوجه شد که فیچ هنوز او را یک بچه‌گانه می‌بیند و جونیور سوپرانو را رئیس واقعی می‌داند، چرا که فیچ برای حل مشکلاتش به جای تونی، نزد جونیور می‌رفت. در نتیجه، تونی به کریستوفر مولتیسانتی و بنی فازیو دستور داد تا فیچ را متقاعد کنند که یک کامیون حاوی تلویزیون‌های پلاسما دزدی را در گاراژ خود نگه دارد. وقتی مامور مشروطی ناگهان به خانه فیچ می‌رسد و تلویزیون‌ها را کشف می‌کند، فیچ دستگیر شده و دوباره به زندان فرستاده می‌شود.  

## شخصیت‌های فرعی

### خانواده تبهکار سوپرانو
- ارکوله "اکلی" دیمئو (معروف به "پیرمرد") بنیانگذار و رئیس سابق خانواده جنایی دیمئو است. اگرچه او در سریال به صورت فیزیکی حضور ندارد، اما دیوید چیس (سازنده سریال) در فیلم The Many Saints of Newark (به صورت افتخاری و بدون ذکر نام در عنوانبندی) این شخصیت را بازی کرده است.   تا زمان وقایع فصل ۱، او تنها به صورت اسمی رئیس خانواده محسوب می‌شد و به دلیل زندانی بودن از سال ۱۹۹۵، هیچ نقشی در تصمیم‌گیری‌های خانواده نداشت. او در مرکز پزشکی زندان‌های فدرال در اسپرینگفیلد، میزوری نگهداری می‌شد.

- ریچارد "دیکی" مولتیسانتی: سرباز سابق گروه سوپرانو که در پاراموس نیوجرسی کنار مرکز خرید وستفیلد گاردن استیت - "بزرگترین مرکز خرید نیوجرسی" - با خانواده اش زندگی می کرد. او در سریال سوپرانوها حضور فیزیکی ندارد.  او قبل از سال ۱۹۵۹ (زمان تولد تونی) به دنیا آمد و در اواسط دهه ۱۹۷۰ درگذشت. همسرش جوآن مولتیسانتی (با نام خانوادگی بلوندتو) و پدر کریستوفر و پسرخاله کارمل سوپرانو بود. هیو دی آنجلیس، پدر کارملا، خواهری به نام لنا داشت که مادر دیکی بود و اینگونه هیو دی آنجلیس عموی بزرگ کریستوفر محسوب می شد.  دیکی در نیروی دریایی آمریکا (مثل هیو) در پایگاه تسلیحاتی نیروی دریایی ارل خدمت کرد و در نبردهای دریایی جنگ ویتنام شرکت داشت. بعداً به زندان افتاد که باعث شد زمان کمی را با خانواده اش بگذراند. از عکس نظامی اش برمی آید که احتمالاً در نیروی تفنگداران ناوگان خدمت کرده است.  دیکی در دوران نوزادی کریستوفر، هنگام آوردن سینی های تلویزیون به خانه، در بیرون از خانه کشته شد. در سال ۲۰۰۲، تونی سوپرانو به کریستوفر گفت که قاتل دیکی کلانتر بازنشسته کلیفتون نیوجرسی، بری هیدو بوده است. تونی هیدو را به کریستوفر تحویل داد تا پیوندشان محکم تر شود و به تدریج جایگاهش در خانواده را ارتقا دهد. وقتی کریستوفر با هیدو روبرو شد، او در ابتدا هرگونه آشنایی با دیکی مولتیسانتی را انکار کرد.  آلساندرو نیوولا در فیلم ۲۰۲۱ "قدیسین فراوان نیوآرک" نقش دیکی را بازی کرد. در فیلم، دیکی و گروهش با جنایتکار سیاهپوستی به نام هارولد مک برایر درگیر می شوند. در اوایل دهه ۱۹۷۰، دیکی از پشت سر توسط مهاجمی ناشناس به دستور جونیور سوپرانو کشته شد، چون وقتی جونیور در مراسم ترحیم زمین خورد، دیکی به او خندیده بود و او را عصبانی کرده بود.[۲]
- جوزف سیراوو (در سریال سوپرانوها) و جان برنثال (در فیلم "بسیاری از قدیسین نیوآرک") در نقش جووانی "جانی بوی" سوپرانو: او پدر فقید تونی سوپرانو و کاپیتان سابق گروه سوپرانو بود. جانی پسر کوچک کورادو سوپرانو پدر و ماریانجلا دآگوستینو از شهر آریانو در استان آولینو بود که در سال ۱۹۱۱ به ایالات متحده مهاجرت کردند. او استاد سنگ‌تراش بود و در ساخت یک کلیسا در نیوآرک، نیوجرسی مشارکت داشت. جانی با لیویا پولیو ازدواج کرد و صاحب سه فرزند شد: جنیس، تونی و باربارا. او در دوران کودکی تونی با برادر بزرگترش کورادو ("جونیور") همکاری نزدیک داشت. زمانی که تونی کوچک بود، جانی برای مدتی کوتاه به زندان افتاد و اعضای خانواده گفتند که جانی بوی در مونتانا به عنوان گاوچران کار می‌کند. جانی و جونیور هر دو به مقام کاپو در خانواده جنایی دی‌میو رسیدند. جانی در سازمان محبوب بود - قبل از مرگش، تصور می‌شد که رئیس خانواده، ارکولی "اکلی" دی‌میو، قصد داشته جانی را به عنوان جانشین خود انتخاب کند. سال "بیگ پوسی" بونپنسیرو و پائولی گوالتیری هر دو از اعضای گروه جانی بودند. بونپنسیرو در ناآرامی‌های سال ۸۳ از جانی حمایت کرد و رهبری جانی منجر به این شد که سال shortly پس از آن به یک مرد افتخار (made man) تبدیل شود. هم سال و هم پائولی به خواسته جانی احترام گذاشتند و پس از مرگ او در اثر آمفیزم، از به قدرت رسیدن تونی به عنوان کاپو حمایت کردند. جانی، تونی و دوستش سیلویو دانته را تحت حمایت خود گرفت و آن‌ها را در سازمان به عنوان بخشی از گروه خود پرورش داد. جانی فقط در فلاش‌بک‌های مربوط به کودکی تونی یا در توالی‌های رویایی او دیده می‌شد. در سال ۱۹۶۹، تونی شاهد بود که جانی انگشت کوچک فرانسیس ساتریاله را قطع کرد در حالی که جونیور او را نگه داشته بود؛ ساتریاله بدهی قمار داشت و از پرداخت به جانی طفره می‌رفت. این اتفاق به اولین حمله پانیک تونی در آن شب پشت میز آشپزخانه دامن زد. تونی همچنین شاهد حمله پدرش و جونیور به روکو آلاتوره به خاطر یک بدهی بود، سپس به یاد آورد که پدرش در سال ۱۹۶۷ در مورد امکان نقل مکان به رینو، نوادا برای مدیریت یک سوپرب کلاب برای آلاتوره (که پس از پرداخت بدهی با جانی آشتی کرده بود) صحبت کرده بود، اما مادرش مخالفت کرد. لیویا بعدها این موضوع را هنگامی که آقای آلاتوره از طریق سرمایه‌گذاری‌هایش به یک میلیاردر تبدیل شد، کاملاً نادیده گرفت. در قسمت "A Hit Is a Hit" فاش می‌شود که جانی شریک خاموش شرکت صفحه‌گذاری "اف-نوت رکوردز" متعلق به هش رابکین بود. تونی همچنین در سال ۱۹۶۷ شاهد توطئه‌چینی پدرش در یک کارناوال کودکان بود که جنیس را همراه خود آورده بود. تونی در ابتدا فکر می‌کرد پدرش جنیس را به او ترجیح می‌دهد، اما بعداً حقیقت را فهمید: که مافیوزی‌ها دختران خود را به جلسات می‌آوردند تا بهانه‌ای برای حضور داشته باشند. وقتی جنیس به زمانی اشاره کرد که جانی در حالی که با ماشین به خانه برمی‌گشتند، به موهای بافته‌ی لیویا شلیک کرد، تونی این خاطره را شرم‌آور دانست و احساس کرد که خانواده‌شان را "ناکارآمد" نشان می‌دهد. تونی رابطه مادرش با پدرش را اینگونه توصیف کرد که لیویا جانی را به "یک تکه کوچک" تبدیل کرده بود؛ از سوی دیگر، لیویا چندین بار با اشک جانی را "یک قدیس" خطاب می‌کرد. جانی یک معشوقه به نام فران فیلشتاین داشت که در دوران کودکی تونی با او آشنا شده بود. در سال ۱۹۷۶، وقتی تونی ۱۶ ساله بود، جانی تمام شب را در خانه فران ماند در حالی که همسر باردارش در بیمارستان بود. صبح روز بعد، جانی و تونی به بیمارستان رفتند و تونی به مادرش دروغ گفت که آن‌ها به بازی بیسبال نیویورک یانکیز رفته و در نیویورک مانده‌اند. لیویا دروغ جانی را فهمید و به دلیل خونریزی، نوزاد را از دست داد. در سپتامبر ۱۹۸۲، هنگامی که پسرش تونی ۲۲ ساله بود و تنها دو هفته قبل از تولد نوه‌اش میدو، جانی به پسرش دستور داد یک کتاب‌ساز محلی به نام ویلی اورال را به قتل برساند. این اولین قتل تونی بود و به سرعت بخشیدن به صعود او به عنوان یک مرد ساخته‌شده کمک کرد. جانی در اواخر سال ۱۹۸۶ در سن ۶۲ سالگی بر اثر آمفیزم درگذشت. اندکی قبل از مرگش، شاهد زندانی شدن بسیاری از همکاران مافیایی خود به دلیل تبدیل شدن فابیان "فبی" پترولیو به یک شاهد دولتی بود. جانی هرگز از خبر خیانت فبی بهبود نیافت و این موضوع ممکن است مرگ او را تسریع کرده باشد.
- ارکوله "اکلی" سوپرانو یک شخصیت نادیده بود. او عموی مرحوم تونی سوپرانو، پسر میانه کورادو پدر و ماریانجلا دآگوستینو، و برادر جونیور و جانی بود. او بین سال‌های ۱۹۲۴ تا ۱۹۲۸ در ایست اورنج، نیوجرسی به دنیا آمد. تونی هرگز او را ملاقات نکرده بود و در قسمت "The Happy Wanderer" از وجودش توسط جونیور مطلع می‌شود. جونیور سوپرانو به تونی می‌گوید که او و جانی سوپرانو بیش از ۳۰ سال قبل از ۱۹۹۹ بازی پوکر پنج‌کارته استاد با خرید ۵۰۰۰ دلاری را برای حمایت مالی از ارکوله راه انداختند که بازیکنان بزرگی مانند دیوید لی راث و فرانک سیناترا جونیور را جذب می‌کرد. ارکوله دچار ناتوانی ذهنی و رشدی بود و در اوایل زندگی‌اش توسط مادرش در یک مؤسسه دولتی نگهداری شد و وجودش پنهان نگه داشته شد، چرا که در آن زمان داشتن فرزند معلول ذهنی یک ننگ اجتماعی محسوب می‌شد. در قسمت "Do Not Resuscitate"، وقتی جونیور در حال تظاهر به ناتوانی ذهنی در جریان محاکمه RICO خود است، به یاد می‌آورد که مردم محله چگونه ارکوله را مسخره می‌کردند. او "قوی مثل گاو" بود و شبیه جورج رافت به نظر می‌رسید. در قسمت "House Arrest"، پس از اینکه لیویا متوجه می‌شود تونی به روانپزشک مراجعه می‌کند، به جونیور می‌گوید که ممکن است تونی راهی بیمارستان روانی Essex County Hospital Center (معروف به Cedar Grove Mental Hospital) در سدار گروو، نیوجرسی شود. جونیور توضیح می‌دهد که جامعه در آن زمان این مسائل را درک نمی‌کرد و امروزه او را در یک مدرسه فنی ثبت‌نام می‌کردند، اما از مادرش به خاطر مراقبت از ارکوله در یک مرکز در شمال نیوجرسی تقدیر می‌کند. جونیور همچنین به تونی افتخار می‌کند که جانی هزینه‌های نگهداری او را از درآمدهای غیرقانونی‌شان پرداخت می‌کرد. تونی به یاد می‌آورد که شنیده بود جانی بوی و لیویا بحث می‌کنند و او به "برادر کم‌هوش" اشاره می‌کرد که تونی همیشه فکر می‌کرد منظورش جونیور سوپرانو است. گفته می‌شود که او حدود سال ۱۹۸۵، کمی قبل از مرگ جانی، درگذشت.

- جووانی "جانی بوی" سوپرانو (با بازی جوزف سیراوو در سریال سوپرانوها و جان برنتال در فیلم "قدیسین بسیاری از نیوآرک") پدر مرحوم تونی سوپرانو و سابق گروه سوپرانو بود. او کوچکترین پسر کورادو سوپرانو سینیور و ماریانجلا دآگوستینو از آریانو در استان آولینو بود که در سال ۱۹۱۱ به ایالات متحده مهاجرت کردند. او استاد سنگتراشی بود که در ساخت کلیسایی در نیوآرک نیوجرسی کمک کرد. جانی با لیویا پولیو ازدواج کرده بود و سه فرزند داشت: جنیس، تونی و باربارا. در دوران کودکی تونی، جانی با برادر بزرگترش کورادو ("جونیور") همکاری نزدیک داشت. وقتی تونی کوچک بود، جانی برای مدت کوتاهی به زندان فرستاده شد و اعضای خانواده گفتند که جانی بوی در مونتانا به عنوان گاوچران کار می‌کند. جانی و جونیور هر دو به کاپوهای خانواده جنایی دیمئو تبدیل شدند.  جانی در سازمان محبوب بود - قبل از مرگش، تصور می‌شد که رئیس ارکولی "اکلی" دیمئو در نظر داشته که جانی را به جای خود بگذارد. سال "بیگ پوسی" بونپنسیرو و پائولی گوالتیری هر دو در گروه جانی بودند. بونپنسیرو در ناآرامی‌های سال ۱۹۸۳ از جانی دفاع کرد و رهبری جانی منجر به این شد که سال کمی بعد به عضویت رسمی سازمان درآید. هر دوی سال و پائولی به خواسته جانی احترام گذاشتند و پس از مرگ جانی در اثر آمفیزم، از به قدرت رسیدن تونی به عنوان کاپو حمایت کردند.  جانی تونی و دوستش سیلویو دانته را تحت حمایت خود گرفت و آن‌ها را در سازمان به عنوان بخشی از گروه خود پرورش داد. جانی فقط در فلش‌بک‌های دوران کودکی تونی یا در سکانس‌های رویایی تونی دیده می‌شد. در سال ۱۹۶۹، تونی شاهد بود که جانی در حالی که جونیور او را نگه داشته بود، انگشت کوچک فرانسیس ساتریاله را قطع کرد. ساتریاله بدهی قمار داشت و از پرداخت به جانی خودداری می‌کرد. این اتفاق در حمله عصبی تونی در آن شب روی میز آشپزخانه نقش داشت. [۳]  ارکوله "اکلی" سوپرانو شخصیتی نادیده در سریال بود. او عموی مرحوم تونی سوپرانو، پسر دوم کورادو سینیور و ماریانجلا دآگوستینو، و برادر جونیور و جانی بود. او بین سالهای ۱۹۲۴ تا ۱۹۲۸ در ایست اورنج، نیوجرسی به دنیا آمد. تونی هرگز او را ملاقات نکرده بود و در قسمت "The Happy Wanderer" از وجودش مطلع شد. جونیور سوپرانو به تونی گفت که او و جانی سوپرانو بیش از ۳۰ سال قبل از ۱۹۹۹ بازی پوکر استاد پنج کارته با خرید ۵۰۰۰ دلاری را برای حمایت مالی از ارکوله راه اندازی کرده بودند که بازیکنان بزرگی مانند دیوید لی راث و فرانک سیناترا جونیور را جذب می کرد. ارکوله دچار ناتوانی ذهنی و رشدی بود و در اوایل زندگی توسط مادرش در یک مؤسسه دولتی نگهداری می شد، زیرا در آن زمان داشتن فرزند معلول ذهنی ننگ محسوب می شد. در قسمت "Do Not Resuscitate"، وقتی جونیور سعی می کند در جریان محاکمه RICO خود را ناتوان ذهنی جلوه دهد، به یاد می آورد که مردم محله چگونه ارکوله را مسخره می کردند. او "قوی مانند گاو نر" بود و شبیه جورج رافت به نظر می رسید. در قسمت "House Arrest"، پس از اینکه لیویا متوجه می شود تونی به روانپزشک مراجعه کرده، به جونیور می گوید که ممکن است تونی در آستانه بستری شدن در بیمارستان مرکزی اسکس (بیمارستان روانی سدار گروو) در سدار گروو، نیوجرسی باشد. جونیور توضیح می دهد که جامعه آن زمان این مسائل را درک نمی کرد و امروز او را در یک مدرسه فنی ثبت نام می کردند، اما از مادرش به دلیل مراقبت از ارکوله در یک خانه در شمال نیوجرسی قدردانی می کند. جونیور همچنین به تونی افتخار می کند که جانی هزینه های مراقبت از او را از درآمدهای غیرقانونی شان پرداخت می کرد. تونی به یاد می آورد که چگونه به مشاجرات جانی بوی و لیویا گوش می داد و لیویا از "برادر کم هوش" صحبت می کرد که تونی همیشه فکر می کرد منظورش جونیور سوپرانو است. گفته می شود او حدود سال ۱۹۸۵، کمی قبل از مرگ جانی درگذشت.

- جورج لوروس در نقش ریموند "بوفالو ری" کورتو:   او یک کاپو در خانواده جنایی دیمئو بود. پیش از فصل ۱، تونی سوپرانو به کورتو پیشنهاد داد جای جکی آپریل سینیور (که در حال مرگ بر اثر سرطان بود) را به عنوان رئیس خانواده جنایی دیمئو بگیرد. کورتو به دلیل سن و تجربه‌اش این پیشنهاد را رد کرد و همراه دیگر کاپوها اصرار کرد که تونی باید این نقش را بر عهده بگیرد، زیرا نگران بودند عموی تونی، کورادو "جونیور" سوپرانو، به عنوان رئیس جدید انتخاب شود.    با این حال، در قسمت "Proshai, Livushka" فاش شد که کورتو یک خبرچین اف‌بی‌آی بوده است. هرگز مشخص نشد که او چه زمانی و چرا به یک خبرچین تبدیل شده بود، اگرچه در قسمت "Nobody Knows Anything" به طور خلاصه دیده می‌شود که او همراه با کارآگاه وین مکزین در یک فاحشه‌خانه دستگیر شده است.    در سال ۲۰۰۶، کورتو به طور غیرمنتظره‌ای بر اثر سکته در ماشین مأمور اف‌بی‌آی خود درگذشت. مأموران رابین سانسِورینو و فرانک گراسو مسئول ارتباط با او بودند.
- تونی دارو در نقش لورنزو "لَری بوی" بارزه: او کاپورگیم (سردسته) گروه خودش است که بزرگ‌ترین گروه در خانواده جنایی دی‌میو محسوب می‌شود. پسرعموی لری، آلبرت "آلی بوی" بارزه، به عنوان معاون او عمل می‌کند. لری همچنین پدرخوانده‌ی بنی فازیو، همکار تونی سوپرانو، است.  در قسمت اول فصل اول با عنوان "Pax Soprana"، لری به همراه جیمی آلتیری و ریموند کورتو پس از آنکه جونیور دستور قتل "راستی ایریش" (یکی از درآمدزاترین اعضای گروه لری) را به مایکی پالمیس داد، با تونی ملاقات کردند. جرم راستی، فروش اکستازی به نوه‌ی یکی از دوستان جونیور بود که تحت تأثیر مواد خودکشی کرد. لری و سایر کاپوها این اقدام را نشانه‌ای از سوءاستفاده جونیور از قدرت خود به عنوان رئیس خانواده دانستند. لری از طریق یک منشی اف بی آی متوجه شد که قرار است کیفرخواستی علیه خانواده جنایی در دادگاه عالی نیوجرسی صادر شود. کمی بعد، او به همراه جونیور و معاونش جوزف "بپی" ساسو به اتهامات رکتیز و کلاهبرداری دستگیر و به زندان Green Haven Correctional Facility در بیکمن، نیویورک فرستاده شد. در حالی که بدون وثیقه در زندان نگهداری می‌شد، پسرعمویش آلبرت بارزه را به عنوان موقت گروهش منصوب کرد. سه سال پس از صدور کیفرخواست، لری به دلیل محاکمه‌ای بی‌نتیجه آزاد شد اما تحت حصر خانگی قرار گرفت. با این حال، او کنترل گروهش را دوباره از پسرعمویش پس گرفت. در اکران فیلم تخیلی "Cleaver" که کریستوفر مولتیسانتی تولید کرده بود، لری به دلیل نقض حصر خانگی توسط مارشال‌های فدرال دستگیر شد. در پایان سریال، شدیدا اشاره می‌شود که لری با اف بی آی همکاری می‌کرده است. سریال با او در زندان و در انتظار یک محاکمه مجدد به پایان می‌رسد.
- وال بیسگلیو در نقش مورف لوپو: سرباز مسن و کاپیتان سابق گروه قدیمی جونیور سوپرانو، که شروع به زیر لب غر زدن کرده و هنگام صحبت کردن علائم دیس‌آرتری را نشان می‌دهد و علائم اولیه زوال عقل که جونیور را نگران می‌کند، در او دیده می‌شود. جونیور همچنین متوجه می‌شود که وقتی بیرون می‌رود، جلوی پیراهنش غذا ریخته و زود می‌خوابد.
- دن گریمالدی در نقش فیلیپ «فیلی اسپونز» پاریسی: فیلیپ یک سرباز/کاپو بازیگر از گروه جونیور و برادر دوقلوی همسان پتسی پاریسی است که در ۴ مارس ۱۹۵۰، یازده دقیقه پس از پتسی در بلومفیلد، نیوجرسی به دنیا آمد. او به دستور تونی توسط جیجی سِستون به تلافی پخش شایعاتی درباره تونی، اندکی پس از درگیری بین او و جونیور، کشته شد. در یک صحنه حذف شده از فصل ۲، مشخص می‌شود که فیلی پاریسی هم پسرخوانده جونیور و هم پسرعموی مادری تونی است.
- ویتالی باگانوف در نقش والری: والری یک «براتوک» (همرزم) در مافیا روسیه بود که از طریق ارتباط تجاریاش با سازمان، با تونی سوپرانو آشنا شد. اسلاوا مالوسکی، دوست و رئیس والری، به تونی گفت که آنها با هم در سرویس امنیت فدرال روسیه خدمت کرده‌اند، جایی که والری در طول جنگ اول چچن در چچن با نیروهای هوابرد روسیه همکاری داشت. او شخصاً ۱۶ شورشی از جمهوری چچن ایچکریا را کشته و در این فرآیند، جان اسلاوا را نجات داده بود. در قسمت «پاین بارنز»، پائولی والنتز و کریستوفر مولتیسانتی برای دریافت پول به آپارتمان والری رفتند. والری بدون مشکل پاکت پول را تحویل داد، اما پائولی با رفتار عمداً بی‌دقتش نسبت به سیستم سرگرمی والری، باعث تحریک او شد. در درگیری بعدی، کریستوفر و پائولی تصور کردند والری را کشته‌اند. آنها جسدش را برای دفن به پاین بارنز بردند، اما متوجه شدند او زنده است. والری را مجبور کردند در برف گودالی برای خودش حفر کند، اما او با بیل به پائولی و کریستوفر حمله کرد و فرار کرد. آنها در حالی که به سمتش شلیک می‌کردند، تعقیبش کردند و پائولی ظاهراً به سر والری شلیک کرد، رد خون به جا ماند. پس از جستجوی بی‌نتیجه، آنها در سرمای شدید زمستان در جنگل گم شدند و مجبور شدند شب وحشتناکی را در یک ون متروکه در پاین بارنز بگذرانند. وقتی تونی آنها را نجات داد، به پائولی هشدار داد که اگر والری زنده به شمال نیوجرسی برگردد، این پائولی است که باید با اسلاوا روبه‌رو شود، نه او. سرنوشت والری پس از این ماجرا نامشخص است؛ جسد او هرگز پیدا نشد و ماشین پائولی از محل دورافتاده‌ای که در جنگل پارک کرده بود، دزدیده شد. یک تیزر تبلیغاتی اچ‌بی‌او، شخصیت‌های مهمی را که در طول سریال کشته شده‌اند نشان می‌دهد و والری را به عنوان کشته‌شده در این قسمت با علامت سؤال مشخص کرده است که نشان‌دهنده تردید است. دیوید چیس، سازنده سریال، در مصاحبه‌ای با اصناف نویسندگان گفت: «خب، ماجرا این بود: گروهی پیش‌آهنگ، والری را پیدا کردند که شماره تلفن رئیسش، اسلاوا، در جیبش بود. آنها به اسلاوا زنگ زدند و او والری را به بیمارستان برد، جایی که تحت عمل جراحی مغز قرار گرفت. سپس اسلاوا او را به اتحاد جماهیر شوروی فرستاد.»
- لویی گراس در نقش پری آنونزیاتا: همچنین با نام "ماسلز مارینارا" شناخته می‌شود، اهل بلومفیلد، نیوجرسی است. او در دوران نقاهت تونی سوپرانو پس از اصابت گلوله در سال ۲۰۰۶، به عنوان محافظ و راننده او خدمت می‌کند. تونی او را "پنه آرابیاتا" (مانند غذای پاستا پنه آل آرابیاتا) صدا می‌زند، به دلیل خشم جاده‌ای (ایتالیایی: arrabbiato) او نسبت به یک راننده بی‌ادب هنگام رانندگی تونی.

- آنتونی دیساندو در نقش برندان فیولون: او دوست و شریک جنایت کریستوفر مولتیسانتی و یکی از اعضای سطح پایین گروه تونی سوپرانو بود. برندان به متامفتامین معتاد بود و اغلب با کریس مصرف می‌کرد. در قسمت "46 Long"، برندان و کریس یک کامیون از شرکت حمل‌ونقل کاملی در هریسون نیوجرسی را ربودند و چندین دستگاه دی‌وی‌دی پلیر دزدیدند. این شرکت تحت حمایت جونیور سوپرانو بود که خواستار جبران خسارت شد. در یک مذاکره، جونیور به تونی گفت رفتار غیرقابل کنترل برندان و کریس را مهار کند.  در یک کلاب شبانه، برندان سعی کرد کریس را متقاعد کند که علیه تونی و عمو جونیور شورش کند. صبح روز بعد، برندان بدون کریس یک کامیون دیگر از کاملی را با دو همدست ربود. در این عملیات، راننده کامیون به طور تصادفی با گلوله‌ای که از اسلحه یکی از همدستانش منحرف شد، کشته شد.  تونی از این سرقت عصبانی شد و دستور داد کامیون را برگردانند. جونیور دستور اعدام نمایشی کریس و قتل برندان را صادر کرد. مایکی پالمیسی برندان را در حالی که در حمام بود، کشت. کریس و آدریانا جسد برندان را پیدا کردند.  در فصل ۲، کریس پس از تیرخوردن، ادعا کرد به جهنم رفته و برندان و مایکی را در حال بازی با سربازان رومی و ایرلندی‌ها دیده است.
- ماریا گراتزیا کوچینوتا در نقش ایزابلا: او در قسمت «ایزابلا» به عنوان یک خیال ذهنی تونی سوپرانو ظاهر می‌شود. تونی زن ایتالیایی زیبایی را در باغ همسایه‌شان، کوسامانوها، می‌بیند. ایزابلا به او می‌گوید که دانشجوی دندانپزشکی مبادله‌ای از آولینو است و در غیاب کوسامانوها آنجا اقامت دارد. تونی او را به ناهار دعوت می‌کند. وقتی ایزابلا از زیبایی‌های آولینو (زادگاه پدربزرگ تونی) صحبت می‌کند، تونی تحت تأثیر داروی لیتیوم دچار رویایی شبه‌روانگردان می‌شود: ایزابلا را در یک خانه روستایی روی صندلی گهواره‌ای می‌بیند که نوزادی به نام آنتونیو را شیر می‌دهد. ناگهان، ایزابلا ناپدید می‌شود. وقتی کوسامانوها بازمی‌گردند و تونی درباره او می‌پرسد، متوجه می‌شود که ایزابلا هرگز وجود خارجی نداشته و این یک توهم بوده است. دکتر ملفی به او دستور می‌دهد مصرف لیتیوم را قطع کند و نظریه می‌دهد که ایزابلا تجسمی از یک چهره مادری آرمانی برای تونی بوده است. این رویا نشان‌دهنده اشتیاق ناخودآگاه تونی به محبت و حمایت مادرانه است، به ویژه در بحبوحه تنش‌های خانوادگی و ضعف‌های روانی‌اش. (این شخصیت تنها در یک اپیزود حضور داشت ولی به‌عنوان یکی از نمادین‌ترین سکانس‌های روان‌کاوانه سریال به‌یادگار ماند.)
- ادواردو بالرینی در نقش کورکی کاپوراله: او همدست کریستوفر مولتیسانتی و معتاد به هروئین بود. کریستوفر از او برای هماهنگی با قاتلان ایتالیایی استخدام‌شده توسط تونی سوپرانو برای ترور راستی میلیو استفاده کرد. انتخاب کورکی عمدتاً به دلیل تسلطش به زبان ایتالیایی بود تا بتواند به‌طور مؤثر با قاتلان ارتباط برقرار کند. کریستوفر دستمزد او را به صورت هروئین پرداخت کرد. کورکی عملکرد خوبی داشت و بدون افشای اطلاعات شخصی، سلاح‌ها و دستورالعمل‌ها را در نقطه‌ای دورافتاده تحویل داد. ترور به آرامی انجام شد. کریستوفر بخش دوم دستمزد کورکی را در جشن سنت الزیر پرداخت کرد و بخشی از پول را با هروئین جایگزین نمود. کورکی در ماشین کریستوفر هروئین تزریق کرد، که در ابتدا باعث شد کریستوفر او را به ترک اعتیاد تشویق کند. اما در نهایت، خود کریستوفر نیز وسوسه شد و به او پیوست. در سال ۲۰۰۷ و در قسمت «The Blue Comet» (پس از مرگ کریستوفر)، خانواده سوپرانو این بار از طریق پاتسی پاریسی دوباره از کورکی استفاده کردند. هدف این بار فیل لئوتاردو بود. کورکی که به ایتالیایی مسلط بود، دو قاتل ناپلی به نام‌های ایتالو و سالواتوره را برای ترور لئوتاردو انتخاب کرد. اما عملیات به شکست انجامید، چرا که آن‌ها پدر معشوقه اوکراینی فیل را به جای خود او کشتند. وقتی کورکی از قاتلان شنید که مرد به زبان اوکراینی با دخترش صحبت می‌کرد، با بی‌تفاوتی گفت: «هرچه». با این حال، از پاتسی پاریسی پرسید: «آیا فیل اوکراینی بلد بود؟»   (کورکی نمادی از بی‌کفایتی و هرج‌ومرج در عملیات‌های آخر خانواده سوپرانو بود، جایی که حتی قاتلان حرفه‌ای هم اشتباهات مرگبار مرتکب شدند.)
- فرانک آلبانزه در نقش پاتریزیو "عمو پت" بلوندتو: سرباز سابق گروه سوپرانو که در کنار جانی بوی سوپرانو فعالیت می‌کرد. کریستوفر مولتیسانتی بی‌رحمی او را با جیک لاموتا مقایسه می‌کند. برخلاف بسیاری از هم‌دوره‌ای‌هایش، او توانست از "این کسب‌وکار" بازنشسته شود. عمو پت، دایی تونی بلوندتو و کریستوفر مولتیسانتی و پدر لوئیز بلوندتو است. تونی سوپرانو او را "عمو پت" صدا می‌زند، اما آنها نسبت خونی ندارند. برادر پت، آل بلوندتو، با کوئینتینا پولیو (خواهر لیویا سوپرانو) ازدواج کرده بود. پت یک مزرعه در کایندرهاک، آپاستیت نیویورک (نزدیک بزرگراه‌های ایالتی ۱۴۶ و ۹آ) دارد که برادرزاده‌هایش در تابستان‌های دوران کودکی به آنجا می‌رفتند. در قسمت "All Due Respect"، تونی بلوندتو پس از تیراندازی به بیلی لئوتاردو (برادر فیل لئوتاردو)، در خانه مزرعه‌ای خالی عمو پت از خانواده لوپرتازی پنهان می‌شود. (عمو پت به‌عنوان یکی از معدود بازماندگان نسل قدیم که با هوشمندی از دنیای جنایت کناره گرفت، تصویری از "راه فراری" را نشان می‌دهد که دیگر شخصیت‌ها هرگز نتوانستند به آن دست یابند.)
- شان جیسمنته، همکار خانواده جنایی دی‌میو از وست اورنج نیوجرسی بود. او شریک جنایی متیو بیویلاکوا و از همکاران گروه گوآلتیه‌ری محسوب می‌شد. شان در هوبوکن نیوجرسی به دنیا آمده و بزرگ شده بود. او به جرمی نامعلوم محکوم شده و مدتی را در زندان شهر گذرانده بود. به نظر می‌رسید برخلاف متیو، شان قبلاً در طرح‌های کلاهبرداری سهام از نوع پامپ اند دامپ فعالیت داشته است. احتمال می‌رفت او همراه متیو در مدرسه کسب‌وکار لوبین دانشگاه پیس تحصیل کرده باشد، اما مسیر زندگی جنایی را انتخاب کرده بود. شان و متیو خود را باهوش‌تر از آن می‌دانستند که کریستوفر به آنها بها می‌داد. آنها با کریستوفر در پروژه‌های مختلفی همکاری می‌کردند از جمله سایت ساخت‌وساز ماسارونه، یک کارگزاری سهام خارج از بورس در بیون نیوجرسی که مسئول کلاهبرداری از وبسایت وب‌ایستیکس بود، بازی کارت‌های اجرایی جونیور سوپرانو در هتلی نزدیک فرودگاه لیبرتی نیوآرک، و چندین سرقت مسلحانه. شان به دلیل کتک زدن یک کارگزار سهام و دزدیدن پورشه کاررا از پارکینگ کارگزاری مورد توبیخ قرار گرفت. شان و متیو برای جلب توجه ریچی آپریل نقشه ترور کریستوفر را کشیدند. عملیات با شکست مواجه شد و شان در تیراندازی پس از آن توسط کریستوفر کشته شد.
- سوفیا میلس در نقش آنالیسا زوکا: دختر زی ویتوریو، رئیس یک خانواده کامورایی ناپلی در ایتالیا. او همچنین همسر مائورو زوکا، رئیس فعلی کامورا که در حال حاضر مشغول تحمل حبس ابد است، و یکی از خویشاوندان دور تونی سوپرانو محسوب می‌شود. وقتی تونی کنترل کسب‌وکار دزدی ماشین‌های لوکس جونیور را به دست گرفت، برای بحث درباره شرایط همکاری به ناپل سفر کرد تا با "زی" (عمو) ویتوریو ملاقات کند. وقتی بالاخره با زی ویتوریو ملاقات کرد، متوجه شد او یک پیرمرد سالخورده و فرتوت است که روی صندلی چرخدار نشسته و در واقع آنالیسا است که اینک سازمان را اداره می‌کند. تونی در ابتدا پذیرش این موضوع برایش دشوار بود، اما در نهایت با آنالیسا به توافقی رسید - او قیمت ماشین‌هایی که به ناپل می‌فرستد را کاهش می‌دهد، در ازای اینکه آنالیسا برخی از اعضای سازمانش را در اختیار او قرار دهد. این توافق منجر به اعزام فوریو جیونتا به ایالات متحده شد و بعدها در فصل 6، تونی توانست از قاتلان حرفه‌ای آنالیسا برای ترور راستی میلیو و فیلیپ "فیل" لئوتاردو استفاده کند.
- فرانک سانتورلی در نقش جورج «جورجی» سانتورلی: متصدی بار در بادا بینگ. او به دلیل رفتار بی‌ملاحظه و آزاردهنده‌اش، اغلب هدف خشم و عصبانیت ناگهانی و شدید تونی سوپرانو قرار می‌گیرد.

- تونی سیراگوسا در نقش فرانکی کورتز: او در سال ۲۰۰۴ به عنوان سرباز خانواده مافیایی سوپرانو به عنوان راننده و محافظ تونی خدمت می‌کرد.
- لنی ونیو در نقش جیمز "مورمر" زانکون: دوست و حامی کریستوفر مولتیسانتی در جلسات الکلی‌های گمنام. مورمر در غیاب کریستوفر (که در لس‌آنجلس بود) کارهای او را انجام می‌داد - از جمله خرید اطلاعات کارت‌های اعتباری از پیتزافروشی بینزی گائتا و از هیلل تایتلمن در موتل تایتلمن، سپس فروش این اطلاعات به محمد و احمد در کلوپ بادا بینگ. مورمر همچنین به لس‌آنجلس رفت تا کریستوفر را ملاقات کند، چون کریستوفر در حال "لغزش" (عود به مصرف مواد) بود. در آنجا، مورمر و کریستوفر سعی کردند بن کینگزلی را مرعوب کنند و سبد هدیه لورن باکال را که در مراسم اهدای جوایز دریافت کرده بود دزدیدند. مورمر بعدها در مهمانی نامزدی تأخیرخورده کریستوفر در رستوران نووو وزویو شرکت کرد و همچنان با گروه در قصابی ساتریالز معاشرت می‌کرد. او نسبت به فواید رابطه کریستوفر با جولیانا اسکیف (همبازی معتادش) شک داشت و به کریستوفر هشدار داد که این رابطه می‌تواند منجر به عود مصرف مواد شود، همچنین درباره احتمال آگاه شدن تونی از لغزش اخیرش در جشن سنت الزیر هشدار داد. مورمر همچنین مسئول اطلاع دادن به تونی درباره حمله قلبی فیل لئوتاردو بود - تونی تا این مرحله کمی به او علاقه پیدا کرده بود و با یک سودای کلاب از او قدردانی کرد. در سال ۲۰۰۷ و در قسمت "کومت آبی"، مورمر (ناخواسته) با نشان دادن مقاله‌ای در روزنامه درباره قتل دو غیرنظامی به پائولی و سیلویو اطلاع داد که فیل لئوتاردو هنوز زنده است و عملیات ترور او شکست خورده، چون قاتلان هدف را اشتباه گرفته بودند.
- جان سناتیمپو در نقش آنتونی «تونی بلک» مافی: سربازی در خدمه بابی باکالیری. او به همراه کاپیتانش، درآمد حاصل از عملیات غیرقانونی جان استفانو (جوی پریلو) در زمینه تخلیه آزبست در شهرستان استوبن، نیویورک، کورنینگ، نیویورک را جمع‌آوری کرده و به تونی سوپرانو تحویل می‌داد.

- جو پوچیو در نقش جوزپه «بپی» شربو: بپی یک سرباز مسن در گروه سوپرانوهای جوان است که نام کاملش جوزپه شربو است.
- سال رافینو در نقش چارلز «چاکی» سینیوره: چاکی سربازی در گروه جونیور سوپرانو و دوست مایکی پالمیس است. او در یک اسکله، در حالی که در حال گشت و گذار در شهر کوچک تبهکار سوم خود بود، غافلگیر شد و توسط تونی کشته شد، زمانی که تونی اسلحه‌ای را که در یک ماهی که حمل می‌کرد پنهان کرده بود، نشان داد و چندین بار به سینه چاکی شلیک کرد. تونی و سیلویو دانته جسد سینیوره را به شهربازی او بردند و آن را از بین بردند.
- جان فیوره در نقش جیانلوئیجی "جیجی" چستونه: او در کسب‌وکار زباله و بازیافت فعالیت داشت و در زمان مرگش، مشغول یک معامله بزرگ بازیافت فریون و مواد خنک‌کننده بود. او که پیشتر عضو تأییدشده ("مِید من") در گروه جونیور سوپرانو بود، در سال ۲۰۰۰ پس از قتل فیلی پاریسی (موقت گروه جونیور در زمان زندانی بودنش) به گروه تونی سوپرانو پیوست. این ترور به دستور تونی و به عنوان انتقام از فیلی برای پخش شایعات درباره مادر تونی در جریان اختلاف تونی و جونیور انجام شد. برخلاف پاتسی پاریسی که همزمان با جیجی به گروه تونی پیوست، جیجی به سرعت به حلقه نزدیکان تونی راه یافت. در پاییز ۲۰۰۰، پس از "ناپدید شدن" ریچی آپریل، جیجی به عنوان گروه آپریل منصوب شد و به این ترتیب تنها عضو تأییدشده خانواده جنایی دی‌میو شد که در سه گروه مختلف خدمت کرده بود. این انتصاب رالف چیفارتو را عصبانی کرد، چون او خود امیدوار بود این مقام را به دست آورد. جیجی در قسمت "He Is Risen" در حالی که به دلیل یبوست در توالت باشگاه اجتماعی خود نشسته بود، بر اثر حمله قلبی درگذشت. پس از مرگ او، رالف به عنوان جدید گروه آپریل انتخاب شد.  (مرگ جیجی روی توالت - که به مرگ الویس پریسلی اشاره دارد - یکی از طنزهای سیاه ماندگار سریال شد و نشان داد حتی جنایتکاران هم از مرگ‌های پیش‌پاافتاده در امان نیستند.)

- پل هرمن در نقش پیتر "بینزی" گائتا: یک همکار سابق ریچی آپریل از الیزابت‌تاون نیوجرسی که عملیات مواد مخدر او را در نیوجرسی نظارت می‌کرد. پس از آزادی ریچی از زندان، او گائتا را در پیتزافروشی‌اش پیدا کرد و طلب بدهی‌ای را که ادعا می‌کرد هنوز به او بدهکار است مطالبه کرد. پیتزافروشی‌های او توسط خانواده جنایی دی‌میو برای پولشویی استفاده می‌شد. پس از اینکه گائتا صحت بدهی را رد کرد، ریچی ابتدا یک قوری قهوه روی سر بینزی شکست، او را کتک زد و بعداً با ماشینش به او زد که منجر به بستری شدن بینزی و فلج شدن او از کمر به پایین شد (در قسمت "Toodle Fucking-Oo"). پس از این اتفاق، بینزی شروع به استفاده از صندلی چرخدار کرد و به میامی بیچ فلوریدا نقل مکان کرد.
- آنتونی جی. ریباستلو در نقش دانته "بودا" گرکو: یک سرباز در گروه آپریل که اولین بار در حال دریافت محموله سیگار از کریستوفر مولتیسانتی پس از بازگشتش از رالی، کارولینای شمالی دیده شد. دانته همراه بنی فازیو و تری دوریا برای پیدا کردن ویتو اسپاتافوره در خانه ساحلی معشوقه‌اش رفتند پس از اینکه فاش شد ویتو احتمالاً همجنسگراست. در فصل آخر، دانته به عنوان راننده و محافظ شخصی تونی فعالیت می‌کرد. آخرین بار در قسمت پایانی "Made in America" دیده شد که در حال رانندگی برای تونی و محافظت از در خانه امن بود.
- کوین اینتردوناتو در نقش کوین "داگسی" اینتردوناتو: یک همکار/سرباز در گروه آپریل. داگسی به ویتو اسپاتافوره در کتک زدن ارزیاب خانواده سوپرانو در کلاهبرداری HUD کمک کرد تا وفاداری خود را به آنها نشان دهد.
- ریموند فرانزا در نقش دونالد "دانی کی." کافرانزا: یک سرباز گروه آپریل از وست اورنج نیوجرسی. او اولین بار در سال 2000 دیده شد که متیو بیویلاکوا و شان جیسمنته را به ریچی آپریل معرفی می‌کرد.
- ویلیام دمیو در نقش جیسون مولینارو: یک عضو گروه آپریل.
- وینسنت جی. اوروفینو در نقش برایان اسپاتافوره: او برادر کوچکتر ویتو اسپاتافوره و شریک در شرکت ساختمانی اسپاتافوره برادرز بود. برایان توسط مستنگ سالی در قسمت "Another Toothpick" به کما رفت، وقتی دوست دختر سالی پس از دعوا با او، به برایان پناه آورده بود و او با چوب گلف به طرز بی‌رحمانه‌ای کتک خورد.
- اندرو داوولی در نقش دینو زیریلی: یک دوست دوران کودکی جکی آپریل جونیور و شریک جنایت و همکار در گروه رالف چیفارتو. او همکلاسی جکی جونیور در دانشگاه راتگرز بود. این ایده او بود که از یک کافی‌شاپ در راتگرز اخاذی کنند و کنسرت جول را در دانشگاه سرقت کنند، اما او به دلیل داشتن مواد مخدر دستگیر شد و در زندان بود وقتی که سرقت واقعاً انجام شد. جکی جونیور و کارلو رنزی احساس می‌کردند که رالف چیفارتو آنها را از رسیدن به پتانسیل کاملشان بازمی‌دارد. او به کریستوفر مولتیسانتی که در آن زمان یک چهره در حال رشد در خانواده جنایی دی‌میو بود، با تحسین نگاه می‌کرد. او در طرح جکی جونیور برای سرقت بازی کارت کم‌بها یوجین پونته‌کوروو برای معروف شدن و کسب احترام مافیایی‌های سطح بالاتر مشارکت داشت. آنها با کارلو رنزی که یک تفنگ ساچمه‌ای سنگین داشت، همدست شدند. اوضاع طبق برنامه پیش نرفت وقتی که "سانشاین" گرداننده بازی در حین سرقت کشته شد و باعث شد هر دو طرف به رگبار بندند. این درگیری منجر به مرگ کارلو و زخمی شدن فوریو شد. دینو و جکی جونیور به خیابان فرار کردند، اما راننده فرارشان، ماتوش، پس از شنیدن صدای تیراندازی از ترس فرار کرده بود. جکی یک ماشین در حال عبور را دزدید و به سرعت از محل دور شد و دینو را با کریستوفر مولتیسانتی و آلبرت بارزه عصبانی تنها گذاشت. دینو سعی کرد با گفتن اینکه با رالف است خود را نجات دهد، اما این کمکی نکرد. کریس و آلبرت بلافاصله به صورت دینو شلیک کردند و او را کشتند.
- ریچارد مالدن در نقش آلبرت "آلی بوی" بارزه: پسرعموی لری بوی بارزه؛ موقت گروه بارزه وقتی لری بوی در زندان بود؛ سرباز در گروه بارزه. لری در تثبیت قیمت و دستکاری مناقصه قراردادهای حمل زباله در نیوجرسی و نیویورک دخیل است. در یک بحث با ریچی آپریل و تونی، تونی می‌گوید که تمام مسیرهای جمع‌آوری زباله شمال پترسون نیوجرسی متعلق به شرکت بهداشتی بارون است در حالی که لری بوی بارزه و شرکتش سانی-کروزر و برادران دالسیو بقیه را تقسیم می‌کنند. رقابت گروه برای مسیرها ادامه یافت وقتی آلبرت به طور مختصر درگیر یک "جنگ زباله" با رالف چیفارتو شد که ادعا می‌کرد "کاپوی" گروه خودش است. لری دو سطل زباله رالف چیفارتو را آتش زد و رالف یکی از کامیون‌های زباله لری را در وست ساید نیوآرک نیوجرسی به آتش کشید.
- فرانک جان هیوز در نقش والدن بلفیوره: یک سرباز در گروه جرواسی از خانواده جنایی دی‌میو. او فاش می‌کند که نامش از خواننده بابی دارین (متولد والدن رابرت کاسوتو) گرفته شده است. والدن یک محافظ در خانه امن بود وقتی تونی پس از مرگ بابی باکالا و از کار افتادن سیلویو دانته مخفی شد. در قسمت پایانی، بنی فازیو و بلفیوره فیل لئوتاردو را پیدا کردند و بلفیوره به سر و سینه فیل شلیک کرد قبل از اینکه با فازیو فرار کند.
- رون کاستلانو در نقش ترنس "تری" دوریا: یک سرباز از گروه کارلو جرواسی. حدس زده می‌شود که دوریا بود که محل اختفای ویتو اسپاتافوره را به خانواده لوپرتازی اطلاع داد که منجر به قتل ویتو شد. دوریا تازه 20,000 دلار از ویتو قرض گرفته بود که مرگ ویتو به معنای عدم نیاز به بازپرداخت آن بود.
- آرتی پاسکواله در نقش برت جرواسی: پسرعموی کوچکتر کارلو جرواسی و عموی پسران کارلو، جیسون و جاستین جرواسی. برت در سال 2006 به عنوان عضو رسمی خانواده جنایی سوپرانو درآمد، در همان زمانی که سرباز فیل لئوتاردو، جری تورچیانو، به عنوان کاپو در خانواده لوپرتازی منصوب شد. او با همسرش لورین و سگ کوچکش اسپنسر زندگی می‌کند. او و پاتسی پاریسی "تعاونی محافظتی تجار اضطراری نورث وارد" را اداره می‌کنند: یک باج‌گیری که صاحبان فروشگاه‌ها در نیوجرسی را هدف قرار می‌دهد. همانطور که در قسمت "The Blue Comet" فاش شد، طبق گفته سیلویو دانته، برت در نهایت به طرفداری از خانواده لوپرتازی گرایش یافت و نزد سیلویو رفت تا او را متقاعد کند که در یک کودتا شرکت کند، اما سیلویو در عوض روز بعد او را در خانه‌اش با طناب خفه کرد.
- رابرت دسیدریو در نقش جک "بلک جک" ماسارونه: او صاحب شرکت ساختمانی برادران ماسارونه در فیرفیلد نیوجرسی است. در سال 2004، جک به یک خبرچین فدرال تبدیل شد و یک سیم مخفی در کلاه بیسبال خود به چندین جلسه با تونی برد. در یک گفتگو بین فرانک کوبیتوسو و دادستان منطقه در مقر اف‌بی‌آی، گفته می‌شود که ماسارونه اطلاعاتی درباره پرونده بلیط‌های هوایی دزدیده شده مربوط به لیویا سوپرانو در سال 2002، تحقیق درباره دستکاری هیئت منصفه در محاکمه RICO جونیور سوپرانو، و قتل متیو بیویلاکوا در سال 2000 ارائه می‌دهد. اما دادستان به کوبیتوسو می‌گوید که حتی اگر ماسارونه و صدها خبرچین دیگر برای شهادت علیه تونی سوپرانو حاضر شوند، برای محکومیت او در یک محاکمه کافی نخواهد بود. تونی وقتی متوجه شد چیزی درست نیست که پاتسی پاریسی به او اطلاع داد اف‌بی‌آی یکی از جلساتش با ماسارونه در "رستوران ناپلئونی" در فیرفیلد نیوجرسی را تحت نظر گرفته است. شک تونی بیشتر شد وقتی ماسارونه در آن جلسه یک عکس قاب‌شده از گروه رت پک به او داد و بعداً از او پرسید که آیا وزن کم کرده است. جک به قتل رسید و در صندوق عقب ماشینش با یک روکف چوب گلف در دهانش پیدا شد.
- سیگ لیبوویتز در نقش هیلل تایتلمن: یک یهودی حسیدی و شریک مالک یک متل با برادرزنش آریل که با پدرزنش در آنجا کار می‌کرد. در سال 1999، برادرزنش آریل از پایان ازدواجش برای مذاکره درباره سهمی در متل تایتلمن استفاده کرد. با این حال، پدر هیلل، شلومو، خانواده سوپرانو را برای ارعاب آریل علیه توصیه هیلل استخدام کرد. در سال 2006، هیلل در طرح شماره کارت اعتباری بنی فازیو مشارکت داشت - فروش اطلاعات کارت به همکار گروه سوپرانو، مورمر.
- طالب عدلاه و دانی کشاورز در نقش احمد و محمد: همکاران مسلمان کریستوفر مولتیسانتی از بروکلین نیویورک. آنها مشتریان دائمی کلوپ بادا بینگ هستند. آنها از طریق اینترنت با اطلاعات کارت اعتباری دزدیده شده از مشتریان مشاغل مختلف، پول سرقت می‌کنند، طبق طرح کریستوفر و "مورمر". آنها بعداً از کریستوفر برای خرید اسلحه‌های نیمه‌خودکار TEC-9 کمک خواستند، که ادعا می‌کردند "برای یک مسئله خانوادگی" نیاز دارند. در قسمت "Walk Like a Man"، تونی نام‌های آنها و شماره تلفن همراه احمد را به اف‌بی‌آی داد. مأموران اف‌بی‌آی ابتدا آنها را نمی‌شناختند، اما بعداً به تونی گفتند که ممکن است در تأمین مالی تروریسم مشارکت داشته باشند. در قسمت پایانی سریال "Made in America"، تونی جزئیات حساب بانکی آنها در میتنر فرست مرچنتس بانک را به مأمور هریس داد به امید دریافت اطلاعاتی درباره محل اختفای فیل لئوتاردو در عوض.
- نیک تارابی در نقش ماتوش: یک فروشنده اکستازی که در طول سال‌ها ارتباطاتی با کسب‌وکار سوپرانو/دی‌میو داشته است. او اغلب در و اطراف کلاب شبانه کریزی هورس در وست لانگ برانچ نیوجرسی متعلق به آدریانا لاچروا دیده می‌شد، و در ابتدا فوریو و کریس با او خصومت داشتند و او را از محوطه بیرون انداختند. با اطمینان جکی جونیور، او به فروش در خارج از کلاب بازگشت و توسط فوریو به بیمارستان فرستاده شد، با آرواره بسته شده در کشش. کریس نمی‌خواست ماتوش در داخل کریزی هورس فروش کند چون اکستازی یک مخدر کلاس A بود و توجه واحدهای مبارزه با مواد مخدر را جلب می‌کرد. ماتوش بعداً به عنوان راننده در سرقت ناموفق بازی کارت جکی جونیور در سال 2001 استخدام شد. او به محض اینکه سرقت به مشکل خورد با ماشین فرار کرد، دینو زیریلی را گرفتار و کشته شده رها کرد و جکی جونیور را مجبور کرد فرار خود را بداهه انجام دهد. در سال 2004، ماتوش به فروش در کریزی هورس بازگشته بود - اعتیاد آدریانا و ناپدید شدن فوریو کلاب را پذیراتر کرده بود. او یک مشتری ناراضی به نام گیلبرت نیوز را در دفتر آدریانا به قتل رساند و او را مجبور کرد به او در از بین بردن جسد کمک کند. یک فروشنده دیگر به نام کمال نیز درگیر بود. این توسط نظارت اف‌بی‌آی خارج از کلاب ضبط شد و در تلاش آدریانا برای وادار کردن کریستوفر به همکاری که منجر به مرگ او شد، نقش اساسی داشت.
- گرگوری الن ویلیامز در نقش کشیش هرمن جیمز جونیور: او از نیوآرک نیوجرسی است و پیشینه‌اش به دوران کنفدراسیون برمی‌گردد، زمانی که پدربزرگش برده یک مزرعه بود. پدرش کهنه‌سرباز جنگ جهانی دوم و یک لوله‌کش اتحادیه متحد بود و به همان اتحادیه‌ای تعلق داشت که آنها از آن اخاذی می‌کردند. هرمن یک معامله مخفی با تونی ترتیب داد و در اخاذی از یک شرکت ساختمانی و توسعه املاک برادران ماسارونه کمک کرد: جیمز گروهی از لوله‌کش‌های اتحادیه آفریقایی-آمریکایی را سازماندهی کرد تا درباره دستمزد کم به دلیل تبعیض نژادی شغلی ادعایی توسط بلک جک ماسارونه در یک محل کار اعتراض کنند. سپس همکاران سوپرانو شان جیسمنته، متیو بیویلاکوا و بابی باکالیری جونیور با چوب بیسبال حمله کردند، به اعتراض شدت بخشیدند و باعث یک شورش شدند. سپس جیمز و سوپرانو سود را تقسیم کردند. او دوست مجلس‌نشان رونالد زلمن است.
- ریچارد پورتناو در نقش هارولد ملوین: او وکیل جونیور سوپرانو از 1999 تا 2004 بود. پس از دستگیری جونیور به اتهامات رکتیز فدرال، مل به او اجازه داد از دفترش برای انجام کسب‌وکار استفاده کند چون یکی از معدود مکان‌هایی بود که در دوران حصر خانگی اجازه رفت‌وآمد به آن را داشت. او به جونیور و تونی اجازه داد از دفترش برای ملاقات با آنجلو گارپه و لورین کالوزو استفاده کنند. همچنین یکی از مکان‌هایی بود که اف‌بی‌آی اجازه نداشت آن را شنود کند. او در طول محاکمه اول RICO از جونیور دفاع کرد و به او در طرح‌هایی مانند استخدام یک شاهد متخصص مهندسی صدا و متخصص به حداقل رساندن صدا برای رد آنچه روی نوارهای خانه بازنشستگی گرین گروو ضبط شده بود کمک کرد، او را از حصر خانگی آزاد کرد تا در چندین مراسم تشییع جنازه از جمله جکی آپریل سینیور، جکی آپریل جونیور، بابی باکالیری سینیور، کارن باکالیری و فبی دی‌آنجلیس شرکت کند، درباره یک رشد خوش‌خیم بدخیم روی بدن جونیور اغراق کرد تا آزادی دلسوزانه برای او بگیرد و تظاهر کرد که یک آسیب جزئی سر ناشی از برخورد با میکروفون بوم و افتادن روی پله‌های دادگاه فدرال میچل اچ. کوهن در کامدن نیوجرسی بر توانایی شناختی او برای محاکمه تأثیر گذاشته است. هال یک میلیون دلار برای محاکمه RICO از جونیور گرفت. پس از سکته او، پیش‌بینی شد که 9 ماه تا یک سال طول می‌کشد تا بتواند دوباره به برنامه کامل کاری بازگردد و باید محاکمه جونیور را به تعویق بیندازند. پس از سکته‌ای که بر توانایی سخن گفتن او تأثیر گذاشت، ملوین توسط جونیور اخراج شد، که وضعیت ضعیف وکیلش را یادآور مرگ‌میر خود می‌دانست.
- دیوید مارگولیز در نقش نیل مینک: او وکیل تونی سوپرانو است. او به تونی توصیه می‌کند از خیابان دوری کند و خود را از کار روزمره گروهش جدا کند - این به عایق‌بندی تونی با ارتباط از طریق دوستان مورد اعتماد در هر زمان ممکن کمک می‌کند. او همچنین به تونی توصیه می‌کند زمان بیشتری در کسب‌وکارهای قانونی خود، مانند شرکت بهداشتی بارون، بگذراند تا در بادا بینگ. وقتی جانیس سوپرانو در بازی فوتبال سوفیا باکالیری در پارک سامیت آونیو در پالیسیدز نیوجرسی به یک مادر فوتبالیست دیگر حمله کرد، جانیس می‌خواست از اداره کلانتری اسکس کانتی به دلیل دستگیری اشتباه شکایت کند. اما تونی از جانیس خواست که نزد نیل برود و اتهامات را بپذیرد تا توجه رسانه‌ها بیشتر نشود و به یک علت مشهور تبدیل نشود. در قسمت پایانی "Made in America"، مینک به تونی اطلاع می‌دهد که دولت به احتمال زیاد او را به اتهامات فدرال سلاح که از دستگیری در "Soprano Home Movies" در ابتدای فصل ناشی می‌شود، تحت تعقیب قرار خواهد داد، و به شدت اشاره می‌شود که در نتیجه ممکن است با حکم زندان برای داشتن غیرقانونی سلاح روبرو شود. او همچنین می‌گوید که دادستانی اسکس کانتی یک شاهد دارد که برای یک هیئت منصفه بزرگ شهادت می‌دهد، اما هویت او ناشناخته است، اگرچه تصور می‌شود که کارلو جرواسی باشد.
- پیتر ریگرت در نقش رونالد زلمن: یک مجلس‌نشان (عضو مجلس پایین‌تر قانونگذاری ایالتی) برای بخش شرقی متشکل از فور کورنرز (نیوآرک)، فایو کورنرز، نیوآرک، گیتوی سنتر (نیوآرک) و آیرون‌باند و به عنوان یک عامل سیاسی به نمایندگی از خانواده جنایی سوپرانو عمل می‌کرد. او به آنها در تضمین قرارداد ساخت نوسازی اسپلناد و توسعه املاک تجاری و آپارتمان‌های مختلط در ایستگاه پنسیلوانیا (نیوآرک) که توسط بلک جک ماسارونه توسعه یافته بود کمک کرد. زلمن دوست کشیش هرمن جیمز جونیور بود و با معرفی موریس تیفن، دوستش از دوران تحصیل در دانشگاه میشیگان، به تونی در راه‌اندازی کلاهبرداری HUD کمک کرد. نفوذ او بعداً باعث شد ای.جی. پس از تلاش ناموفقش برای کشتن عموی بزرگش جونیور در کلینیک توانبخشی وایکوف در وایکوف نیوجرسی، بدون اتهام از بازداشت پلیس آزاد شود.

### خانواده تبهکار لوپرتازی
- پتی داربنویل در نقش لورین کالوزو: او یکی از همکاران خانواده جنایی لوپرتازی است که با عنوان "بانکدار زن غیرقانونی" (The Lady Shylock) شناخته می‌شود. در جریان درگیری‌های داخلی پس از مرگ رئیس خانواده، کارماین لوپرتازی در سال ۲۰۰۴، لورین سهم خود را به کارماین کوچک (پسر کارماین) می‌پرداخت که گفته می‌شد معشوقه و همچنین پسرخاله دوم او نیز هست.   فیل لیوتاردو در یک درگیری به او حمله کرد و حتی به سمتش شلیک نمود (لورین با استفاده از دفتر تلفن جلوی گلوله را گرفت)، و به او هشدار داد که از دخالت در امور کارماین کوچک دست بردارد. لورین از طریق آنجلو گارپه درخواست یک جلسه با تونی سوپرانو کرد تا از او بخواهد در درگیری‌های داخلی خانواده لوپرتازی میانجی‌گری کند.  در این جلسه، کریستوفر پیشنهاد می‌کند که جان ساکریمونی سهمی از کسب‌وکارهای شبانه کارماین کوچک در ساوت بیچ میامی را بخواهد و اجازه دهد لورین تحت نظر گروه خودش باقی بماند. اما جان این پیشنهاد را رد می‌کند و می‌گوید اگر به دنبال کسب‌وکارهای کارماین کوچک بود، خودش به میامی می‌رفت. تونی پیشنهاد می‌کند که جان ساکریمونی، آنجلو گارپه و کارماین کوچک به صورت سه‌نفره خانواده را اداره کنند تا صلح برقرار بماند، چرا که کارماین بزرگ جانشینی تعیین نکرده بود. در نهایت، لورین و معشوقه‌اش در خانه‌اش توسط فیل لیوتاردو، برادرش ویلیام "بیلی" لیوتاردو و همدستشان جوزف "جویی پپس" پپارلی به قتل می‌رسند.
- مایکل دینگریس در نقش چارلز "چاکی" چینلی: او مالک شرکت خدمات بهداشتی چینلی است - که در واقع پوششی برای فعالیت‌های خانوادۀ جنایی لوپرتازی در جامائیکا، کویینز محسوب می‌شود و جان ساکریمونی در آنجا کار می‌کند. او درگیر اختلافی با جیسون بارون بر سر شرکت خدمات بهداشتی بارون در نیوآرک، نیوجرسی شد که پس از مرگ دیک بارون در سال ۲۰۰۶، با خرید و ادغام این شرکت پایان یافت. هنگام بررسی لیست حقوق و دستمزد، چاکی متوجه اختلاف‌هایی در پرداخت‌های مشاورانی مانند تونی سوپرانو، پاولی گوالتیری و جانی سک می‌شود، اما یکی از کارکنان آگاه به او توصیه می‌کند که به کار خودش برسد. چینلی (طبق دستور جان ساکریمونی) موافقت می‌کند که:  - تونی سوپرانو را تا سال ۲۰۰۹ (و بعداً تا ۲۰۱۵ تمدید می‌شود) به عنوان مشاور خدمات بهداشتی استخدام نگه دارد.  - بیمۀ درمانی و فرم W-2 او را حفظ کند.  - ۵٪ (که بعداً به ۱۲٪ افزایش می‌یابد) از قیمت فروش شرکت بارون را به او پرداخت کند.  در عوض، تونی باید از سهم خود از برداشت‌های غیرقانونی (۲۰۰۰ دلار در ماه) صرف‌نظر کند و چینلی یک خودروی جدید نیز به او اجاره می‌دهد. در جریان این اختلافات، یکی از کارکنان شرکت بارون توسط کارگران وابسته به مافیای چینلی به شدت کتک می‌خورد. جالب اینجاست که جان ساکریمونی حتی پس از زندانی شدن، همچنان در لیست حقوق شرکت چینلی به عنوان مشاور خدمات بهداشتی حضور دارد. جیسون سعی می‌کند چارلز را متقاعد کند که در فروش شرکت بارون به تونی سوپرانو و پاولی گوالتیری غرامت پرداخت کند، اما چاکی به شدت مخالف است و به جیسون می‌گوید این هزینه باید از سهم او کسر شود. جیسون در نهایت به چاکی می‌گوید که می‌خواهد قرارداد را بازتعریف کند و فروش را به خریداران بالقوه دیگر نیز باز کند.
- آرمن گارو در نقش سالواتوره "کوکو" کوگلیانو: او یک سرباز در خانواده جنایی لوپرتازی است. در حالی که پس از نوشیدن سامبوکا با آلبی چانفلون مست بود، در حالی که میدو سوپرانو در یک قرار شام با پاتریک پاریسی (پسر پتسی پاریسی) در لیتل ایتالیای منهتن بود، با الفاظ زننده و پرخاشگرانهای به او توهین کرد. پس از این اتفاق، میدو موضوع را به تونی میگوید، اما او آن را به حساب مستی در ملاء عام میگذارد. با این حال، تونی سوپرانو بعداً کوکو را در رستورانش به شدت با دسته اسلحه کتک زده و دندانهایش را در حضور بوچ دکونچینی خرد میکند. این اقدام باعث میشود فیل لیوتاردو یک سایت ساخت مجتمع خرید در هکنزاک، نیوجرسی را با اعتصاب لولهکشهای اتحادیه متوقف کند - جایی که کارماین لوپرتازی جونیور قرارداد داربست آن را بر عهده داشت. کارماین جونیور در دفاع از حمله به کوکو میگوید که او فقط محتاطانه عمل کرده است. او سپس جلسهای میان بوچ دکونچینی و فیل ترتیب میدهد و به عنوان پیشکش صلح، یک پالت دریل ماکیتا به فیل پیشنهاد میکند. فیل در این مذاکرات به حمله به سالواتور، ناپدید شدن اجباری و قتل دومینیک گامیِلو در قسمت "سنگهای سرد" و قتل برادرش بیلی لیوتاردو در قسمت "پارکینگ بلندمدت" اشاره میکند و اینها را دلیلی برای لزوم قتل تمام مدیریت ارشد خانواده جنایی دیمیو میداند. بوچی میگوید که "کوکو" آدم خوبی است که نشان میدهد او در خانواده لوپرتازی جایگاه مناسبی دارد، اما تونی اشاره میکند که احتمالاً او یک الکلی مرزی است. نام این شخصیت ممکن است از اِتوره ("ادی") کوکو، معاون سابق خانواده جنایی لوچِزه که تحت نظر کارماین ترامونتی خدمت میکرد، الهام گرفته شده باشد.
- دومینیک چیانِسی جونیور در نقش دومینیک: او یکی از اعضای خانواده جنایی لوپرتازی است. دومینیک به عنوان یکی از نیروهای وفادار به خانواده لوپرتازی فعالیت می‌کند و در برخی از عملیات‌های این سازمان جنایی حضور دارد. اگرچه جزئیات زیادی درباره نقش و موقعیت دقیق او در سلسله مراتب مافیا فاش نشده، اما حضور او نشان‌دهنده گستردگی شبکه تحت کنترل خانواده لوپرتازی در نیویورک است. این شخصیت توسط دومینیک چیانِسی جونیور بازی شده است که فرزند دومینیک چیانِسی (بازیگر نقش کورادو "جونیور" سوپرانو در همان سریال) می‌باشد. انتخاب او برای این نقش کوچک، نوعی ارتباط جالب بین دنیای واقعی و داستانی سریال ایجاد می‌کند. در داستان، دومینیک معمولاً در صحنه‌های گروهی و جمع‌های مافیایی دیده می‌شود که نشان‌دهنده حضور مستمر او در فعالیت‌های روزمره سازمان است. او یکی از چهره‌های کم‌حاشیه اما دائمی در پس‌زمینه قدرت‌گیری‌ها و درگیری‌های درونی خانواده لوپرتازی محسوب می‌شود.
- فرانک فورتوناتو در نقش جیسون اوانینا: او شریک لورین کالوزو در فعالیت‌های مافیایی بود. در جریان جنگ‌های داخلی پس از مرگ رئیس خانواده، کارماین لوپرتازی، لورین همچنان به پرداخت سهم خود به کارماین کوچک (پسر کارماین) ادامه می‌داد.  وقتی لورین از دستورات فیل لیوتاردو سرپیچی کرد، فیل به همراه بیلی لیوتاردو (برادرش) و جو پپس به سراغ آنها آمدند. جیسون در جریان این درگیری خارج از صحنه کشته می‌شود. وقتی لورین سعی می‌کند فرار کند، بیلی او را در فاصله‌ای نه‌چندان دور از جسد جیسون به قتل می‌رساند.
- تونی کوچی در نقش دومینیک "فات دوم" گامیِلو: او یکی از اعضای رسمی خانواده جنایی لوپرتازی تحت فرمان فیل لیوتاردو بود. گامیِلو به همراه جری تورچیانو، ویتو را به دلیل همجنسگراییاش در یک هتل در فورت لی، نیوجرسی به قتل رساندند - در حالی که لیوتاردو نظارهگر صحنه بود. او به فیل لیوتاردو گفت که ویتو "ننگی برای جهان جنایت سازمانیافته" محسوب میشد. فات دوم یک بازی پُرخطر ورق در کانارسی، بروکلین اداره میکرد. بعدها، او به قصابی ساتریال رفت تا پولی را به سیلویو دانته و کارلو جرواسی تحویل دهد. اگرچه در ابتدا با رفتارهای کنایهآمیز به ویتو توهین کرد و به طور زنندهای به همجنسگرا بودن جرواسی اشاره نمود، سیلویو با کوبیدن جاروبرقی به پشت سرش، او را ساکت کرد. سیلویو به کارلو گفت فقط "بزنش"، اما کارلو با چاقوی قصابی بارها و بارها دومینیک را در شکمش زد و کشت. قتل فات دوم تونی سوپرانو را خشمگین کرد. سیلویو و کارلو قصابی را تعطیل کردند تا جسد را مخفی کنند. آنها ابتدا قصد داشتند جسد را تکهتکه کنند، اما در نهایت تصمیم گرفتند آن را در یک سایت ساختمانی دفن و ماشینش را در جاده Route 1 نیوجرسی رها کنند. سر بریده دومینیک (که کارلو آن را در فریزر خانه اش در جرسی شور نگه داشته بود) در ابتدای قسمت بعدی در یک آبگذر در کنتیکت Route 3 انداخته شد.
- جو سانتوس در نقش آنجلو گارپه: او به مدت ۳۰ سال (از ۱۹۵۶ تا ۱۹۸۶) به عنوان مشاور (کونسیلیِری) برای کارماین لوپرتازی فعالیت می‌کرد، قبل از اینکه در زندان فدرال لیونورث زندانی شود و ۱۸ سال را در آنجا بگذراند. پس از مرگ کارماین، درگیری‌های داخلی بین اعضای خانواده جنایی لوپرتازی آغاز شد. آنجلو طرف کارماین کوچک (پسر کارماین) را گرفت و همراه با کاپو راستی میلیو از او حمایت کرد. در جریان این درگیری‌ها، آنجلو از دوست قدیمی خود، تونی بلوندتو، خواست تا جوزف "جویی پپس" پپارلی - یکی از همدستان جانی سَک و عضو گروه فیل لیوتاردو - را به قتل برساند. پس از این اتفاق، فیل و برادرش، بیلی لیوتاردو، آنجلو را به قتل رساندند.    تأثیرات اصلی قتل آنجلو:    ۱. باعث شد کارماین کوچک از رقابت کنار بکشد و جانی سَک به عنوان جانشین بلامنازع کارماین بزرگ انتخاب شود.    ۲. تونی بلوندتو را تحریک کرد تا به دنبال انتقام از برادران لیوتاردو برود - او بیلی لیوتاردو را به ضرب گلوله کشت و فیل را زخمی کرد.    ۳. این اقدام تقریباً منجر به جنگ بین گروه‌های نیویورک و نیوجرسی شد و خشم ناشی از این درگیری تا پایان سریال باقی ماند.
- لو مارتینی جونیور در نقش آنتونی اینفانته: او برادر جینی ساکریمونی و شوهرخواهر جانی سَک است. اینفانته به صورت رسمی یک بینایی‌سنج (اپتومتریست) است، اما به عنوان یک کانال ارتباطی غیررسمی و البته بی‌میل بین تونی سوپرانو و جانی سَک عمل می‌کند، مخصوصاً زمانی که جانی در بازداشت فدرال به سر می‌برد.
- گرگ دآگوستینو در نقش جیمی لوریا:    او یکی از همکاران گروه لیوتاردو در منهتن لیتل ایتالی است. جیمی در کتک زدن الی (داماد هَش) در میل بیسین، بروکلین به همراه جری تورچیانو مشارکت داشت. فیل لیوتاردو تصور می‌کرد الی یک قرض‌دهنده مستقل است که بدون پرداخت سهم به جری، اقدام به وام‌دهی می‌کند.    پیامدهای این درگیری:    - جیمی در جلسه‌ای با حضور تونی سوپرانو، هَش، فیل لیوتاردو و جری تورچیانو شرکت کرد تا غرامت آسیب‌های وارده به الی (که در حین فرار از جیمی و جری دچار تصادف و ضرب‌وشتم شده بود) را جبران کنند.    - آنها موافقت کردند مبلغ ۵۰٬۰۰۰ دلار به عنوان غرامت درد و رنج بپردازند.
- کریس کالدوینو در نقش ویلیام "بیلی" لیوتاردو:    او یک سرباز در گروه فیل لیوتاردو در لیتل ایتالیِ منهتن و برادر کوچک‌تر فیل بود. بیلی به همراه دوستش جو پپس، لورین کالوزو و جیسون اوانینا را به قتل رساند.    نقش کلیدی در جنگ قدرت:    پس از مرگ کارماین لوپرتازی، جنگ داخلی بین:    ۱. جانی سَک (معاون کارماین)    ۲. "کارماین کوچک" لوپرتازی (پسر کارماین و میامی)    آغاز شد. بیلی پس از قتل جو پپس، در انتقام‌جویی‌ها شرکت کرد و در ترور آنجلو گارپه (در قسمت "The Test Dream") نقش داشت.    مرگ نمادین و پیامدها:    - تونی بلوندتو در قسمت "All Due Respect" به انتقام مرگ آنجلو، بیلی را کشت و فیل را زخمی کرد.    - مرگ بیلی ضربه روحی عمیقی به فیل وارد کرد و کینه او را تا پایان سریال شعله‌ور نگه داشت.    - خاکستر بیلی در کوزه‌ای در پشت بار کلاب اجتماعی فیل در لیتل ایتالی نگهداری می‌شد.
- جو ماروزو در نقش جوزف "جویی پپس" پپارلی    او یکی از همکاران گروه فیل لیوتاردو و دستیار ویژه جانی سک بود    حضور در جلسات مهم    معمولاً در مذاکرات سطح بالای مافیایی همراه جانی سک حضور می‌یافت    مأموریت در فلوریدا    با یک قاتل حرفه‌ای به نام "جری از فورت لادردیل" ارتباط داشت    ابتدا مأمور شد رالف را در دلری بیچ فلوریدا به قتل برساند    بعداً با پرداخت نیمی از دستمزد، قرارداد را لغو کرد    قتل لورین کالوزو    در جنگ داخلی خانواده لوپرتازی شرکت کرد    به همراه بیلی لیوتاردو، لورین کالوزو و جیسون اوانینا را کشت    چون سهم خود را به کارماین کوچک می‌دادند نه به جانی سک    ترور توسط بلوندتو    تونی بلوندتو مأمور قتل او شد    هنگام خروج از یک فاحشه‌خانه در منهتن ترور شد    در ماشین لینکلن تاون کارش به همراه یک فاحشه کشته شد    سنگ قبر عجیب    در مراسم تشییع، سنگ قبرش نام "پپس" را داشت    تونی سوپرانو از این بی‌احترامی شوکه شد    چون باید نام کامل "پپارلی" نوشته می‌شد    ویژگی‌های شخصیت    - رابط بین رده‌های مختلف مافیا    - مجری دستورات خشونت‌آمیز    - قربانی جنگ‌های قدرت رهبران    - مرگش چرخه خشونت را تشدید کرد
- وینی ولا در نقش جیمز "جیمی" پتریل:    او دوست جانی سَک از بروکلین بود که پس از به قدرت رسیدن جانی به عنوان کونسیلیری (مشاور ارشد) خانواده منصوب شد. وقتی بیلی لیوتاردو توسط تونی بلوندتو به ضرب گلوله کشته شد، جیمی کسی بود که به تونی سوپرانو تلفن زد و این خبر را به او داد.    بعدها، او در یکی از گفتگوهای بین تونی و فیل درباره وضعیت تونی بلوندتو شرکت کرد و به فیل گفت که وقتی شراب می‌خورد احساساتی می‌شود. همچنین او کسی بود که از یک فروشگاه در لیتل ایتالی منهتن با زبان رمزی به تونی سوپرانو اطلاع داد که جان ساکریمونی در یک کودتای بدون خونریزی قدرت را از کارماین لوپرتازی جونیور گرفته است.    با این حال، در قسمت "All Due Respect" فاش می‌شود که پتریل مدتی به عنوان شاهد همکار با اف بی آی همکاری کرده و اطلاعاتی درباره سرقت کامیون‌های حمل‌ونقل و قاچاق مواد مخدر ارائه داده بود که به فعالیت‌های جنایی ساکریمونی در سال ۱۹۸۱ مربوط می‌شد. این اطلاعات نقش کلیدی در دستگیری جانی توسط دادستان بروکلین و اف بی آی داشت.
- نیک آنونزیتا در نقش ادی پیترو:    او یک سرباز در گروه میلیو و دست راست او بود. ادی هنگام بیرون آمدن از محوطه پارکینگ خانه راستی، به همراه او توسط ایتالو و سالواتور مورد اصابت چندین گلوله به سر قرار گرفت و کشته شد.
- دنیل پی. کونته در نقش فاوستینو "داک" سانتورو:    او یکی از اعضای سالخورده و سنتی (از نوع موسوم به "Mustache Pete") در خانواده جنایی لوپرتازی بود. قتل جری تورچیانو:    - سانتورو دستور ترور جری تورچیانو (جانشین مورد انتظار فیل لیوتاردو) را صادر کرد    - تورچیانو به طرز بی‌پروایی هنگام صرف شام با سیلویو دانته به قتل رسید    انتقام فیل لیوتاردو:    - فیل برای جبران تحقیرهای طولانی‌مدت خود، داک و محافظش را در بیرون یک سالن ماساژ و فاحشه‌خانه در چاینا‌تاون منهتن به قتل رساند    - یکی از تیراندازها، چشم راست سانتورو را هدف قرار داد    - بوچ دکونچینی یکی از راننده‌های فراری بود    واکنش گروه سوپرانو:    - تونی سوپرانو و گروهش از طریق پخش اخبار تلویزیونی در کلوپ بادا بینگ از قتل سانتورو مطلع شدند
- جان بیانکو در نقش جرالدو "جری د هیردو" تورچیانو:  او تحت حمایت فیل لیوتاردو بود. تورچیانو و جیمی لوریا درگیر مشاجره ای با هش رابکین و دامادش الی بر سر جمع آوری پول های اخاذی در قلمرو گروهشان در میل بیسین بروکلین شدند. مردان تورچیانو آنها را از ماشینشان بیرون کشیدند، الی را کتک زدند و به هش مشت زدند. وقتی الی فرار می کرد، در یک تصادف فرار از محل با تاکسی برخورد کرد و در بیمارستان بستری شد.  بعدها، تورچیانو از تونی عذرخواهی کرد و ادعا کرد فکر می کرده الی یک غیرنظامی است. او ۵۰٬۰۰۰ دلار به عنوان غرامت به الی پرداخت کرد. در سال ۲۰۰۶ به طور رسمی به مقام کاپیتانی (سروان) رسید.  دومینیک "فات دوم" گامیِلو و تورچیانو، ویتو اسپاتافوره را در اتاق موتورش به قتل رساندند در حالی که لیوتاردو نظاره گر بود. وقتی سانتورو جای ساکریمونی را گرفت، جری به سیلویو دانته گفت که تعجب می کند چرا فیل لیوتاردو انگیزه خود را برای رهبری خانواده لوپرتازی از دست داده به نظر می رسد.  در ۱۵ آوریل ۲۰۰۷، جری در یک رستوران در بروکلین نیویورک در حالی که با سیلویو دانته (مشاور خانواده سوپرانو) که به عنوان انحراف توجه استفاده شده بود و همراهانشان شام می خوردند، توسط یک قاتل (به دستور فاوستینو "داک" سانتورو) به قتل رسید. جان ساکریمونی در بیمارستان زندان از طریق یک مسئول از مرگ جری مطلع شد.
- جان "چا-چا" سیارچیا در نقش آلبرت "آلبی" چیانفلون:    او به عنوان کونسیلیری (مشاور ارشد) فیل لیوتاردو شناخته می‌شد. آلبی سابقاً یک سرباز در گروه لیوتاردو بود و از دهه ۱۹۸۰ برای فیل کار می‌کرد.    ارتقاء موقعیت:    - پس از دستگیری و محاکمه جانی سَک، فیل به عنوان رئیس موقت خانواده منصوب شد    - آلبی به سمت کونسیلیهری جدید برگزیده شد    نقش کلیدی در مذاکرات:    - در مناقشه شرکت خدمات بهداشتی بارون میان خانواده‌های جنایی سوپرانو و لوپرتازی میانجی‌گری کرد    - به همراه بوچ دکونچینی (معاون جدید فیل)، یکی از مطمئن‌ترین مشاوران فیل بود    تغییر موضع در جنگ:    - ابتدا با طرح فیل برای قتل تمام رهبران خانواده سوپرانو مخالفت کرد و آن را غیرممکن خواند    - اما نهایتاً با تصمیم فیل موافقت نمود    - به همراه بوچ، نقشه ترور تونی سوپرانو، سیلویو دانته و بابی باکالیِری را طراحی کرد    پایان جنگ:    - در قسمت پایانی "ساخته شده در آمریکا"، آلبی در نیویورک با تونی، پاولی گوآلتیِری، کارماین کوچک، بوچ دکونچینی و جورج پالیِری ملاقات کرد    - در این جلسه خانواده لوپرتازی به پایان جنگ با سوپرانوها رضایت دادند

### ماموران اف‌بی‌آی
- مایکل کلی در نقش ران گودارد: او در سال ۲۰۰۶ همکار جدید اِیجِنْت هریس در گروه ویژه مبارزه با تروریسم است و پیش از این در اسلام‌آباد پاکستان مأمور بوده است. او به همراه هریس به خانه تونی مراجعه می‌کند و از او می‌خواهد که در صورت برخورد با هرگونه اطلاعات مرتبط با تروریسم در حین کار خود و از طریق ارتباطاتش در بندر نیویورک و نیوجرسی، آنها را مطلع کند.
- فرانک پاندو در نقش فرانک گراسو: او یک مامور اف بی آی است که در واحد مبارزه با جرایم سازمانیافته اف بی آی نیوآرک خدمت میکرد و دفترش در ۱۱ سنتر پلیس، نیوآرک، نیوجرسی قرار داشت. او مسئول رسیدگی به پرونده ریموند کورتو، یکی از کاپوهای مافیا و خبرچین بود و قصد داشت از او به عنوان شاهد همکار در پروندههایی علیه تونی سوپرانو و رالف چیفارتو و دیگران استفاده کند. در خلال یک حمله به خانه سوپرانو در نورث کالدول، نیوجرسی، گراسو یک کاسه را از یخچال آشپزخانه شکست. بلافاصله پس از این اتفاق، بین او و تونی کینه ایجاد شد وقتی تونی با اشاره به نام خانوادگی او (گراسو) به زبان ایتالیایی بهش توهین کرد. این شخصیت ادای احترامی است به دتکتیو سانی گراسو، کارآگاه معروف نیویورکی که در افشای پرونده French Connection نقش داشت. تونی در جایی میگوید که اگر نام خانوادگی گراسو نبود، او را مجبور میکردند در اداره جارو بکشد! و حتی اشاره میکند که احتمالاً سایر ماموران اف بی آی هر روز قبل از ترک کار، او را بازرسی میکنند. تونی معتقد است گراسو برای ارتقای شغلی، «همنژادهای خودش» (ایتالیایی-آمریکاییها) را دستگیر میکند.
- کارن یانگ در نقش رابین سانسِوِرینو: او یک مامور اف‌بی‌آی است که پس از آنکه آدریانا لا چروا از مامور چیچِرون شدیداً دلخور شد، مسئول پرونده او شد. او همچنین درست قبل از مرگ طبیعی‌اش، مسئول پرونده ریموند کورتو (یکی از کاپوهای مافیا) بود. آدریانا بیماری کولیت اولسراتیو خود را به فشارهای سانسِوِرینو و اف‌بی‌آی برای همکاری به عنوان شاهد کلیدی نسبت می‌دهد. سانسِوِرینو به آدریانا اشاره می‌کند که ریچی آپریل و پوسی بونپنسیِرو مرده‌اند و تحت برنامه حفاظت از شاهدان نیستند، برخلاف ادعای تونی سوپرانو و دیگران.
- لولا گلاودینی در نقش دِبورا چیچِرونه-والدراپ: او یک مأمور ویژه اف بی آی است که با هویت جعلی به نام «دنیل چیچوللا از ویهپانی، نیوجرسی» تحت پوشش رفت تا با آدریانا دوست شود و اطلاعاتی درباره رابطه کریستوفر مولتیسانتی با تونی سوپرانو جمع‌آوری کند. او با مایک والدراپ، مأمور ویژه اف‌بی‌آی، ازدواج کرده و با او صاحب فرزند است. دبورا خود را به عنوان یک زن ثروتمند جا می‌زند و در یک فروشگاه لباس در نیوتلی، نیوجرسی با آدریانا ارتباط برقرار می‌کند. اما نقش او به عنوان مأمور مخفی پس از چهار ماه و نیم پایان می‌یابد، زمانی که آدریانا می‌بیند کریستوفر سعی در فریب او دارد و به همین دلیل دوستی‌شان را قطع می‌کند. با این حال، دبورا موفق می‌شود مصرف مواد مخدر در کلوپ آدریانا را کشف کند، موضوعی که اف بی آی بعدها برای تحت فشار گذاشتن آدریانا و تبدیل کردنش به یک خبرچین از آن استفاده می‌کند. پس از کنار گذاشتن هویت «دنیل»، دبورا بار دیگر در یک نانوایی در شرکت شهرستانی ایست هانوور، نیوجرسی با آدریانا روبرو می‌شود. وقتی تونی بعدها از آدریانا درباره دوستش «دنیل» می‌پرسد، آدریانا با حالتی نامطمئن به او می‌گوید که او غرق شده و به همین دلیل ناپدید شده است. در قسمت «پارکینگ بلندمدت»، آدریانا پس از اعتراف به همکاری خود با اف‌بی‌آی، حقیقت هویت واقعی «دنیل» را برای کریستوفر فاش می‌کند. جالب اینجاست که در اولین حضور دبورا چیچِرونه در قسمت «ارتش یک‌نفره»، ابتدا قرار بود فیروزا بالک این نقش را بازی کند، اما بعداً بازیگر عوض شد و صحنه‌ها با لولا گلاودینی بازسازی شد.

### دوستان و خانواده
- کیمبرلی و بریانا لافلین ، آوری الین و امیلی روث پالچر در نقش دومنیکا «نیکا» باکالیری: او دختر جنیس و بابی باکالیری است.

- باربارا آندرس و ری آلن در نقش کوئینتینا پولیو بلوندتو: او خواهر کوچکتر لیویا است و با آل بلوندتو، یک بیوه و مادر تونی بلوندتو ، ازدواج کرده بود.

- متیو دل نگرو در نقش برایان کاماراتا: او پسرعموی کارملا و مشاور مالی است.

- نیکول بوردت و دانیل دی وکیو در نقش باربارا سوپرانو جیلیونه: او کوچکترین فرزند جانی و لیویا سوپرانو و خواهر تونی و جنیس است.

- اد واسالو در نقش توماس جیگلیونه پدر: او شوهر باربارا و برادرزن تونی و جنیس است.

- هارپو "هال" شخصیتی نادیده است: او پسر جدا شده ی جنیس سوپرانو است که ایتالیایی-آمریکایی و فرانسوی-کانادایی است و به زبان کبکی صحبت می کند. او در سیاتل، واشنگتن به دنیا آمد. جانیس گفت که نام او از آهنگ "هارپو بلوز" اثر فیبی اسنو گرفته شده است. پدرش، یوجین، یک فرانسوی-کانادایی اهل کبک بود که او را به مونترال برد و جانیس می گوید که سعی کرد از وزارت امور خارجه درخواست کند تا او را به او بازگردانند. هارپو مادرش جانیس را زیاد نمی دید. جانیس سعی کرد او را به مدرسه نظامی در نیوبرانزویک، نیوجرسی بفرستد، همان مدرسه ای که تونی سعی داشت ای جی را به آنجا بفرستد، اما تونی می گوید که "جانیس برای او خیلی دیر کرده بود." جانیس هرگز به بابی سوم یا سوفیا باکالیری درباره برادر ناتنی شان نگفته بود تا اینکه تونی در یک شام خانوادگی این موضوع را مطرح کرد.  در قسمت "پروشای، لیوشکا"، جانیس ذکر می کند که هارپو بی خانمان شده است وقتی تونی پیشنهاد می کند او را برای مراسم تشییع جنازه لیویا بیاورند. در فصل ۵، او می گوید که یک بار هارپو را به بابی گفته بود، اما موضوع او دیگر هرگز در خانواده مطرح نشد. او به تونی می گوید که هارپو اکنون به جای "هارپو" از نام "هال" استفاده می کند.

- نانسی کاسارو (یک قسمت، ۲۰۰۰) و ماریان لئون کوپر (۲۰۰۲-۲۰۰۷) در نقش جوآن بلوندتو مولتیسانتی: او بیوه ریچارد "دیکی" مولتیسانتی و مادر کریستوفر مولتیسانتی است.

- دیوید استراتایرن در نقش رابرت وگلر: او مشاور راهنمای ای‌جی است که در زمان جدایی کارملا سوپرانو از همسرش تونی ، با کارملا رابطه جنسی داشت. کارملا در مورد اختلال کم‌توجهی-بیش‌فعالی ای‌جی با رابرت صحبت کرد. وگلر بعداً پس از اینکه احساس می‌کند کارملا با وادار کردن معلم انگلیسی‌اش به دادن نمره بالاتر به او، او را مورد سوءاستفاده جنسی قرار داده تا آینده تحصیلی ای‌جی را بهبود بخشد، رابطه‌اش را با او قطع می‌کند.

- ترک پیپکین در نقش آرون آرکاوی: خواننده، ترانه‌سرا و نوازنده کیبورد ، دوست پسر جنیس سوپرانو در سال ۲۰۰۱ است. آرون یک مسیحی انجیلی معتقد بود.

- آنجلو ماساگلی در نقش رابرت «بابی» باکالیری سوم: او پسر بابی باکالا و کارن باکالیری و برادر سوفیا باکالیری است.

- لکسی اسپردوتو (۲۰۰۲) و میریام کاپرسمیت (۲۰۰۴–۲۰۰۷) در نقش سوفیا باکالیری: او دختر بابی و کارن باکالیری، خواهر بابی باکالیری سوم است.

- دنیس آلویا (جاستین) و کوین آلویا (جیسون) در نقش جیسون و جاستین بلوندتو: آنها پسران دوقلوی همسان تونی بلوندتو هستند که تونی از نانسی داشته است.

- دین کرلی در نقش جاستین سیفارتو:   پسر رالف سیفارتو است. او در حین بازی با یک دوست، با تیر و کمان مجروح شد (به طور تصادفی با تیر سوراخ شد). رالف از این آسیب جدی پسرش بسیار ناراحت و پریشان شد.    پیامدهای این حادثه:    - اشاره‌ای وجود دارد که رالف برای دریافت پول بیمه جهت پرداخت هزینه‌های بیمارستان پسرش، طویله‌ای که اسب مسابقه‌ی ارزشمندش "پای-او-مای" (مشترک با تونی) در آن بود را به آتش کشید - هرچند رالف هنگام مواجهه با تونی این موضوع را انکار کرد    - جاستین قبل از قتل و ناپدید شدن پدرش، به طور کامل از بیمارستان مرخص نشد    - تونی پس از آتش‌سوزی طویله به ملاقات رالف رفت و رالف ذکر کرد که فقط گفتار جاستین تحت تأثیر قرار گرفته و او باید دوباره صحبت کردن را یاد بگیرد

- جوزف پرینو در نقش جیسون گراسی:   پسر کارلو گراسی، یکی از کاپوهای خانواده سوپرانو است. او عضو یک انجمن دانشجویی است و در نیمه دوم فصل ۶ در یک حلقه شرط‌بندی ورزشی در دانشگاه راتگرز شرکت می‌کند - همراه با پسر کوچک پتسی پاریسی که او هم جیسون نام دارد.    در قسمت پایانی سریال، جیسون گراسی به دلیل فروش اکستازی دستگیر می‌شود. این اتفاق باعث می‌شود پدرش (کارلو) برای نجات پسرش، علیه تونی سوپرانو اقدام کند و با اف‌بی‌آی همکاری نماید.

- فرانسیس انسمپلار در نقش ماریا نوچیا "نوچی" گوالتیری:   مادر سالخورده و بسیار مضطرب پائولی گوالتیری که همیشه از پسرش محافظت می‌کرد. او دو خواهر به نام‌های دوروتی (داتی) و مری داشت.    زندگی در خانه سالمندان:    - پائولی او را به خانه سالمندان گرین گروو در ورونا، نیوجرسی فرستاد    - برخلاف مادر تونی، نوچی از این اقدام پسرش قدردانی می‌کرد    - دوستان قدیمی او، کوکی چیریو و مین ماترون، با او رفتار مناسبی نداشتند و سعی می‌کردند او را از فعالیت‌های اجتماعی حذف کنند    انتقام پائولی:    - پائولی برای دفاع از آبروی مادرش، بنی و پائولی کوچک (نوه‌اش) را فرستاد تا پسر کوکی را کتک بزنند    - پس از این ماجرا، آن‌ها مجبور شدند نوچی را در فعالیت‌هایشان شرکت دهند    - پائولی بعداً مین ماترون را به خاطر پولش به قتل رساند    راز خانوادگی:    - عمه داتی (خواهر نوچی و یک راهبه) در بستر مرگ به پائولی گفت که مادر واقعی اوست و نوچی او را به فرزندی گرفته تا از رسوایی جلوگیری کند    - پائولی پس از شنیدن این موضوع، تمام ارتباطش را با هر دوی آن‌ها قطع کرد و حتی در مراسم تشییع داتی شرکت نکرد    آشتی و مرگ:    - پائولی بعداً به دیدن نوچی در گرین گروو رفت (که حالا هزینه‌هایش را پسر واقعی نوچی پرداخت می‌کرد) و آن‌ها به صورت سکوت‌آمیز آشتی کردند    - نوچی در حال بازگشت از تماشای نمایش "جرسی بویز" در یک اتوبوس، بر اثر سکته مغزی درگذشت    - مراسم تشییع او با استقبال کمی روبرو شد، چون بیشتر افراد در مراسم کریستوفر مولتیسانتی شرکت کرده بودند    - این موضوع پائولی را عصبانی کرد، چون احساس می‌کرد کریستوفر هم در زندگی و هم در مرگ باعث شده تحت الشعاع قرار بگیرد

- میشل سانتوپیترو در نقش جوجو پالمیس: او با مایکی پالمیس ازدواج کرده است.

- آنا مانچینی (و دونا پسکو در قسمت «ساخت آمریکا») در نقش دونا پاریسی: او با پاسکواله «پتسی» پاریسی، سرباز قدیمی سوپرانو، ازدواج کرده و خواهرشوهر فیلیپ پاریسی است.

- مایکل درایر در نقش جیسون پاریسی:   پسر کوچکتر دونا و پتسی پاریسی و برادرزده فیلیپ "فیلی اسپونز" پاریسی است.    فعالیت‌های غیرقانونی:    - در نیمه دوم فصل ۶ مشاهده می‌شود که در یک شبکه شرط‌بندی حرفه‌ای ورزشی فعالیت دارد    - همراه با جیسون گراسی (پسر کارلو گراسی) از یک کافی‌شاپ دانشگاهی در راتگرز اخاذی می‌کند    دستگیری:    - در قسمت پایانی سریال ("Made in America") ذکر می‌شود که جیسون به دلیل فروش اکستازی دستگیر شده است

- سوزان دیدونا در نقش دینا پونته‌کورو:   همسر یوجین پونته‌کورو است که مصرانه خواهان نقل مکان به فلوریدا بود. وقتی تونی سوپرانو با این درخواست موافقت نکرد، یوجین دست به خودکشی زد.

- الیزابت براکو در نقش ماری اسپاتافوره:   همسر ویتو اسپاتافوره و مادر دو فرزندشان به نام‌های ویتو جونیور و فرانچسکا است که در بلویل، نیوجرسی زندگی می‌کنند.    وفاداری به همسر:    - ماری علیرغم افشای همجنس‌گرایی همسرش، به او وفادار ماند    - پس از قتل ویتو، ماری که حالا بیوه شده بود، با ناراحتی به فیل لیوتاردو اصرار کرد که ویتو پدر خوب و مرد شریفی بود    مشکلات ویتو جونیور:    - پس از قتل پدرش، ویتو جونیور روزبه‌روز منزوی و پرخاشگرتر شد    - او به سبک گوتیک لباس می‌پوشید و با دوستانی از این گروه معاشرت می‌کرد    - تونی سوپرانو و فیل لیوتاردو سعی کردند با صحبت کردن او را اصلاح کنند، اما موفق نشدند    اقدام نهایی:    - ماری به پیشنهاد تونی، پسرش را به یک اردوی نظامی اصلاحی برای نوجوانان بزهکار در شهرستان بویزی، آیداهو فرستاد

- پائولینا گرزون در نقش فرانچسکا اسپاتافور: او دختر ویتو اسپاتافور و ماری اسپاتافور و خواهر کوچکتر ویتو اسپاتافور جونیور است.

- فرانک بورلی و برندان هانان در نقش ویتو اسپاتافوره جونیور:   پسر ویتو اسپاتافوره و ماری اسپاتافوره، و برادر بزرگتر فرانچسکا اسپاتافوره است. پس از قتل پدرش به دلیل همجنس‌گرایی، ویتو جونیور روزبه‌روز منزوی و خشن‌تر شد و شروع به پوشیدن لباس‌های گوتیک و معاشرت با دوستانی از این گروه کرد.    واکنش خانواده مافیا:    - تونی سوپرانو و فیل لیوتاردو با او جلسه گذاشتند تا رفتارش را اصلاح کنند    - اما ویتو جونیور به رفتارهای ناهنجار خود ادامه داد    سرنوشت نهایی:    - ماری اسپاتافوره به پیشنهاد تونی، او را به یک اردوی نظامی برای نوجوانان بزهکار در شهرستان بویزی، آیداهو فرستاد

- جان کوستلو در نقش جیم "جانی کیکس" ویتوفسکی:   او معشوقه ویتو اسپاتافوره بود که به عنوان آتش‌نشان داوطلب و آشپز در یک رستوران در نیوهمپشایر کار می‌کرد.    آشنایی و رابطه:    - ویتو پس از فرار به دلیل افشای همجنس‌گرایی‌اش، جیم را در رستوران ملاقات کرد    - خود را به عنوان "وینسنت" یک نویسنده ورزشی از اسکاتسدیل آریزونا معرفی کرد که چند سالی است طلاق گرفته    - ویتو که سعی داشت زندگی دگرجنس‌گرایانه داشته باشد، یک دختر هم از همسر سابقش داشت    - ابتدا وقتی جیم سعی کرد او را ببوسد، ویتو که هنوز همجنس‌گرایی خود را انکار می‌کرد، با خشونت واکنش نشان داد و دعوای فیزیکی شد    - پس از تصمیم ویتو برای "توقف زندگی دروغین"، آن دو آشتی کردند و با هم زندگی مشترک آغاز کردند    زندگی مشترک:    - از شام‌های رمانتیک، موتورسواری و پیکنیک کنار دریاچه لذت می‌بردند    - جیم برای ویتو شغل پیمانکاری پیشنهاد داد که بسیار کُند پیش می‌رفت    - ویتو که دلتنگ خانواده و زندگی پرهیجان نیوجرسی بود، یک صبح زود در حالی که جیم خواب بود، به نیوجرسی بازگشت    پایان رابطه:    - ویتو بعداً به جیم تلفن زد، اما جیم هنوز از نحوه ترک او عصبانی بود و تمایلی به ادامه ارتباط نداشت    - ویتو مدت کوتاهی پس از آن به طرز خشونت‌آمیزی به قتل رسید.

- جرالدین لیبراندی در نقش پتی لیوتاردو: او همسر فیل لیوتاردو، رئیس موقت خانواده جنایی لوپرتازی است. پتی یک کاتولیک محافظهکار و متعصب بود که نقش مهمی در تصمیم فیل برای کشتن ویتو اسپاتافوره پس از آشکار شدن همجنسگرایی او داشت. او به فیل گفت که ویتو باید با "گناه" خود روبرو شود. در حالی که آنها در حال فرار بودند، پتی در حال رانندگی بود که فیل در خارج از پمپ بنزین در قسمت پایانی سریال مورد اصابت گلوله قرار گرفت. پس از شلیک، پتی در حالی که دربها قفل شده بود و ماشین هنوز در دنده بود، از ماشین خارج شد که این امر منجر به زیر گرفتن سر فیل توسط خودرو شد.

- دنیز بورینو در نقش جینی "جینی سَک" ساکریمونی: او همسر جان "جانی سَک" ساکریمونی و مادر کاترین و الگرا ماری ساکریمونی است. جینی از چاقی مفرط رنج می‌برد، اما جان او را همانطور که هست دوست دارد و او را "روبنسک" (شبیه به نقاشی‌های روبنس) توصیف می‌کند. جانی سَک اشاره می‌کند که جینی بسیار برای کاهش وزن خود تلاش کرده است. جینی موضوع اصلی بسیاری از شوخی‌های اعضای خانواده جنایی دیمئو است که منجر به اختلاف بین همسرش و رالف سیفارتو می‌شود. جانی برای دفاع از شرافت همسرش حتی حاضر به کشتن است و به شدت به یکی از اعضای گروه رالف حمله می‌کند، چون فکر می‌کرد آن فرد درباره جینی شوخی می‌کند.  جینی در مراسم عروسی دخترش الگرا حضور داشت و بسیار خوشحال شد که به جانی اجازه دادند با وجود زندانی بودن در مراسم شرکت کند. اما روز او با ناراحتی پایان یافت وقتی مارشال‌های آمریکایی مانع خروج دخترش شدند و همسرش را در حالی که دستبند زده شده بود با گریه بردند، که باعث شد جینی غش کند.  جینی در دادگاه حاضر بود وقتی جانی به مشارکت با مافیا اعتراف کرد و به ۱۵ سال زندان به اتهام اخاذی محکوم شد. جانی و وکیلش با دادگاه به توافق رسیدند که در ازای اعتراف، اموالشان شامل جعبه موسیقی وورلیتزر، ۱۸۰ هزار دلار در صندوق امانات به نام پدرش در بوکا راتون فلوریدا، حساب‌های سرمایه‌گذاری، خانه ۴۵۰ هزار دلاری در دیل نیوجرسی، ماشین مازراتی، خودرو جی‌ام‌سی یوکان جینی و سایر دارایی‌ها به ارزش ۵ میلیون دلار مصادره شود. بعداً این مصادره فقط به خانه آنها در کالدول شمالی، ۴۵ هزار دلار از بیمه عمر دخترانش و حساب بازنشستگی ۱۱۰ هزار دلاری جینی محدود شد.  جینی مجبور شد خانه‌اش را به جانیس سوپرانو بفروشد تا پس از مصادره اموال توسط مارشال‌ها و وزارت خزانه‌داری، سرمایه‌ای برای خانواده‌اش باقی بماند. او در زندان از همسرش در زمان سرطانش عیادت کرد و در کنار دو دخترشان هنگام مرگ جانی حاضر بود. تونی بعداً اشاره کرد که جینی در یک شرکت بیمه مشغول به کار اداری شده است.  دنیز بورینو که نقش جینی را بازی می‌کرد، در سال ۲۰۰۰ از طریق یک آزمون بازیگری آزاد این نقش را به دست آورد. او در اصل برای حمایت از یک دوست در این آزمون شرکت کرده بود. [۴]

- کیتلین وان زندت در نقش الگرا ماری ساکریمونی: دختر جانی و جینی سَک و خواهر کاترین ساکریمونی است. جانی در حالی که در زندان منتظر محاکمه بود، هزینه های گزاف مراسم عروسی او با اریک دی بندتو را پرداخت کرد.  جزئیات مراسم عروسی:  - جانی برای حضور در عروسی موقتاً آزاد شد و الگرا از این موضوع بسیار خوشحال بود  - شرایط قاضی باعث شد مراسم با حضور دتکتورهای فلزی و مارشال های آمریکایی همراه باشد  - در پایان مراسم، خودرو لیموزین آنها توسط خودروهای مارشال ها مسدود شد  - پدرش در حالی که دستبند زده شده بود با گریه از مراسم خارج شد  - مادرش در میان جمعیت غش کرد  پایان زندگی پدر:  الگرا همراه مادر و خواهر بزرگترش در بیمارستان زندان حاضر بود و شاهد مرگ پدرش بر اثر سرطان ریه بود.

- کریستین میلیوتی در نقش کاترین ساکریمونی:   دختر جانی و جینی سَک و خواهر الگرا ساکریمونی است. او به طور محسوسی از مادر و خواهرش لاغرتر است.

- ویل جانوویتز در نقش فین دترولیو:   دوستپسر و سپس نامزد مدو سوپرانو است. آنها در دانشگاه کلمبیا با هم آشنا شدند و در سال دوم دانشگاه مدو با هم آپارتمان مشترک گرفتند. فین اهل میسیون ویجو، کالیفرنیا است و نیمی ایتالیاییتبار است.    جزئیات رابطه و اتفاقات:    - پس از فارغ‌التحصیلی، فین در دانشکده دندانپزشکی ثبت‌نام کرد    - برای مدت کوتاهی در یک سایت ساختمانی تحت مدیریت گروه آپریل کار کرد (شغلی که تونی سوپرانو از طریق اتحادیه کارگران آمریکای شمالی برایش ترتیب داد)    - یک روز صبح زود به محل کار رفت و ویترو اسپاتافوره را در حال انجام عمل جنسی با یک نگهبان در ماشین پارک شده دید    - فین این موضوع را به مدو گفت و مدو قول داد رازدار باشد    - پس از اینکه ویتو سعی کرد فین را برای رفتن به بازی بیسبال با خود بترساند، فین وحشت کرد و تصمیم به ترک شهر گرفت    ماجرای نامزدی و جدایی:    - وقتی فین بدون اطلاع مدو چمدانش را بست، مدو عصبانی و ناراحت شد    - در همین بحث و وقتی مدو از تعهد صحبت کرد، آنها تصمیم به نامزدی گرفتند    - پس از مشاهده ویتو در یک بار همجنسگرایان توسط اعضای گروه نیویورک، مدو راز فین را به مادرش و روسالی آپریل گفت    - فین که به وضوح ترسیده بود، به ساتریالز برده شد تا آنچه دیده بود را برای اعضای ارشد خانواده سوپرانو توضیح دهد    - مدو و فین در نهایت از هم جدا شدند

- آری گرینور در نقش کیتلین راکر:   همخانه مدو سوپرانو در دانشگاه کلمبیا است. کیتلین اهل بارتلزویل، اکلاهماست اما برای تحصیل به نیویورک آمده. او مبتلا به اختلال دوقطبی است و با مشکلاتش مدام میدو، مسئول خوابگاه و نوح تاننبام (دوستپسر میدو) را آزار میدهد.    در قسمت «محله آقای روگیرو»:    - به مدو میگوید نوشیدن الکل را قطع کرده    - پزشک دانشگاه برایش بوسپیرون (داروی ضداضطراب) تجویز کرده    - هانتر (دوست میدو) اشاره میکند این دارو برای درمان اختلال اضطراب عمومی استفاده میشود

- میشل دچزاره (دختر دیوید چیس، سازنده سریال) در نقش هانتر اسکانگارلو: او دوست مدو سوپرانو است. هانتر همراه مدو در گروه کر مدرسه می‌خواند و این دو، کریس را مجبور کردند تا به جای رفتن به خیابان جفرسون در جرسی سیتی نیوجرسی، برایشان متامفتامین بخرد تا بتوانند بهتر درس بخوانند. او کمی قبل از مرگ برندان فیولون، به او علاقه داشت. در قسمت پایانی سریال، کارمل می‌بیند که هانتر در اتاق مدو با او صحبت می‌کند و به طور اتفاقی اشاره می‌کند که هانتر سال‌ها قبل از دانشگاه اخراج شده بود. کارمل وقتی می‌فهمد هانتر زندگی‌اش را سروسامان داده، به دانشگاه SUNY Purchase برگشته و حالا در دانشکده پزشکی است، به طور پنهانی ناامید می‌شود.

- پاتریک تالی در نقش نوح تاننبام:   او اولین دوستپسر مدو سوپرانو در دانشگاه کلمبیا بود که در یک کلاس فیلم با هم آشنا شدند. نوح اهل غرب لس‌آنجلس است. پدرش وکیل سرگرمی برای سلبریتیها و چهرههای هالیوودی است و از یهودیان اشکنازی است، در حالی که مادرش آفریقایی-آمریکایی است.    اولین ملاقات با خانواده سوپرانو:    - نوح هنگام بازدید از خانه سوپرانو برای تماشای فیلم برای پروژه کلاسی ظاهر شد    - او که عاشق فیلم بود، فکر کرد با دیدن تجهیزات ویدیویی در خانه سوپرانو میتواند با تونی ارتباط برقرار کند    - تونی با دیدن علاقه نوح به میدو، درباره پیشینه قومی او سوال کرد    - پس از تایید اصالت آفریقایی-آمریکایی نوح، تونی با استفاده از الفاظ نژادپرستانه سعی کرد او را از مدو دور کند    - نوح با عصبانیت خانه را ترک کرد    تاثیر بر رابطه مدو و تونی:    - این اتفاق باعث درگیری طولانی بین تونی و مدو شد    - در نهایت این تنشها نوح و مدو را به هم نزدیکتر کرد    پایان رابطه:    - پس از ملاقات با پدرش، نوح با مدو قطع رابطه کرد    - دلیل او این بود که مدو "بیش از حد منفی" است.

- امیلی ویکرشم در نقش رایانون فلامر: او دوست ای.جی. است که در ابتدا با هرنان رابطه داشت. او بعداً در یک بیمارستان روانی با ای.جی. ملاقات می‌کند، در حالی که ای.جی. در حال بهبودی از اقدام به خودکشی است. آنها با هم وقت می‌گذرانند و وقتی در جنگل داخل نیسان ایکس‌ترای ای.جی. شروع به برقراری رابطه جنسی می‌کنند، مبدل کاتالیزوری خودرو داغ شده باعث آتش سوزی خودرو می‌شود و برگ‌های خشک زیر آن را نیز آتش می‌زند. ای.جی. و رایانون با عجله از خودرو خارج می‌شوند و کمی بعد خودرو منفجر می‌شود.

- مارک کارافین در نقش اگون کوسما: او دوست ای‌جی است.

- پاول دانو در نقش پاتریک والن: او دوست ای‌جی است.

- وینسنت پیازا در نقش هرنان اوبراین: او دوست ای‌جی است.

- جسیکا دانفی در نقش دوین پیلزبری: او دوست دختر ای‌جی در فصل‌های ۴ و ۵ است. دوین از خانواده‌ای حتی ثروتمندتر از ای‌جی است و این باعث می‌شود وقتی دوین برای اولین بار از این موضوع مطلع می‌شود، کمی بین آنها اختلاف ایجاد شود.

- دانیا رامیرز در نقش بلانکا سلگادو:   دوست دختر ۳۰ ساله دومینیکن-آمریکایی ای.جی. سوپرانو است که او در محل کار ساختمانی با او آشنا شد. بلانکا از ازدواج قبلی خود پسری ۳ ساله به نام هکتور دارد و در آپارتمانی در جنوب پاسائیک زندگی می‌کند.    جزئیات رابطه:    - بلانکا در محله‌ای زندگی می‌کرد که توسط یک باند جوانان مختل شده بود    - ای.جی. با دادن رشوه (یک دوچرخه) به اعضای باند، آن‌ها را متقاعد به ترک محل کرد    - ای.جی. در نهایت به بلانکا پیشنهاد ازدواج داد و او ابتدا پذیرفت    - بلانکا بعداً نظر خود را تغییر داد و رابطه را به پایان رساند    - این اتفاق باعث سقوط عاطفی ای.جی. و اقدام به خودکشی او شد

- کامرون بوید در نقش مت تستا: او دوست ای‌جی است.

- تیم دیلی در نقش جردن توماس "جِی.تی." دولن: فیلمنامه‌نویسی است که در مرکز ترک اعتیاد هازلت نیوجرسی با کریستوفر مولتیسانتی آشنا شد. او به هروئین، کوکائین و الکل معتاد بود و پس از عدم تکمیل فیلمنامه‌ای برای سریال "نش بریج" شغلش را از دست داد. او بعداً در یک کلینیک توانبخشی در پنسیلوانیا تحت درمان قرار گرفت و توانست زندگی‌اش را تغییر دهد. جی.تی. به قمار علاقه داشت و از طریق کریستوفر روی اسب‌ها شرط می‌بست. او از کریستوفر پول قرض گرفت اما نتوانست به موقع بازپرداخت کند. پائولی کوچک (جرمانی) و کریس او را در خانه‌اش کتک زدند و خودروی BMW او را ضبط کردند.  در سال ۲۰۰۷، کریس او را مجبور به نوشتن فیلمنامه "Cleaver" کرد. جی.تی. با کریستوفر و کارمین لوپرتازی جونیور روی این فیلم اسلشر کار کرد، اما در اکران فیلم، کریس از نقش او تقدیر نکرد.  در همان سال، کریستوفر مست به خانه جی.تی. رفت و شروع به صحبت درباره جنایات مافیا کرد. وقتی جی.تی. گفت "کریس، تو در مافیایی!"، کریس او را با شلیک به سر کشت.

- پتی مک‌کورمک در نقش لیزر لاچروا:   مادر آدریانا لاچروا، خواهر جکی آپریل سینیور و ریچی آپریل، و خواهرزاده روسالی آپریل است. لیزر رابطه آدریانا با کریستوفر مولتیسانتی را تأیید نمی‌کرد و آدریانا پس از مشاجرات یا خشونت‌های خانگی اغلب پیش او می‌ماند.    وقتی کریس در حضور لیزر به آدریانا پیشنهاد ازدواج داد، لیزر رفتار کریس را نشانه‌ای از سوءاستفاده قدرت و کنترل توصیف کرد. پس از ناپدید شدن آدریانا در سال ۲۰۰۴، اف بی آی به ملاقات لیزر رفت و به او گفت که احتمالاً دخترش کشته شده و مظنون اصلی کریس است.    در جشن سنت الزیر در سال ۲۰۰۶، کارمل سوپرانو با لیزر مواجه شد که اکنون باور داشت دخترش به قتل رسیده و نشانه‌های واضح افسردگی داشت. لیزر بعداً اقدام به خودکشی کرد. کارمل در بیمارستان به دیدن او رفت، اما لیزر در آن زمان به نظر هوشیار نبود.

- لوئیس جی. استادلن و جان پلشت در نقش دکتر آیرا فرید: او یکی از بازیکنان بازی پوکر پرشرط خانواده سوپرانو بود. دکتر فرید متخصص اورولوژی است که در درمان اختلال نعوظ با کاشت پروتز آلت تخصص دارد. در سال ۲۰۰۲، دکتر فرید به عنوان خریدار اولیه در کلاهبرداری مسکن تونی عمل کرد و با استفاده از ۵۰۰ هزار دلار از پول خانواده سوپرانو، چندین خانه در خیابان گارساید در ماونت پلزنت نیوآرک و خیابان فرلینگهایزن در ویکوئیک نیوآرک را هرکدام به قیمت ۲۵ هزار دلار خریداری کرد. این خانه‌ها سپس با ارزش تقلبی ۲۰۰ هزار دلار ارزیابی می‌شدند. او سپس این املاک را به موریس تیفن می‌فروخت که پروژه را یک شکست مالی اعلام می‌کرد و وام از طریق سازمان موریس تأیید می‌شد.  در سال ۲۰۰۴، فرید و چندین نفر دیگر قربانی یک سرقت بزرگ خودرو در مراسم عروسی دخترش در رینگوود نیوجرسی شدند. خودروها به جای استفاده از ارتباطات تونی در بروکدیل نیوجرسی، به یک تعمیرگاه غیرقانونی در نیوبورگ نیویورک فروخته شد که با جانی ساک همکاری می‌کرد. او درباره این سرقت با تونی تماس گرفت. مشخص شد که فیتچ لا مانا سازماندهنده این سرقت خودروها بوده است.

- متیو ساسمن در نقش دکتر داگلاس شرک:   او متخصص قلب جونیور سوپرانو در بیمارستان سنت بارناباس واقع در لیوینگستون نیوجرسی است.    جزئیات فعالیت:    - با استفاده از مزیت محرمانگی رابطه پزشک-بیمار، دفتر خود را برای ملاقات‌های جونیور با همدستانش (از جمله تونی سوپرانو و ریچی آپریل) در اختیار او قرار می‌داد    - این ملاقات‌ها تحت پوشش ویزیت‌های پزشکی انجام می‌شد تا از شنود اف‌بی‌آی و مقامات جلوگیری کند

- مایکل کانتری‌من در نقش دکتر ریچارد وگل:   او رواندرمانگری است که پزشک اطفال ای.جی. به کارمل توصیه می‌کند تا برای درمان افسردگی پسرش به او مراجعه کند.    در قسمت "The Second Coming":    - دکتر وگل پس از اقدام به خودکشی ای.جی، او را در یک بیمارستان روانی بستری می‌کند    - جلسه درمان گروهی با حضور ای.جی و والدینش (تونی و کارمل) ترتیب می‌دهد

- ویل مک‌کورماک در نقش جیسون لاپنا: او پسر جنیفر ملفی و ریچارد لاپنا است.

- ریچارد رومانوس در نقش ریچارد لاپنا:   او همسر جداشدهٔ کالابریاییِ جنیفر ملفی و پدر جیسون لاپنا است. وقتی خانوادهٔ دکتر ملفی متوجه میشوند که او یک چهرهٔ مافیایی مهم را تحت درمان دارد، به او اصرار میکنند که این ارتباط را قطع کند.    ریچارد عضو سازمانی است که هدف آن مبارزه با تصویر منفی آمریکاییهای ایتالیاییتبار به عنوان چهرههای مافیایی در رسانه‌هاست. او و جنیفر در سال ۲۰۰۱ آشتی کرده بودند و در زمان تجاوز به جنیفر، با او زندگی میکرد.    در ابتدا، ریچارد فکر میکرد متجاوز (بر اساس توصیف جنیفر) پورتوریکویی است، اما بعداً فهمید که نام خانوادگی ایتالیایی (راسی) دارد و از این موضوع به شدت ناراحت شد. او بسیار عصبانی بود وقتی که اشتباه در روند حفظ زنجیرهٔ مدارک باعث آزادی متجاوز شد.

- کارا بوئونو در نقش کلی لومباردو مولتیسانتی:   او در سال ۲۰۰۶ دوستدختر جدید کریستوفر مولتیسانتی بود. کلی باردار شد و قصد داشت به دلیل استفاده نکردن از روش‌های پیشگیری، بارداری را خاتمه دهد. وقتی این موضوع را به کریس گفت، او پیشنهاد ازدواج در آتلانتیک سیتی را مطرح کرد. مدت کوتاهی پس از ازدواج، کلی و کریس یک خانه بزرگ و جدید خریدند.    با گذشت زمان، علاقه کریستوفر به کلی کمرنگ شد و او با جولیانا اسکیف رابطه خارج از ازدواج آغاز کرد. با این حال، کلی همچنان به کریس وفادار ماند و از غیبت‌های طولانی او شکایتی نکرد.    در سال ۲۰۰۷، کلی صاحب دختری به نام کیتلین شد. او و کریستوفر بعداً در مراسم تعمید کیتلین شرکت کردند، جایی که تونی و کارمل سوپرانو به عنوان پدرخوانده و مادرخوانده کیتلین انتخاب شدند.    در قسمت "Walk Like a Man"، کلی توسط پائولی گوالتیری مورد آزار قرار گرفت؛ زمانی که پائولی به تلافی پرتاب شدن برادرزاده‌اش، پائولی کوچک (جرمانی)، از پنجره توسط کریس، با کادیلاک CTS خود به حیاط جلویی خانه آن‌ها هجوم آورد. پائولی کوچک حداقل دو بار اجناس را از فروشگاه سخت‌افزار پدر کلی دزدیده بود. [۵]

## همچنین ببینید
- فهرست قسمت‌های سریال سوپرانوها

## پیوندهای خارجی
- بازیگران و عوامل سریال سوپرانو از HBO.com

1. ↑  "The Sopranos Cast & Crew: Artie Bucco". HBO.com. Retrieved September 21, 2018. Artie Bucco is Tony's one close civilian friend. They've known each other since high school.
2. ↑  "Alessandro Nivola In Talks For Lead Role In 'Sopranos' Prequel Movie". Deadline Hollywood. November 20, 2018.
3. ↑  "Corrado "Junior" Soprano played by Dominic Chianese on The Sopranos | HBO". January 23, 2019. Archived from the original on January 23, 2019.
4. ↑  "Famed 'Sopranos' actress Denise Borino-Quinn, who came to fame as mafia wife Ginny Sacrimoni, dies". nydailynews.com. December 3, 2010.
5. ↑  "The Sopranos - Kelli Lombardo Moltisanti". HBO.

1. ↑  به عنوان نوزاد در داستان اصلی ظاهر نشد، بلکه به عنوان راوی کل فیلم عمل کرد
2. ↑  آدلر در تیتراژ ابتدایی ذکر می‌شد اما در بخش «بازیگران مهمان» فهرست می‌شد. این روش در فصل اول معمول بود، اما از فصل سوم به بعد آدلر تنها بازیگری بود که اینگونه فهرست می‌شد، به جز جان ونتیمیگلیا و کاترین ناردوچی که در دو فصل اول اینگونه فهرست می‌شدند.
3. ↑  ایرینا پلتسین در قسمت پایلوت توسط سیبریا فدریکو بازی شده است. در فصل سوم، لادا با نام اکسانا بابیی ذکر شده است.
4. ↑  پدر فیل اینتینتولا در قسمت پایلوت توسط مایکل سانتورو بازی شده است.
5. ↑  گاستون فقط در قسمت پایلوت فهرست شده است
6. ↑  کوچینوتا فقط در قسمت «ایزابلا» فهرست شده است
7. ↑  باربارا سوپرانو در قسمت «داون نک» به صورت نوزاد در فلش‌بک ظاهر می‌شود